# Teatro Orientale della guerra di secessione americana

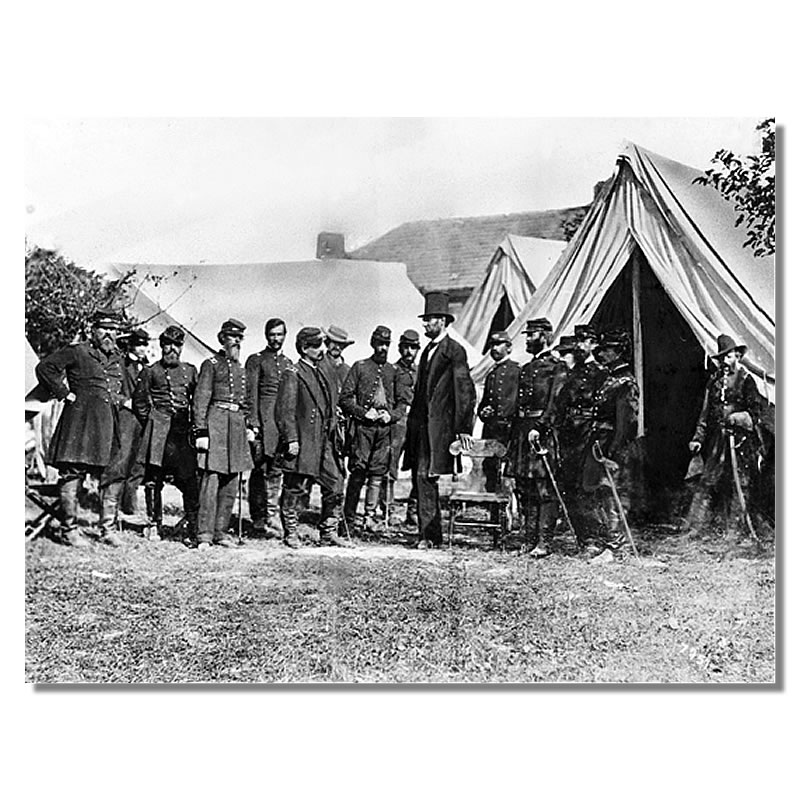
Il presidente Abraham Lincoln in visita all'Armata del Potomac sul campo della battaglia di Antietam. Foto di Alexander Gardner del settembre 1862.

Il Teatro Orientale della guerra di secessione americana consiste nelle principali azioni militari e navali svoltesi negli Stati federati della Virginia, della Virginia Occidentale, del Maryland, della Pennsylvania e del Distretto di Washington, oltre che quelle effettuate nelle fortificazioni costiere e negli scali portuali della Carolina del Nord. Le operazioni conosciute come Campagna delle Caroline nel 1865 vengono invece considerate parte del Teatro Occidentale, mentre le altre zone costiere lungo l'Oceano Atlantico sono incluse nel Teatro basso litoraneo.
Il teatro orientale fu sede di diverse importanti campagne militari sferrate dall'Armata del Potomac dell'Union Army nell'intento di catturare la capitale degli Stati Confederati d'America Richmond, in Virginia; la maggior parte di esse ebbero però un esito tutt'altro che positivo, frustrate nei loro obiettivi per merito dell'Armata Confederata della Virginia Settentrionale diretta da Robert Edward Lee.
La Presidenza di Abraham Lincoln cercò per molto tempo un generale da contrapporre a Lee con la sua stessa audacia, nominando via via Irvin McDowell, George McClellan, John Pope, Ambrose Burnside, Joseph Hooker e George G. Meade alla guida dei vari eserciti orientali.
Mentre Meade riuscì ad ottenere una prima vittoria netta su Lee nella battaglia di Gettysburg nel luglio del 1863 fu soltanto dopo che il nuovo Comandante generale dell'esercito statunitense Ulysses S. Grant giunse dal Teatro Occidentale nel 1864 per assumere personalmente il controllo delle operazioni nella Virginia che le forze unioniste si trovarono nelle condizioni di conquistare la principale città avversaria, anche se a seguito di diverse sanguinose battaglie nel corso della Campagna terrestre e al termine dei 9 mesi dell'Assedio di Petersburg.
La resa di Lee all'Appomattox Court House nell'aprile del 1865, a conclusione della Campagna di Appomattox e della battaglia di Appomattox condusse a termine ponendo la parola fine alle principali operazioni nell'area. Mentre molte delle campagne e battaglie furono combattute essenzialmente nella ristretta fascia regionale della Virginia compresa tra Washington e Richmond, vi furono anche altre importanti campagne che si svolsero nelle vicinanze.

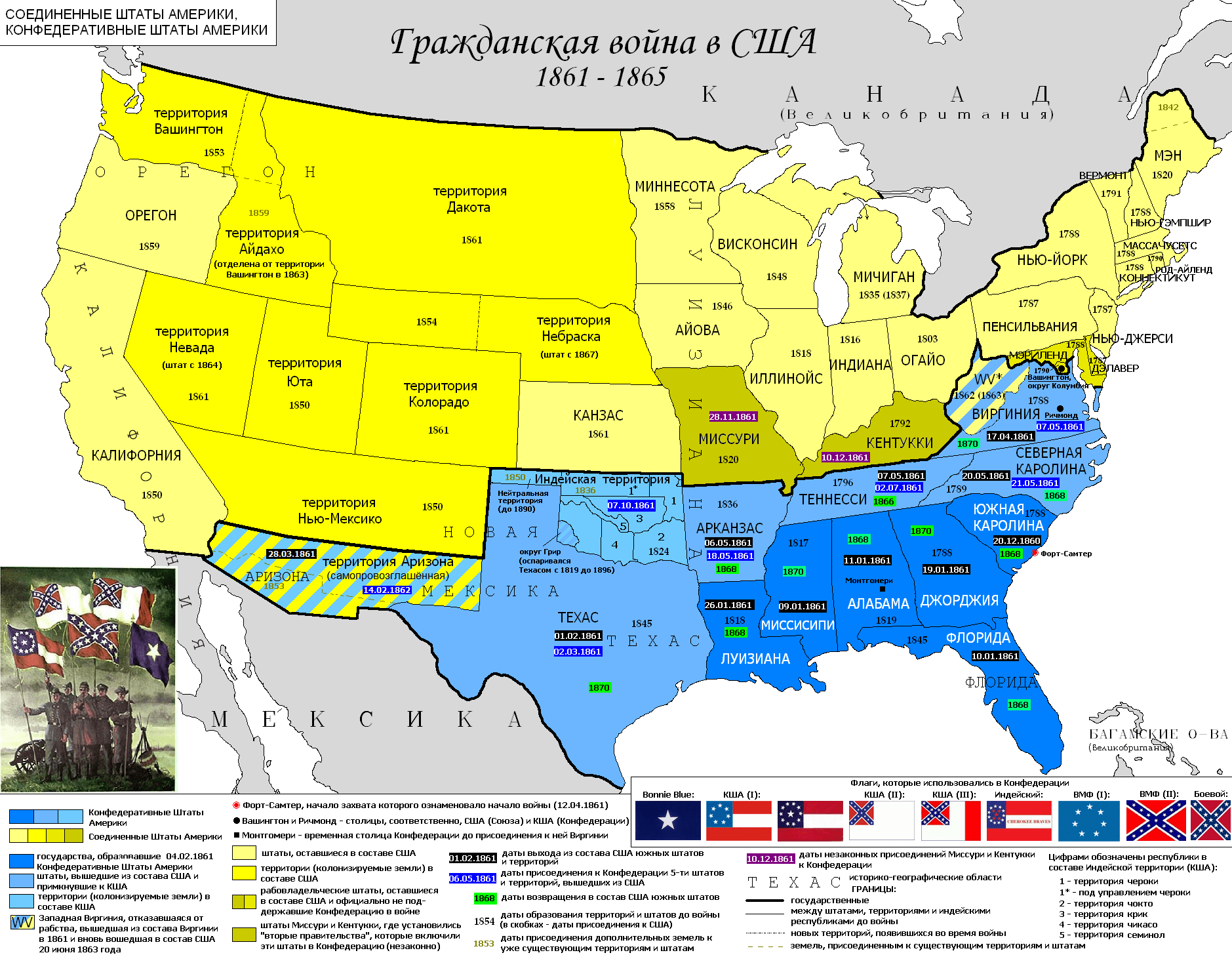
Nord (in giallo) contro Sud (in celeste).

La Campagna della Virginia Occidentale del 1861 per esempio assicurò il controllo dell'Unione sulle contee occidentali dello Stato Sudista le quali appena due anni dopo si sarebbero riunite per formare la nuova entità politica costituita dalla Virginia Occidentale. Le maggiori aree costiere e i porti confederati vennero presi d'assalto ed occupati in tutto il Sud-est della Virginia e nella Carolina del Nord.
La Valle dello Shenandoah fu teatro di frequenti scontri a partire dal 1862 e fino a tutto il 1864. Lee provò a lanciare due infruttuosi tentativi d'invasione del territorio federale con la speranza di poter in tal maniera influenzare decisivamente l'opinione pubblica del Nord sull'ipotesi ventilata dai cosiddetti "Democratici pacifisti" di porre al più presto fine allo scontro armato.
Nell'autunno del 1862 prese il via la Campagna della Virginia settentrionale prima e la Campagna del Maryland poi, culminante quest'ultima nella sconfitta strategica Sudista rimediata alla battaglia di Antietam.
Nell'estate del 1863 ebbe luogo la seconda invasione di Lee con la Campagna di Gettysburg che riuscì temporaneamente a raggiungere il territorio della Pennsylvania posto più a settentrione di quanto avesse mai ottenuto qualsiasi altro grande esercito confederato.
A seguito di un attacco diretto contro il cuore di Washington nel 1864 le forze unioniste comandate da Philip Henry Sheridan scatenarono la Campagna della Valle dello Shenandoah, che costò alla Confederazione il mantenimento del controllo su una fondamentale fonte d'approvvigionamento per l'esercito di Lee.

## Teatro delle operazioni

La situazione della guerra civile nel 1861: il blocco dell'Unione sferrato contro le coste Sudiste è già pienamente attivo.

Il Teatro Orientale incluse le campagne generalmente rimaste più famose nella storia della guerra civile, se non per il loro significato strategico, quindi per la loro prossimità ai maggiori centri urbani, alle sedi dei principali giornali e alle due capitali delle parti avversarie.
L'immaginazione sia degli Stati Uniti nord-orientali che degli Stati Uniti meridionali rimase catturata dalle lotte epiche tra il Confederate States Army guidato da Lee e l'Armata del Potomac, diretto quest'ultimo da tutta una serie di comandanti decisamente meno abili.
Lo scontro più sanguinoso dell'intera guerra avvenuto a Gettysburg nella Pennsylvania (durato per tre intere giornate) e il giorno più sanguinoso (quello verificatosi ad Antietam) furono entrambi combattuti in questo Teatro; le capitali di Washington e Richmond vennero entrambe attaccate o assediate.
È stato variamente sostenuto sia dai commentatori del momento che dai futuri storici che il Teatro Orientale fosse strategicamente più importante per portare alla definitiva sconfitta dell'entità secessionista e fu d'altra parte inconcepibile che le popolazioni civili di entrambe le parti potessero considerare il conflitto in via di risoluzione senza una chiara resa nell'ambito di questo Teatro.
La zona dei movimenti militari orientali fu delimitata dai Monti Appalachi ad Ovest e dalla costa Atlantica ad Est. Di gran lunga la maggior parte delle battaglie avvenne nell'ambito delle 100 miglia che separano Washington da Richmond; questo territorio favorì i difensori confederati in quanto una serie di fiumi scorre principalmente da Ovest in direzione Est, rendendoli così per lo più degli ostacoli piuttosto che vie d'accesso o linee di comunicazione per gli attaccanti unionisti: tali fiumi e i loro punti di attraversamento, quali il Bull Run, il Potomac, il Rapahannok, il Rapidan, lo York e il James furono luogo di importanti battaglie. Le Blue Ridge Mountains dividevano la Virginia in due creando solo due vie di invasione principali: via la Valle dello Shenandoah o via la Virginia Orientale incastonata tra le montagne e l'Atlantico: questo permise ai sudisti di difendere le posizioni con un numero non troppo elevato di uomini.
Le strade nel Sud erano poche, sterrate e fangose durante le piogge: ciò limitata la capacità di movimento degli unionisti; al contrario le dure strade del Nord svantaggiavano i confederati, che calzavano stivali non idonei.
Una tale situazione fu molto differente rispetto ai primi anni del Teatro Occidentale e poiché le armate federali dovettero fare affidamento esclusivamente sul primitivo sistema stradale dell'epoca per i suoi trasporti primari di uomini e mezzi ciò limitò di molto la possibilità di proseguire o avviare le campagne invernali per entrambe le parti. Il decisivo vantaggio dell'Unione fu rappresentato dal pieno controllo del mare e dei maggiori corsi fluviali, il che avrebbe consentito di rafforzare e rifornire il proprio esercito rimasto nei pressi delle rive costiere.
La classificazione delle campagne inerenti alla guerra svoltasi sia ad Occidente che ad Oriente è stabilita dal National Park Service (NPS) ed è più particolareggiata di quella utilizzata in questo compendio; alcune campagne minori sono state pertanto omesse, mentre altre vengono raggruppate entro categorie più ampie. Vengono inoltre descritte solamente alcune delle 160 battaglie ufficiali classificate all'interno di questo Teatro. I box inseriti nel margine destro mostrano le campagne associate a ciascuna sezione.
(Raimondo Luraghi, Storia della guerra civile americana BUR 1994 Vol I, pag. 321.)

## Principali comandanti del Teatro Orientale

### Unione

La Bandiera degli Stati Uniti d'America a 34 stelle.

Connecticut
 Delaware
 Maine
 Maryland
 Massachusetts
 New Hampshire
 New Jersey
 New York
 Pennsylvania
 Rhode Island
 Vermont
 Virginia Occidentale
| Comando unionista |
| --- |
| - Luogotenente generale Ulysses S. Grant - Maggior generale George McClellan - Maggior generale Irvin McDowell - Maggior generale John Pope - Maggior generale Ambrose Burnside - Maggior generale Joseph Hooker - Maggior generale George G. Meade |

### Confederazione

La Bandiera degli Stati Confederati d'America.

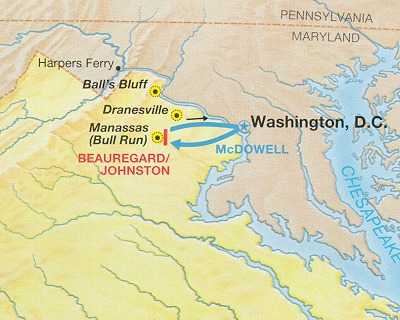
Mappa delle operazioni militari nel 1861.

Carolina del Nord
 Carolina del Sud
 Florida
 Georgia
 Virginia
| Comando confederato |
| --- |
| - Generale Robert Edward Lee, CSA - Generale Pierre Gustave Toutant de Beauregard, CSA - Generale Joseph Eggleston Johnston, CSA - Luogotenente generale James Longstreet, CSA - Luogotenente generale Thomas Jonathan Jackson CSA - Maggior generale Ambrose Powell Hill, CSA - Maggior generale Jubal Anderson Early, CSA |

## 1861: avvio delle operazioni
A seguito della battaglia di Fort Sumter e la sua relativa caduta alla metà di aprile entrambi gli schieramenti in campo si misero d'impegno per creare delle armate il più funzionali possibile agli scopi bellici.
Da parte sua la Presidenza di Abraham Lincoln lanciò un appello per raccogliere almeno 75.000 volontari con lo scopo dichiarato di reprimere la ribellione; fatto questo che causò immediatamente la secessione di 4 ulteriori Stati tra cui proprio la Virginia, fino a quel momento rimasta tra gli Stati cuscinetto.
L'Union Army possedette in quel frangente soltanto 16.000 uomini effettivi, con più della metà dei quali sparpagliati nei territori del West; le forze armate si ritrovarono altresì comandate dall'oramai anziano Luogotenente generale Winfield Scott, un veterano della guerra anglo-americana del 1812 e della guerra messico-statunitense del 1846.
Dalla parte confederata invece solo una manciata di ufficiali regolari e di funzionari federali si dimise per unirsi ai secessionisti; la formazione del Confederate States Army fu una faccenda inizialmente intrapresa negli interessi dei singoli Stati. La natura eminentemente decentralizzata delle strutture difensive confederate, incoraggiata dalla grande sfiducia manifestata dagli Stati nei confronti di un governo centrale forte si rivelò uno dei maggiori svantaggi subiti dallo schieramento Sudista nel corso di tutta la guerra.
Alcune delle prime forme d'ostilità armata si verificarono nella regione della futura Virginia Occidentale a maggioranza unionista in opposizione al resto dello Stato; la zona manteneva difatti legami e relazioni commerciali ben più strette con la Pennsylvania e con l'Ohio che con l'Est virginiano schiavista, pertanto si oppose fin da subito alla secessione. Un governo filo-unionista venne presto organizzato e fece appello a Lincoln per ricevere rapidamente degli aiuti militari.
Il Maggior generale G. B. McClellan, comandante del "Dipartimento dell'Ohio", ordinò quindi alle sue truppe di marciare da Grafton e di attaccare i confederati alla cui guida vi era George Alexander Porterfield; lo scontro avvenuto il 3 giugno e divenuto noto come battaglia di Philippi rappresentò il primo confronto bellico terrestre dell guerra.
La sua di poco successiva vittoria nella battaglia di Rich Mountain a luglio fu determinante per fargli ottenere la promozione, il comando dell'Armata del Potomac; mentre la campagna proseguiva attraverso tutta una serie di battaglie minori il generale Robert Edward Lee che - nonostante la propria eccellente reputazione di ex colonnello dell'esercito federale - non possedeva ancora alcuna esperienza di comando sul campo, diede in tal occasione una prestazione ben poco brillante che gli valse il soprannome dispregiativo "Granny Lee" ("Nonnina Lee").
Egli fu pertanto trasferito velocemente nelle Caroline con il compito di costruire fortificazioni da adibire alla difesa costiera. Il precoce successo unionista in questa campagna permise la creazione del nuovo Stato federato della Virginia Occidentale nel 1863.

L'ubicazione di Fort Monroe.

Ma la 1ª battaglia autenticamente significativa del conflitto ebbe luogo nella Virginia Orientale il 10 giugno. Il Maggior generale Benjamin Butler - con sede a Fort Monroe - inviò delle colonne da Hampton (Virginia) e da Newport News convergendo contro gli avamposti Sudisti più avanzati, ossia nelle immediate vicinanze del fortino; fu la battaglia di Big Bethel, proprio di fronte al Forte, grazie alla quale il colonnello John Bankhead Magruder riuscì ad ottenere la prima vittoria confederata.

### Prima Bull Run

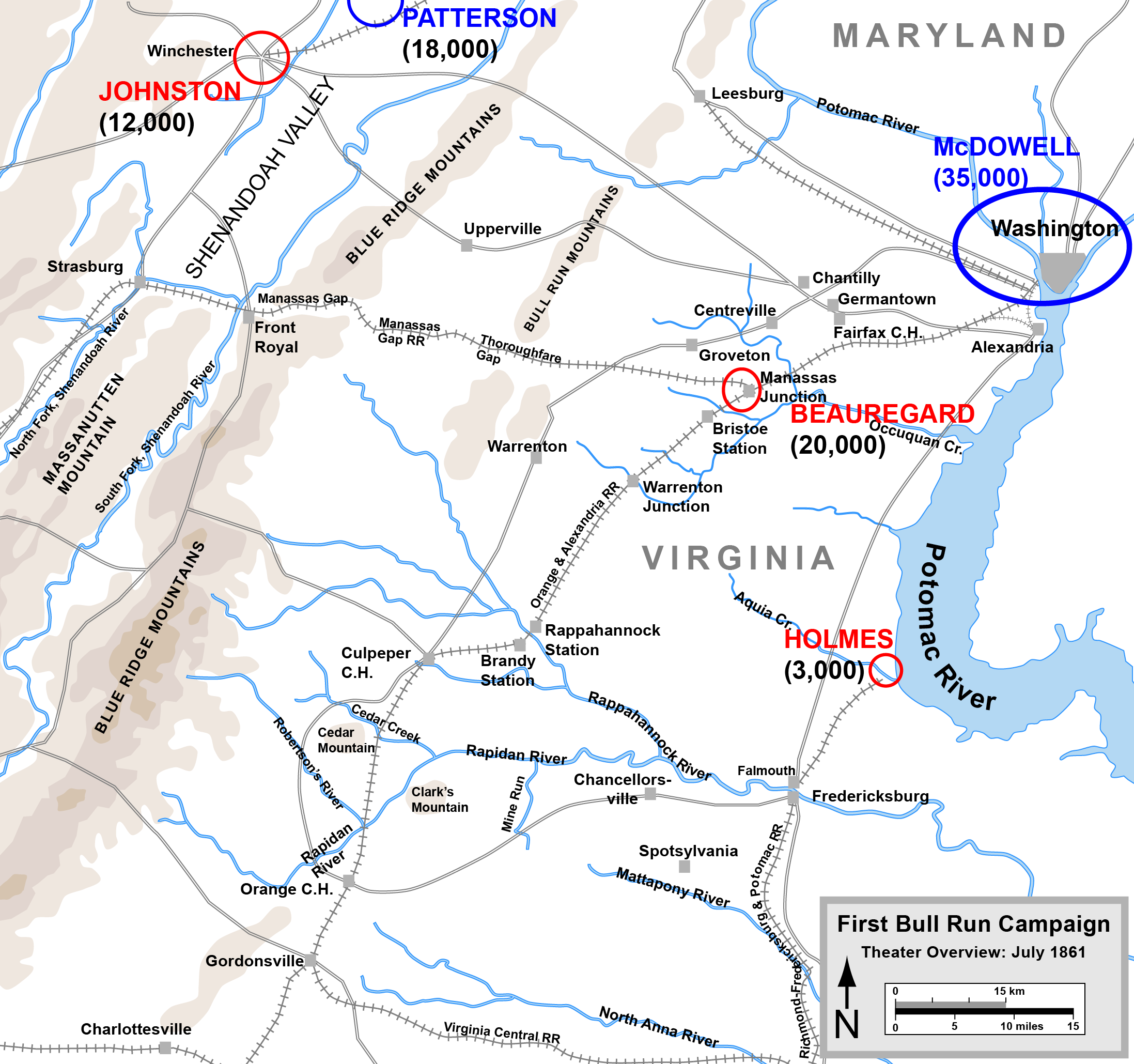
Posizioni iniziali della prima battaglia di Bull Run.

All'inizio dell'estate il comandante delle forze unioniste sul campo intorno a Washington era il Brigadier generale Irvin McDowell, un ufficiale quasi totalmente inesperto sul fronte dei combattimenti, al comando dei soldati volontari che ivi si trovavano con un grado ancor minore di esperienza; molti di questi si erano arruolati per solo 90 giorni, un periodo che stava oltretutto per scadere.

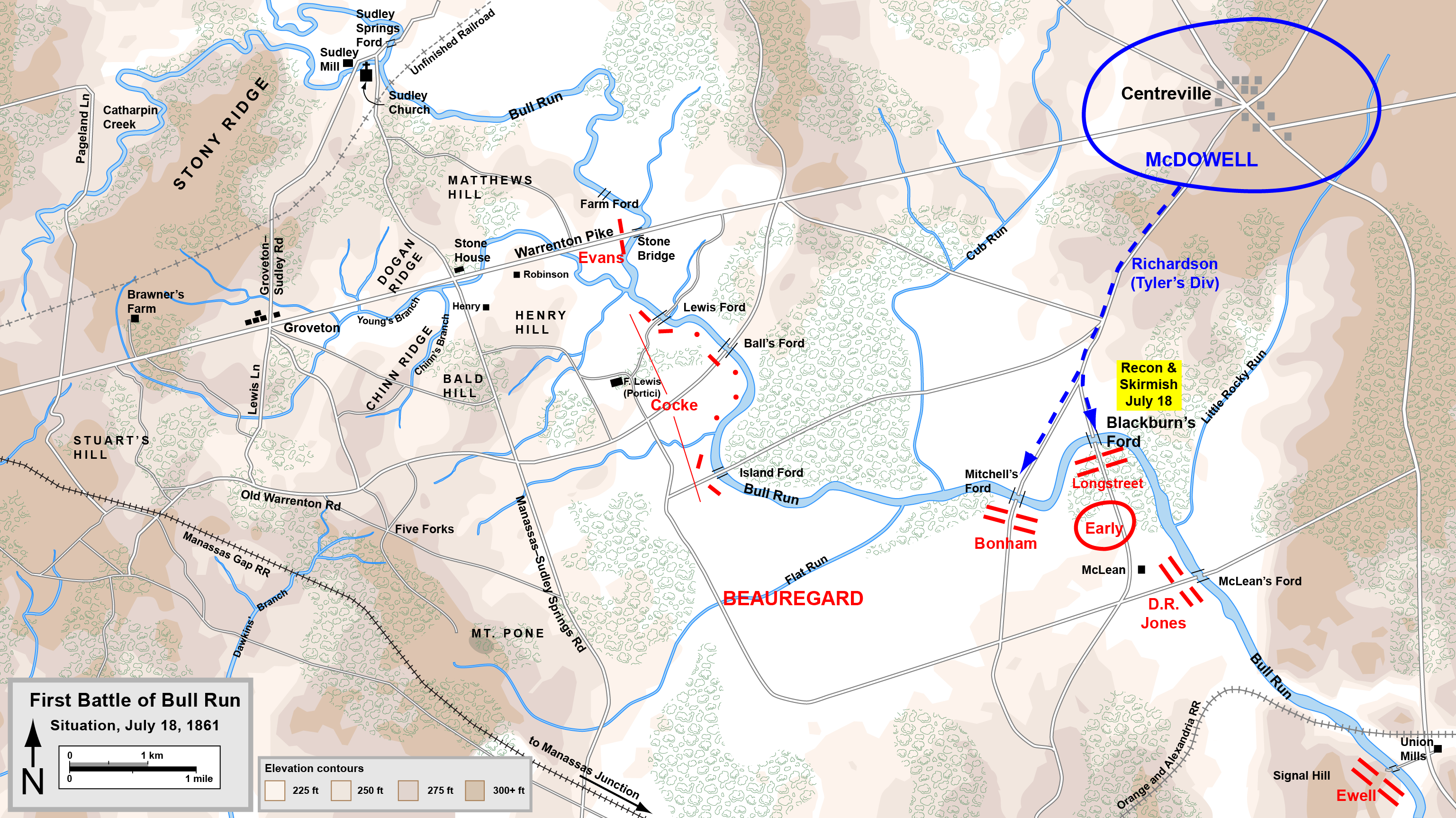
Azioni del 18 luglio.

McDowell subì fortemente le pressioni sia dei politici che dei maggiori giornali del Nord intenzionati a fargli prendere immediati provvedimenti volti a scatenare un'offensiva senza dover attendere l'iniziativa avversaria; l'esortazione era dunque: "Fino a Richmond!".
Il piano congegnato era di marciare con 35.000 uomini ed attaccare i 20.000 confederati di P.G.T. Beauregard stazionanti a Manassas.
La seconda grande forza Sudista presente nella zona, 12.000 uomini appostati lungo la Valle dello Shenandoah sotto il comando di Joseph E. Johnston, avrebbe dovuto subire la carica dei 18.000 soldati di Robert Patterson con l'intento di minacciare direttamente Harper's Ferry, impedendo in tal modo ai due eserciti confederati di aggregarsi contro McDowell.

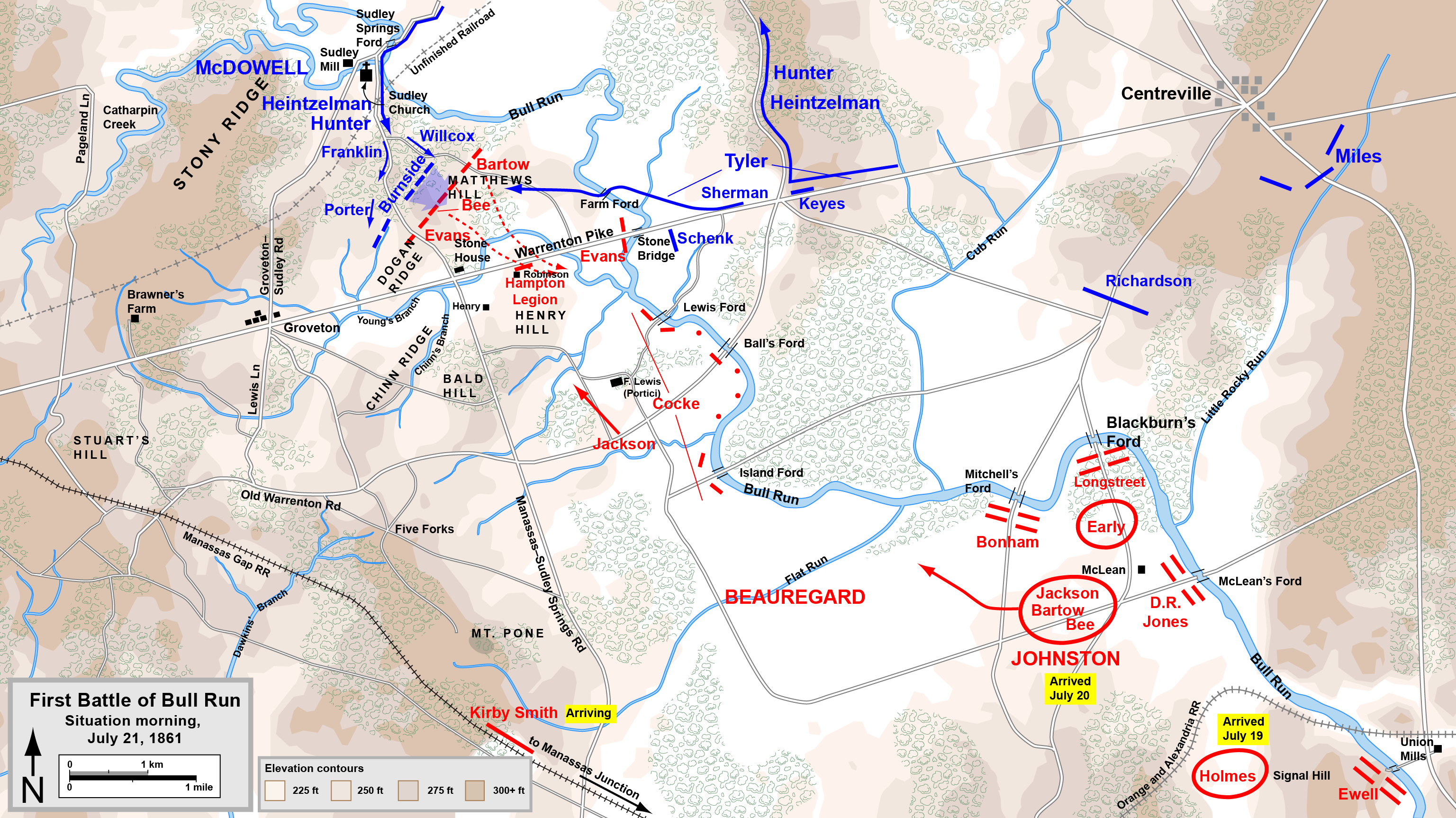
La mattina del 21 luglio.

Il 21 luglio l'allora "Armata della Virginia Nord-occidentale" di McDowell eseguì un complesso movimento di accerchiamento contro l'Armata del Potomac di Beauregard, dando così inizio alla prima battaglia di Bull Run; sebbene le truppe dell'Unione godessero di un vantaggio iniziale e riuscissero a respingere il fianco sinistro nemico, questo provvidenziale beneficio si annullò completamente nel corso del primo pomeriggio.

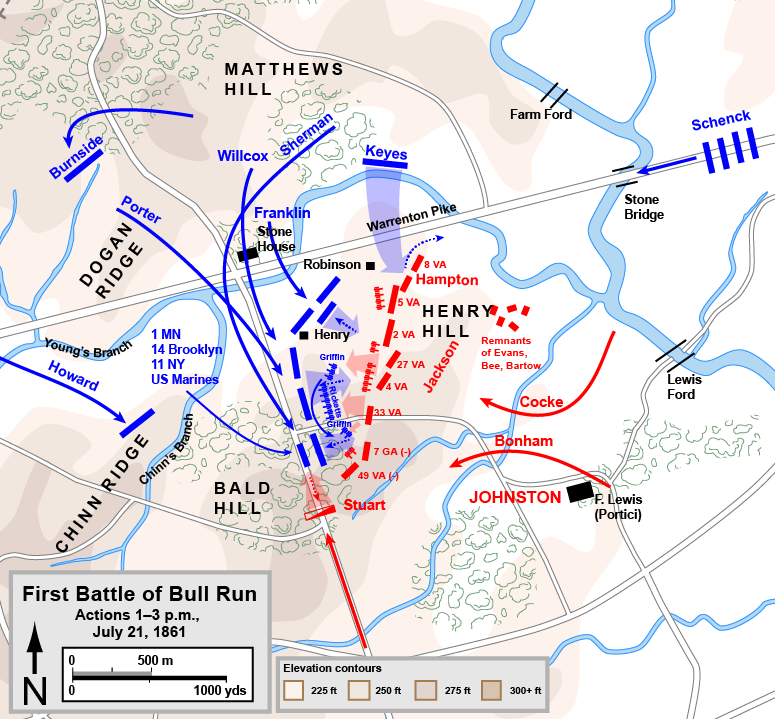
La situazione alle ore 14.

La battaglia cominciò a girare a favore dei confederati quando i soldati di Jackson arrivarono velocemente sul campo di battaglia usando la ferrovia.
Per la prima volta nella storia, un esercito riceveva rinforzi via treno.
Thomas J. Jackson infuse alla propria brigata la forza e la capacità necessaria per resistere al massiccio attacco che stavano subendo e proprio da questo evento ricevette poco dopo il suo celebre soprannome di "Stonewall Jackson".
I rinforzi giunsero puntuali tramite la ferrovia "Manassas Gap Railroad" direttamente dall'Armata di Johnston: Patterson si era difatti dimostrato completamente inefficace nel tenerli occupati.
Gli unionisti, privi di un qualsiasi addestramento preventivo, iniziarono allora a retrocedere, per trasformarsi rapidamente in una ritirata generale in preda al panico, con molti di loro che scapparono correndo quasi fino a Washington. Gli osservatori civili e politici, che si erano accalcati in carrozza tutt'attorno al luogo dello scontro quasi come se si fosse trattato di una sorta di avvenimento mondano o di una rappresentazione teatrale, furono a questo punto anch'essi presi dal panico.
In un modo o nell'altro l'esercito Nordista riuscì a tornarsene in larga parte sano e salvo nella capitale; l'Armata di Beauregard, anch'essa troppo stanca ed inesperta per mettersi all'inseguimento dei fuggitivi, lasciò il tempo necessario e - in quest'occasione più che in altre - quantomai prezioso ai federali di scappare. 

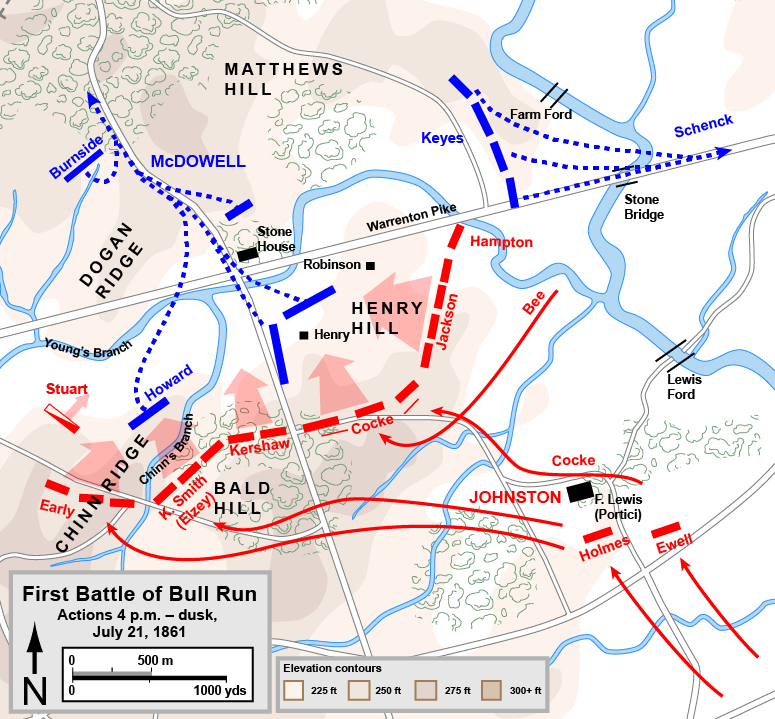
La situazione alle ore 16.

La vergognosa sconfitta letteralmente scioccò l'intero Nord ed un nuovo sentimento di cupa determinazione travolse gli Stati Uniti, mentre sia i militari che i civili cominciarono ben presto a rendersi conto che avrebbero avuto bisogno d'investire molto denaro e manodopera qualificata per riuscire a vincere una guerra divenuta da questo momento in avanti presumibilmente lunga e sanguinosa.
Non si sarebbe più trattato di una semplice "passeggiata estiva", come i più avevano fino ad allora pensato scherzandoci su e prendendo la situazione sottogamba: la "guerra di tre mesi al massimo" svanì definitivamente, sostituita da prospettive almeno a medio termine.
(George McClellan in una lettera indirizzata alla moglie)
Nel frattempo McClellan venne richiamato ad Est già ad agosto per comandare l'Armata del Potomac di nuova costituzione, che sarebbe divenuto il principale esercito del Teatro Orientale; nella sua qualità di ex dirigente di imprese ferroviarie possedeva eccellenti capacità organizzative le quali ben si adattavano ai compiti di addestramento ed amministrazione militare.
Era anche fortemente ambizioso e fin dal 1° di novembre aveva tanto manovrato - remando contro il "vecchio Winfield Scott" - da riuscire a raggiungere l'obiettivo prefissatosi: venire cioè nominato generale in capo di tutti gli eserciti dell'Unione. Tutto questo nonostante l'imbarazzante sconfitta che aveva egli stesso rimediato nel corso di una spedizione che aveva inviato sul fiume Potomac risoltasi nella battaglia di Ball's Bluff nel mese di ottobre.

## 1861 - 1865: costa della Carolina del Nord
La Carolina del Nord costituiva un'area assai importante per i Sudisti, innanzi tutto a causa del vitale porto marittimo di Willmington ed anche perché le Outer Banks rappresentavano delle basi preziose per le navi che tentavano di sfuggire al blocco dell'Unione. B. Butler salpò da Fort Monroe e catturò le batterie d'artiglieria nemiche con la battaglia di Hatteras Inlet Batteries nell'agosto del 1861.

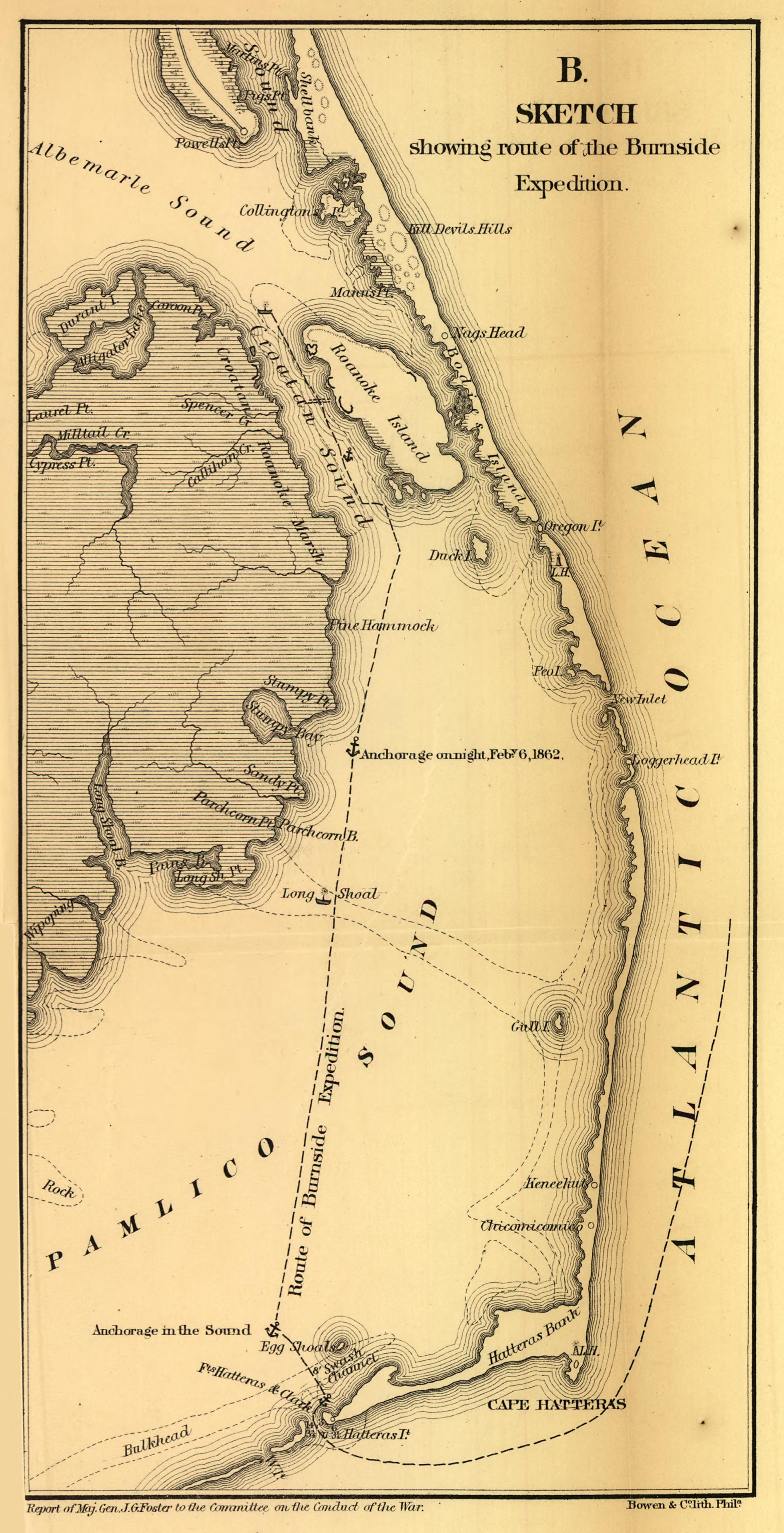
Schizzo che mostra la rotta intrapresa dalle forze di Ambrose Burnside attraverso l'ingresso di Hatteras Inlet in direzione dell'isola di Roanoke a Nord.

Nel febbraio seguente A. Burnside organizzò un'operazione di guerra anfibia, anch'essa partendo da Fort Monroe, che riuscì a conquistare l'isola di Roanoke grazie alla battaglia dell'isola di Roanoke, una vittoria strategica ben poco conosciuta ma decisamente importante per il prosieguo delle operazioni. La "spedizione di Goldsboro" verso la fine del 1862 marciò infine, seppur brevemente, verso l'interno dalla costa per distruggere i binari ferroviari, i ponti e quante più possibili infrastrutture adiacenti.

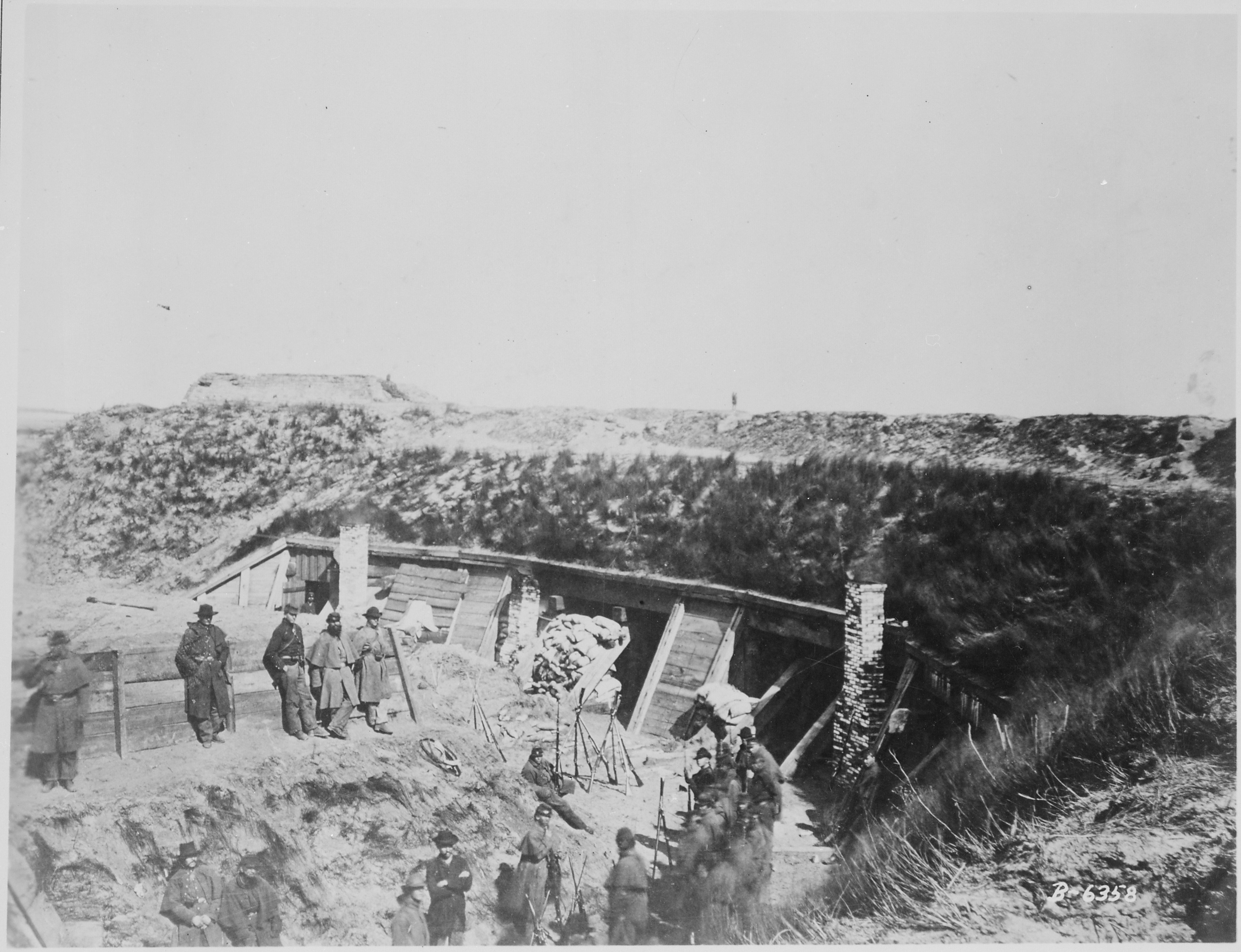
Postazioni di difesa a Fort Fisher in una foto di Mathew B. Brady.

Le operazioni sulla costa Nord-carolina ripresero verso la fine del 1864 con il tentativo fallito di B. Butler e David Dixon Porter di occupare, nella prima battaglia di Fort Fisher, l'omonimo Fort Fisher che custodiva lo scalo portuale di Wilmington.
Le forze unioniste congiunte alla seconda battaglia di Fort Fisher e guidate da Alfred Terry, Adelbert Ames e Porter nel gennaio del 1865 riuscirono a sconfiggere B. Bragg, conquistando Wilmington a febbraio.
Nel corso di questo periodo gli eserciti del Teatro Occidentale condotti dal generale William Tecumseh Sherman - dopo il successo totale conseguito nella Campagna di Atlanta e nella successiva Marcia verso il mare di Sherman - stavano già penetrando in profondità nel territorio con la Campagna delle Caroline, dove alla fine forzarono alla resa il più grande esercito confederato rimasto ancora sul campo, vale dire quello di Joseph E. Johnston, il 26 aprile 1865.
Su questo fronte, 11 giorni dopo l'assassinio di Abraham Lincoln e due settimane dopo la resa di Lee a seguito della sconfitta subita nella battaglia di Appomattox, si mise la parola fine alla guerra di secessione americana.

## 1862: Campagna della Valle

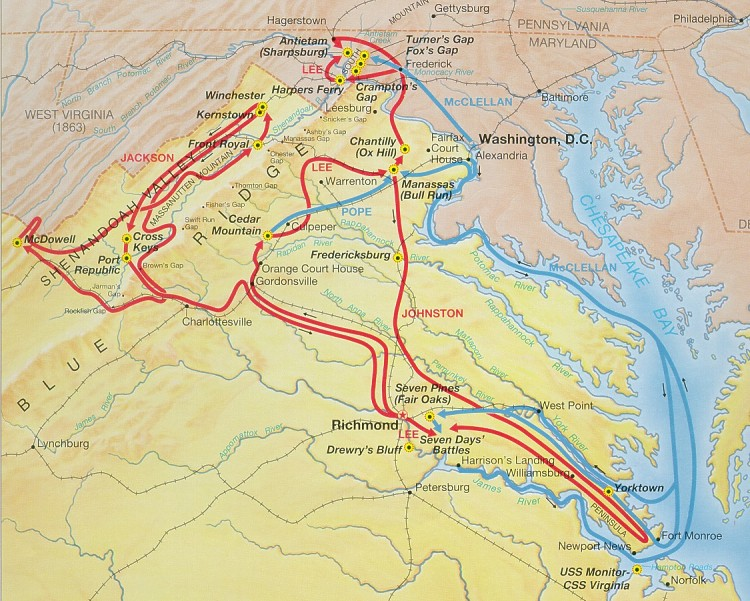
Mappa delle operazioni militari nel 1862.

Nel corso della primavera del 1862 l'esuberanza confederata conseguita grazie alla vittoria di Bull Run iniziò rapidamente a declinare a causa dei primi successi degli eserciti unionisti nel Teatro Occidentale, come ad esempio la battaglia di Fort Donelson prima e la battaglia di Shiloh poi entrambe condotte a buon fine da U. S. Grant.
L'imponente Armata del Potomac guidata da G. McClellan si cominciò ad avvicinarsi sempre più a Richmond da Sudest durante la Campagna peninsulare, laddove il vasto Corpo d'armata di I. McDowell si trovava pronto a colpire la capitale nemica da Nord; infine le forze di Nathaniel Banks giungevano a minacciare in via diretta le ricche aree agricole situate nella Valle dello Shenandoah.
Per cercare di liberarsi dall'accerchiamento prossimo venturo le autorità Sudiste chiamarono allora in proprio soccorso proprio Thomas J. "Stonewall" Jackson, che si era guadagnato il soprannome sul campo di Bull Run. Il suo comando - ufficialmente denominato "Valley District of the Department of Northern Virginia" - comprese quindi la "brigata di Stonewall", una varietà di unità appartenenti alla "milizia della Valle" ed infine l'Armata del Nord-Ovest.

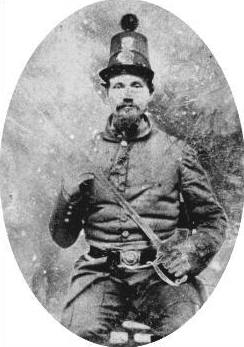
Foto di Turner Ashby.

Mentre Banks se ne rimase sempre a Nord del fiume Potomac il comandante della cavalleria di Jackson, Turner Ashby della 7th Virginia Cavalry, compì diverse sortite facendo irruzione sia nei "Canali Chesapeake e Ohio" che lungo la "Baltimore and Ohio Railroad".
Banks sembrò reagire decidendosi ad attraversare il Potomac verso la fine di febbraio e muovendosi in direzione Sud a protezione del canale e dello snodo ferroviario messi in pericolo da Ashby. In questo frangente il comando di Jackson si trovava ad operare come Ala sinistra dell'esercito di Joseph E. Johnston, ma quando quest'ultimo si trasferì da Manassas a Culpeper in marzo la posizione di Jackson a Winchester rimase di colpo isolata.
Il 12 del mese Banks continuò la sua avanzata a Sud-ovest ("up the Valley") arrivando ad occupare Winchester; Jackson era già riuscito a ripiegare fino a Strasburg. Gli ordini, in quanto parte della strategia militare di McClellan, erano quelli di proseguire a spostarsi verso Sud con l'intento di spingere l'avversario al di fuori dalla vallata. Dopo aver fatto ciò Banks avrebbe dovuto ritirarsi in una posizione più vicina a Washington.
Una massiccia avanzata di forze iniziò il movimento a Sud di Winchester il 17 marzo, all'incirca nello stesso periodo in cui McClellan dette il via al suo spostamento di guerra anfibia nella Virginia Peninsula. Gli ordini impartiti a Jackson furono di evitare un combattimento frontale generale, in quanto egli si trovava in condizione d'inferiorità numerica, ma allo stesso tempo doveva tentare di mantenere occupato Banks abbastanza da impedirgli il distaccamento delle truppe volte a rinforzare McClellan sulla penisola.
Ricevendo informazioni errate l'ufficiale unionista concluse che il nemico avesse oramai lasciato la Valle, procedendo pertanto vigorosamente a trasferirsi ad Est, nei pressi di Washington. Jackson rimase costernato da questo movimento in quanto Banks stava facendo esattamente quello che gli era stato chiesto di evitare.
Quando Ashby riferì che solamente pochi reggimenti di fanteria e qualche batteria d'artiglieria del Corpo di Banks erano rimasti di stanza a Winchester, Jackson decise di attaccare il distaccamento dell'Unione nel tentativo esplicito di costringere il resto delle truppe avversarie a tornare indietro.

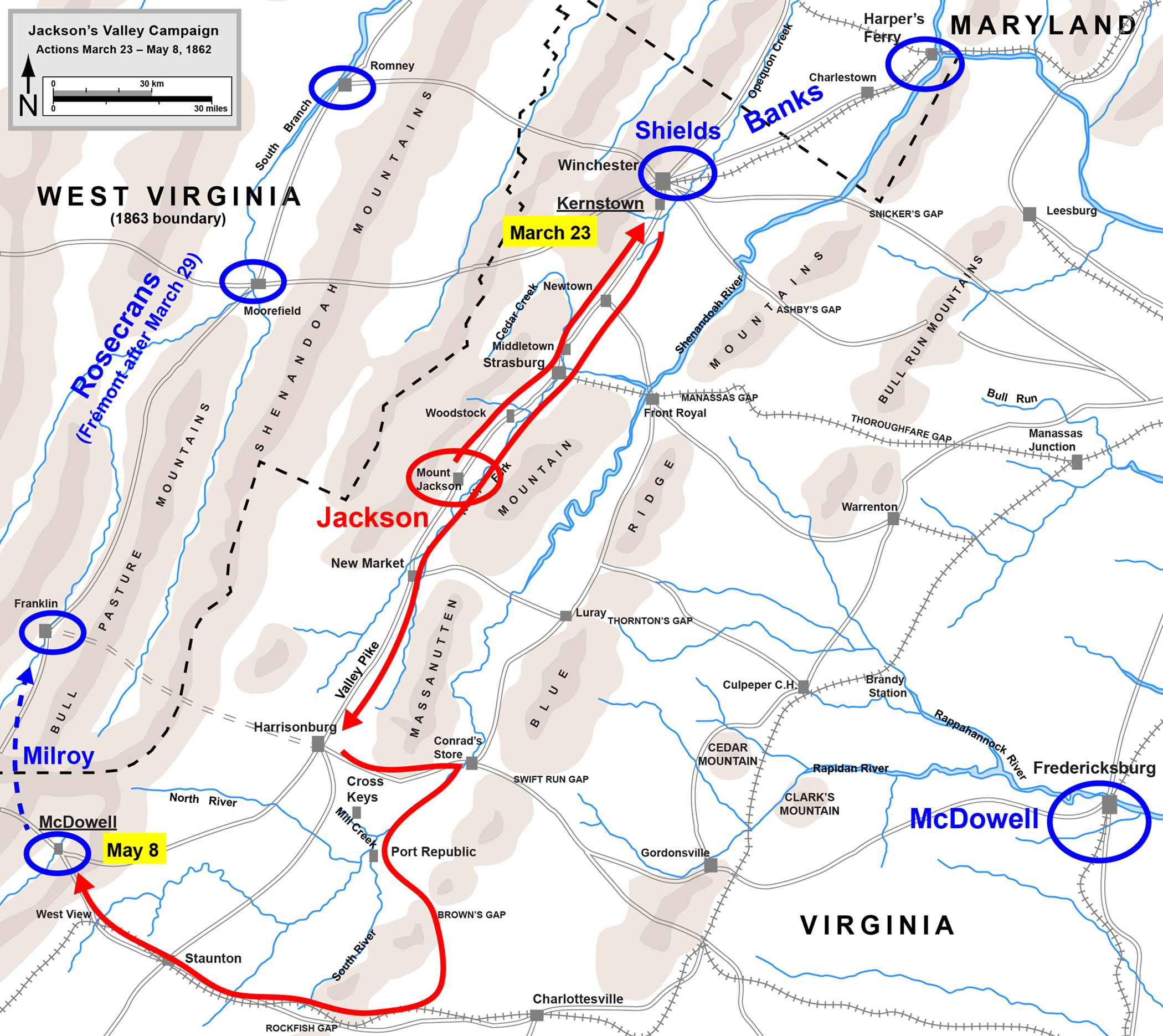
La Campagna della Valle dalla prima battaglia di Kernstown alla battaglia di McDowell.

Ma le informazioni conseguite da Ashby e fatte pervenire a Jackson non risultarono essere corrette; in realtà un'intera Divisione si trovava ancora in città. Quindi alla prima battaglia di Kernstown (del 23 marzo 1862) combattuta poche miglia a Sud di Winchester i federali fermarono l'avanzata di Jackson per poi contrattaccare subito dopo, girando attorno al suo fianco sinistro e costringendolo a ritirarsi.
Nonostante questa sconfitta tattica, l'unica subita da "Stonewall" durante la Campagna, risultò alla fin fine una vittoria strategica per la Confederazione in quanto costrinse Lincoln a mantenere le forze di Banks impiegate nella Valle ed il Corpo composto da 30.000 uomini di McDowell nelle immediate vicinanze di Fredericksburg, sottraendo perciò più di 50.000 soldati dalla forza d'invasione della penisola di McClellan.
L'Union Army si riorganizzò dopo Kernstown; il comando di McDowell divenne il "Dipartimento di Rappahannock", il corpo di Banks l'"Armata dello Shenandoah", mentre la regione della Virginia occidentale il "Dipartimento di Montagna" comandato da John Charles Frémont. Tutti e tre i comandi, che riportavano direttamente a Washington, ricevettero l'ordine congiunto di rimuovere in qualsiasi maniera fosse possibile la forza di Jackson in quanto si trattava di una minaccia diretta puntata contro la capitale.

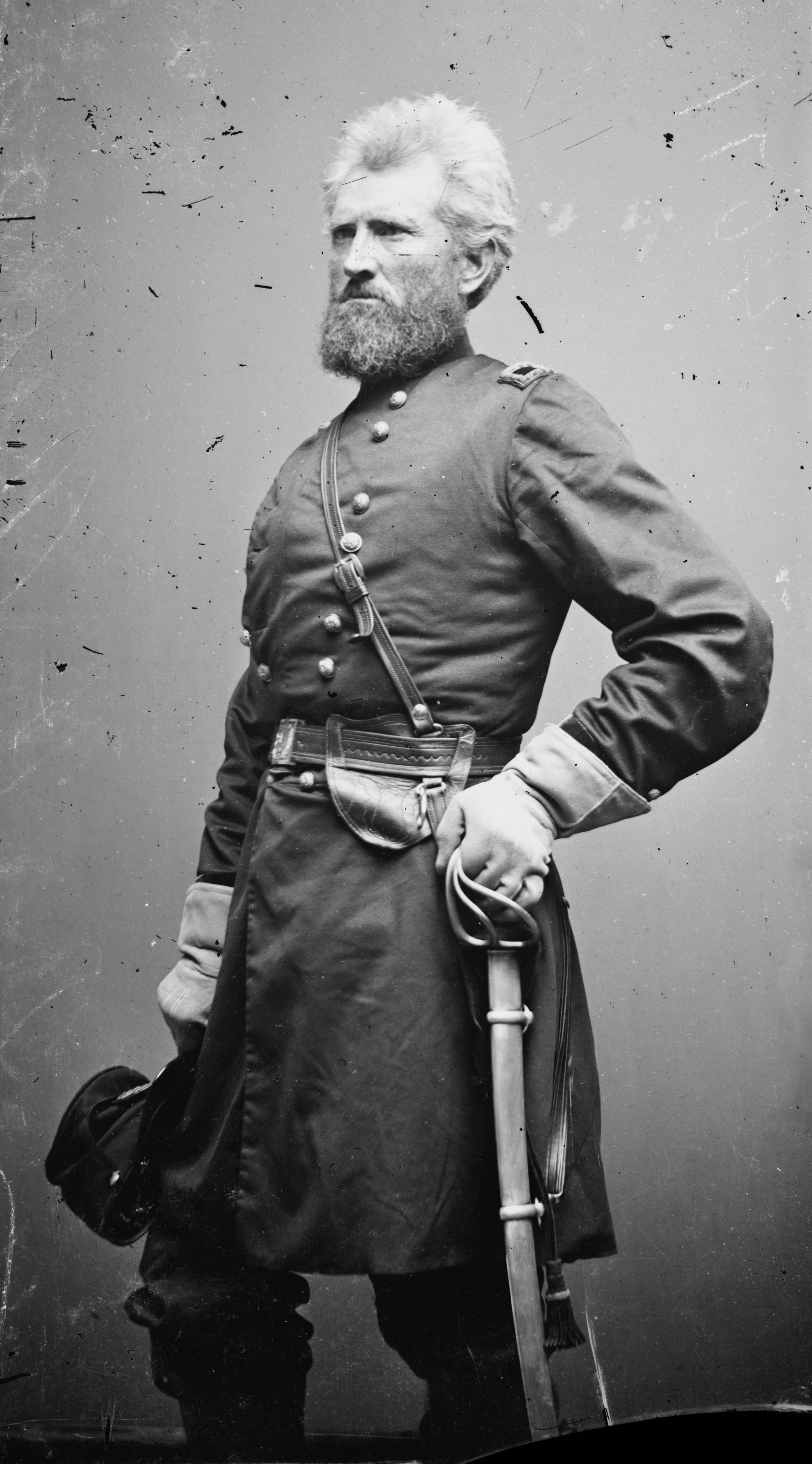
Robert Huston Milroy in una foto di Mathew B. Brady.

Nel frattempo le autorità confederate separarono la divisione di Richard Stoddert Ewell dall'esercito di Johnston per mandarla nella Valle a ricongiungersi direttamente con "Stonewall". A questo punto Jackson, rinforzato con oltre 17.000 uomini, decise di attaccare singolarmente piuttosto di attendere che le forze unioniste si unissero per travolgerlo; concentrandosi pertanto inizialmente su una colonna del dipartimento di montagna guidata da Robert Huston Milroy.
Mentre si trovava a marciare facendo affidamento su un percorso tortuoso per mascherare le proprie intenzioni ed evitare così di renderle troppo palesi agli avversari venne attaccato da Milroy nella battaglia di McDowell l'8 maggio; solo dopo cruenti combattimenti fu in grado di respingerlo. Banks allora inviò un'intera divisione con l'intento di rafforzare I. McDowell a Fredericksburg, tenendo con sé solo 8.000 soldati, che subito dopo trasferì in una posizione fortificata a Strasburg.
Dopo che le truppe di Frémont fermarono la loro avanzata nella Valle subito dopo McDowell Jackson si voltò prestando la propria attenzione nei confronti di Banks e cercando di sconfiggerlo frontalmente. Il 21 maggio iniziò a marciare verso Est a partire da New Market per poi procedere in direzione Nord; la velocità di marcia forzata fu tipica della Campagna e fece guadagnare ai suoi fanti il soprannome di "cavalleria a piedi di Jackson".
Inviò quindi i cavalleggeri direttamente a Nord per far pensare a Banks che avrebbe avuto l'intenzione di attaccare Strasburg, mentre il proprio piano reale era invece quello di occupare il piccolo avamposto di Front Royal ed aggredire rapidamente la linea di comunicazione di Banks ad Harper's Ferry.

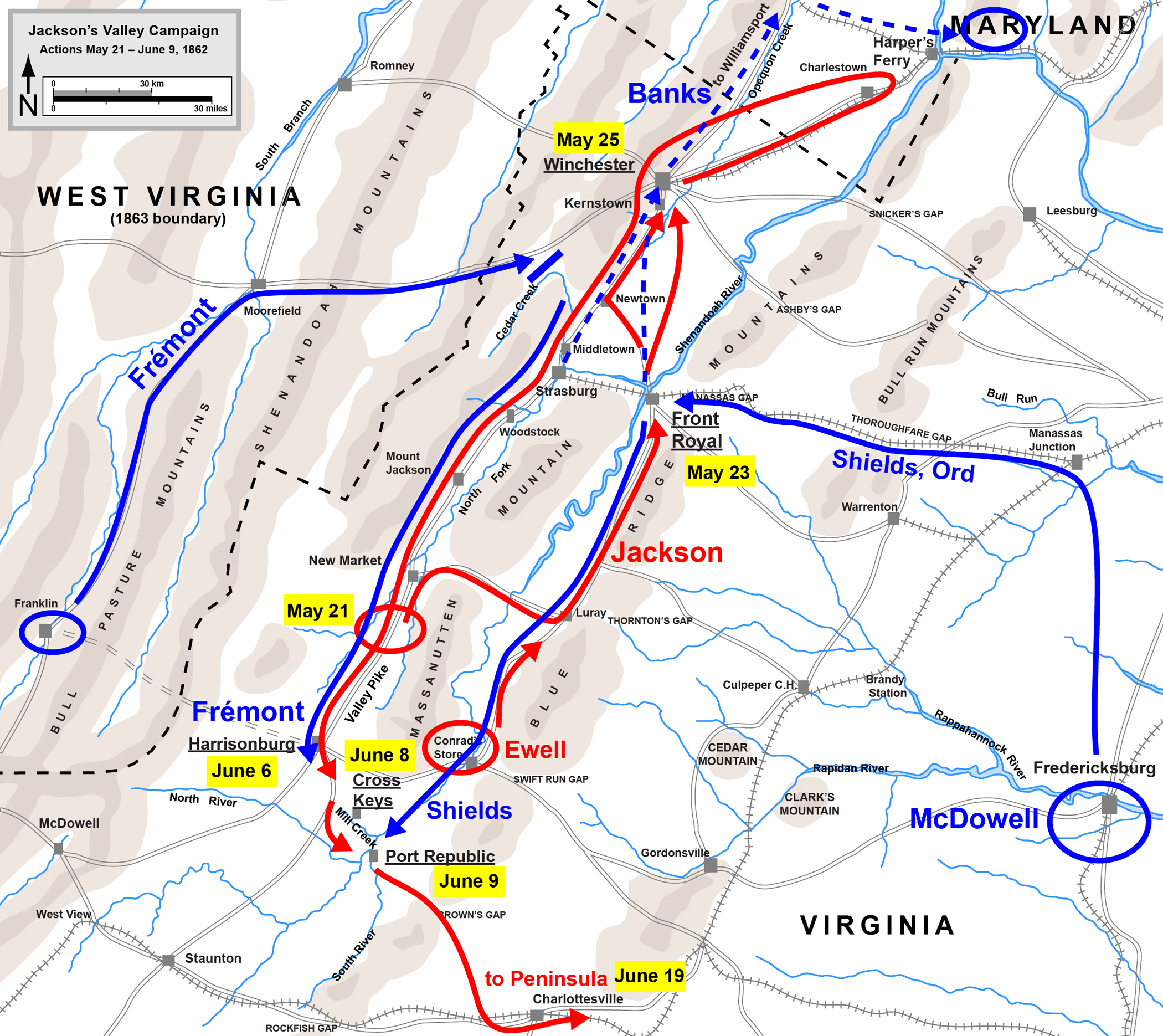
La Campagna della Valle dalla battaglia di Front Royal alla battaglia di Port Republic.

Nella battaglia di Front Royal del 23 maggio l'esercito di Jackson prese di sorpresa picchetti e le sentinelle in avanscoperta nella linea di difesa travolgendo letteralmente la guarnigione unionista composta da non più di un migliaio di effettivi, giungendo a fare quasi 700 prigionieri di guerra a fronte delle meno di 40 perdite subite.
Questa sconfitta costrinse Banks a retrocedere rapidamente da Strasburg verso Winchester. Sebbene Jackson abbia tentato d'inseguirlo, le sue truppe erano oramai talmente esauste tanto da avviare il saccheggio sistematico dei treni di rifornimento dell'Unione; ciò le rallentò in maniera decisiva.
Nella prima battaglia di Winchester del 25 maggio l'esercito di Banks rimase sotto l'attacco costante proveniente dalle colonne confederate convergenti e risultò pertanto sconfitto, perdendo oltre 1.300 uomini e buona parte delle sue scorte (inclusi 9.000 pezzi di armamento leggero, mezzo milione di munizioni e diverse tonnellate di forniture); fu costretto a ripiegare a Nord attraverso il Potomac.
Jackson tentò ancora una volta di mettersi all'inseguimento, ma non ottenne il successo sperato; questo principalmente a causa dei saccheggi compiuti dalla cavalleria di Ashby e dell'esaurimento della sua fanteria. Dopo alcuni giorni di riposo si mise sulle tracce delle forze di Banks fino a giungere ad Harper's Ferry, ove ebbe uno scambio di diverse scaramucce con la guarnigione ivi insediata.
A Washington intanto il presidente Lincoln e il Segretario alla Guerra Edwin McMasters Stanton decisero che la sconfitta di Jackson rappresentava una priorità immediata (anche se poi gli ordini a lui impartiti erano quelli di mantenere occupate le forze dell'Unione lontano da Richmond). Venne quindi ordinato ad I. McDowell d'inviare 20.000 uomini a Front Royal e Frémont di trasferirsi in quel di Harrisonburg.
Se tutte le forze unioniste presenti avessero potuto riuscire a convergere a Strasburg l'unica via di fuga di Jackson dalla Valle sarebbe stata tagliata. L'immediata ripercussione di questa mossa fu di abortire il previsto attacco coordinato di McDowell con McClellan su Richmond. A partire dal 29 maggio, mentre due colonne avversarie continuavano a perseguitarlo, Jackson iniziò a spingere il suo esercito in una marcia forzata verso Sud per cercare di sfuggire ai movimenti a tenaglia rivoltigli contro; questo marciando per 40 miglia in 36 ore.

Schema della battaglia di Port Republic.

Alla fine assunse delle posizioni difensive nella battaglia di Cross Keys e nella battaglia di Port Republic, da dove fu in grado di sconfiggere sia Frémont che James Shield (quest'ultimo giunto dal comando di McDowell) rispettivamente l'8 e il 9 giugno.
In seguito a questi scontri dal risultato negativo le truppe unioniste vennero fatte ritirare dalla Valle. Jackson poté quindi unirsi a R. E. Lee nella penisola per le battaglie dei Sette Giorni (dove diede una prova insolitamente "letargica", forse proprio a causa delle tensioni scaturite dalla Campagna della Valle).
Era in ogni caso riuscito a compiere la sua missione, trattenendo oltre 50.000 unità necessarie a McClellan. Grazie a questo successo "Stonewall" divenne il soldato più celebre dell'intero Confederate States Army (finché alla fine non venne eclissato da Lee) e contribuì in maniera notevole a sollevare il morale dell'opinione pubblica Sudista.
In una classica Campagna di strategia militare di colpi a sorpresa e manovre veloci e sfuggenti arrivò a spingere il proprio esercito a percorrere più di 1.000 km in 48 giorni di marce, realizzando 5 vittorie significative con una forza operativa di circa 17.000 unità a fronte dei 60.000 uomini coordinati del campo avverso.

## 1862: Campagna peninsulare
(Lettera di George G. Meade indirizzata alla moglie)
G. McClellan trascorse l'intero inverno 1861 - 1862 ad addestrare la propria armata e a "combattere" le richieste - che si facevano sempre più pressanti - del presidente di avanzare con decisione contro i confederati; Lincoln era difatti particolarmente preoccupato nei riguardi dell'esercito di Joseph E. Johnston schierato a Centreville, a soli 50 km da Washington.

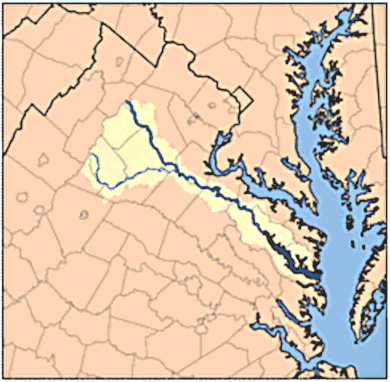
Il corso del Rappahannock.

Il generale però sopravvalutò la forza avversaria e pertanto trasferì il suo obiettivo principale da uno scontro in campo aperto col nemico al tentativo di occupazione di Richmond; propose quindi di muoversi via acqua fino ad Urbanna posta sulle sponde del Rappahannock e da qui dirigersi poi via terra in direzione della capitale Sudista, il tutto prima che Johnston potesse avvedersene e trasferirsi a sua volta per bloccarlo.
Sebbene il presidente avrebbe di gran lunga preferito l'approccio via terra poiché in questo modo esso avrebbe meglio protetto Washington da un qualsiasi attacco mentre l'operazione si trovava ancora in corso McClellan sostenne con forza che le condizioni stradali presenti nella Virginia fossero intollerabili, che aveva d'altra parte già predisposto adeguate misure difensive per la capitale ed infine che l'avversario lo avrebbe di certo seguito quando egli avesse iniziato a muoversi.

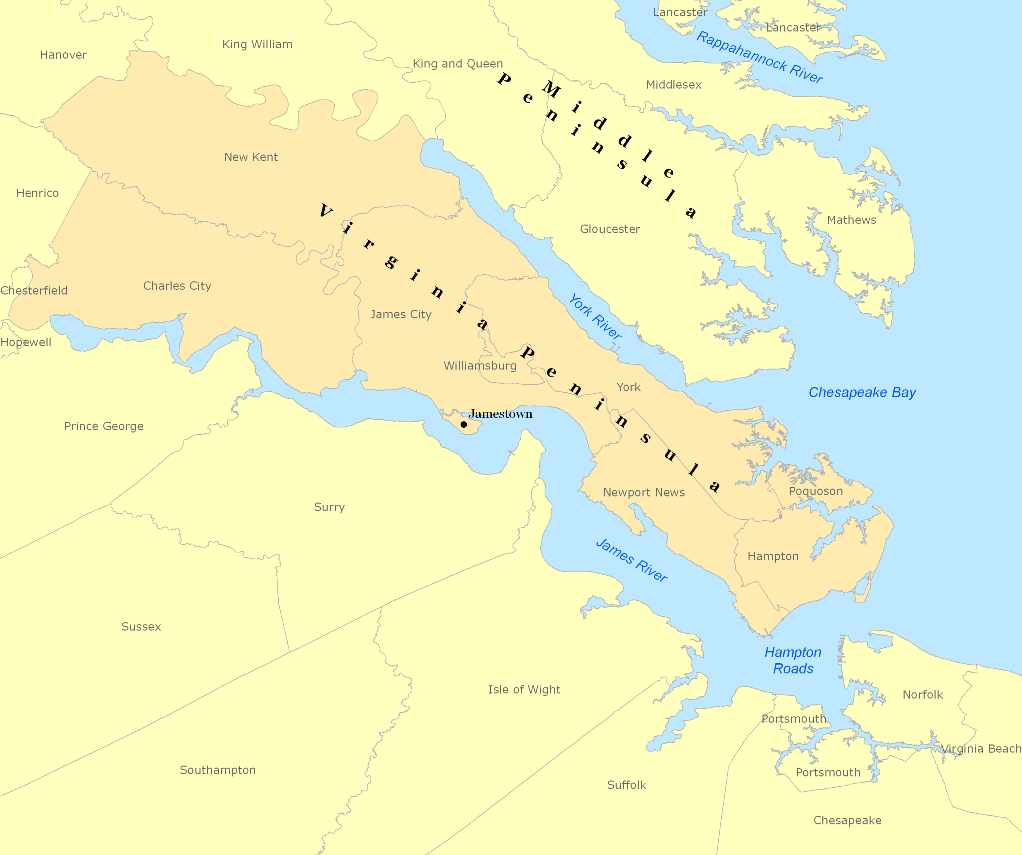
Localizzazione della Virginia Peninsula posta tra il fiume James a Sud e lo York River a Nord.

Il piano di portare la guerra direttamente sotto la capitale nemica venne veementemente discusso per tre mesi, almeno fino a quando Lincoln non si decise ad approvarne la proposta ai primi di marzo. A partire dal 9 marzo tuttavia Johnston riassestò il suo esercito a Culpeper, rendendo così di fatto impraticabile muoversi verso Urbanna. McClellan propose allora di salpare per Fort Monroe e da qui subito dopo risalire la Virginia Peninsula (una stretta striscia di terra posta tra il fiume James e lo York River fino a Richmond. Lincoln diede il proprio benestare, seppur con qualche riluttanza e a malincuore.
Appena prima della partenza per la penisola il comandante dell'esercito del Potomac lo trasferì in massa a Centerville attraverso una marcia notturna forzata; giunti che furono si scoprì quanto la forza e la posizione di Johnston fossero in realtà state deboli; a questo proposito McClellan dovette affrontare critiche crescenti. L'11 marzo venne sollevato dall'incarico di comandante generale dell'esercito statunitense, così da poter dedicare tutta l'attenzione necessaria alla difficile campagna che lo attendeva di lì a breve.
Il presidente stesso, con la diretta assistenza del Segretario alla Guerra Edwin McMasters Stanton e di un "Consiglio di guerra" approntato appositamente, assunse il comando degli eserciti unionisti per i successivi 4 mesi. L'Armata del Potomac cominciò ad imbarcarsi per Fort Monroe il 17 marzo; ma la partenza fu accompagnata da un rinnovato senso di forte preoccupazione.

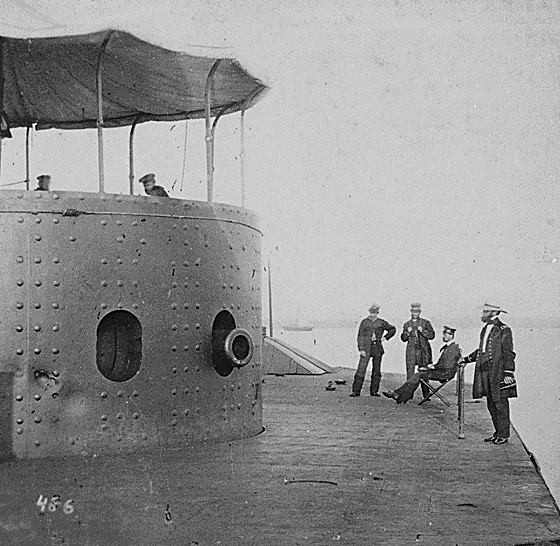
La USS Monitor dell'Union Navy subito dopo la battaglia di Hampton Roads. A sinistra si notano i segni dei danni subiti.

Il primo autentico combattimento tra navi corazzate era avvenuto tra l'8 e il 9 marzo, quando la CSS Virginia e la USS Monitor si confrontarono nell'inconcludente battaglia di Hampton Roads.
I timori nei confronti dell'esercito riguardavano il fatto che le loro imbarcazioni da trasporto avrebbero potuto essere attaccate da questa nuova arma direttamente lungo il percorso; l'Union Navy non riuscì a garantire a McClellan che sarebbe stata capace di offrire la dovuta sicurezza delle operazioni sul James e sullo York La sua ambiziosa idea iniziale di guerra anfibia che avrebbe dovuto aggirare Yorktown fu quindi abbandonata - con somma delusione del generale - e venne invece ordinato un avanzamento fino alla penisola da far partire il 4 aprile.
Solo il giorno seguente fu informato che Lincoln aveva fatto annullare il movimento del Corpo d'armata di I. McDowell a Fort Monroe; prese una tal iniziativa perché McClellan aveva omesso di lasciare il numero di truppe precedentemente concordato alla difesa di Washington, oltre al fatto che la Campagna della Valle portata avanti da Jackson stava creando notevoli timori.
A questo punto il generale unionista protestò vigorosamente in quanto in tal maniera si sarebbe ritrovato costretto a condurre una campagna a vasto raggio senza essere riuscito ad ottenere tutte le risorse promesse; dopo questo sfogo al limite dell'insubordinazione andò comunque avanti.

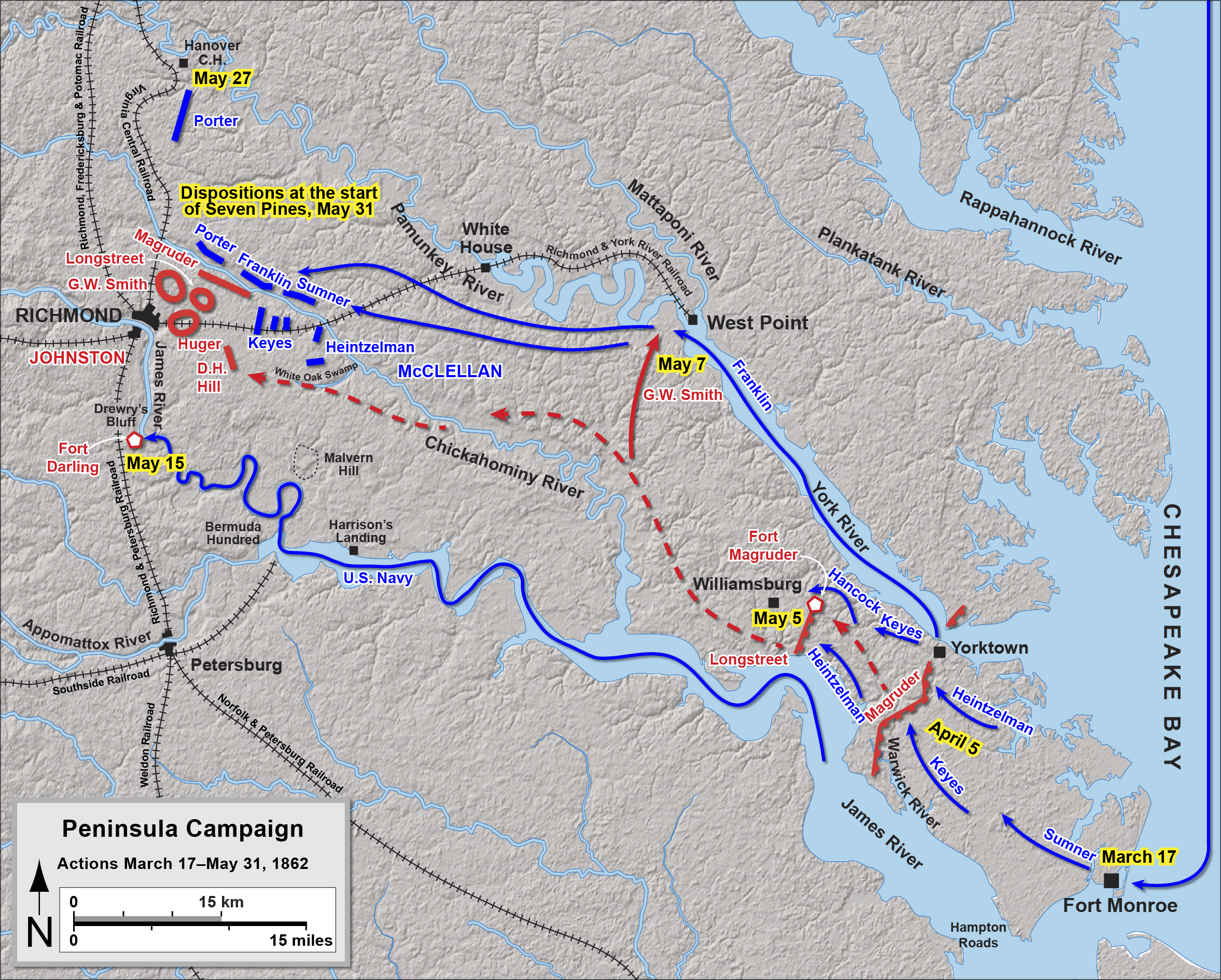
Mappa dei movimenti della Campagna peninsulare fino alla battaglia di Seven Pines
Confederati
Unione

     Confederati
     Unione

### Avanzata
Le forze unioniste cominciarono ad avanzare fino a raggiungere Yorktown, ma furono costrette a fermarsi quando McClellan scoprì che le fortificazioni confederate si estendevano attraverso l'intera penisola invece di essere limitate ai dintorni cittadini, come invece si era aspettato che fosse fino a quel momento.
Dopo un ennesimo ritardo - durato all'incirca un mese - per approntare le necessarie risorse d'assedio costruendo trincee, posizionando le batterie d'artiglieria e conducendo un paio di piccole schermaglie per testare la linea nemica l'assedio di Yorktown era pronto per iniziare.

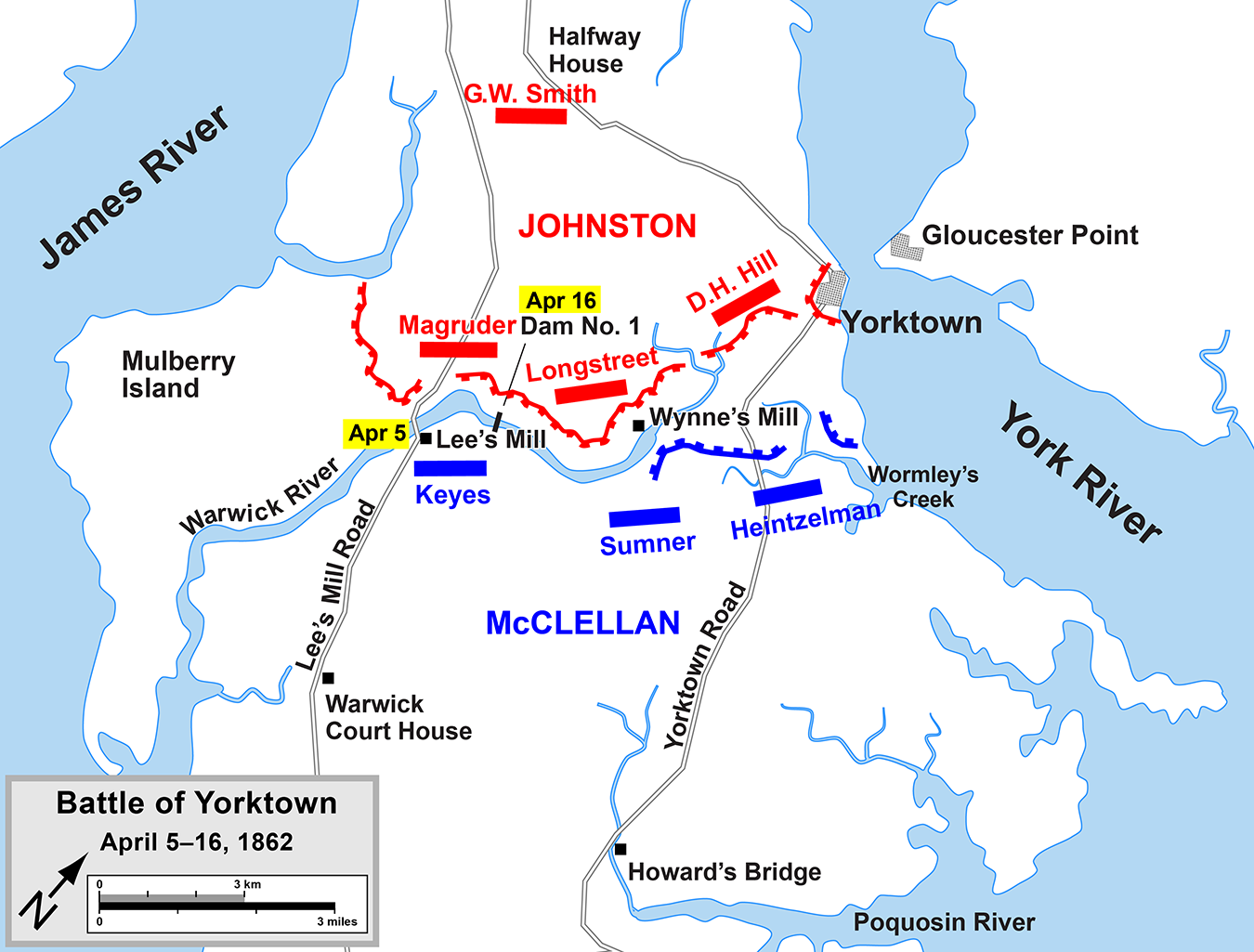
Schema dell'Assedio di Yorktown.

Johnston tuttavia concluse che le difese confederate si fossero rivelate troppo deboli per bloccare in maniera soddisfacente un attacco in grande stile; organizzò pertanto una ritirata strategica durante la notte tra il 3 il 4 maggio.
Nel corso della campagna l'Union Army conquistò anche le coste di Hampton Roads (vedi battaglia di Hampton Roads) e occupò Norfolk.

Localizzazione della regione di Hampton Roads.

Mentre tutto il Nord-ovest peninsulare veniva così liberato dai ribelli lungo la via che conduceva a Richmond si svolgeva l'inconcludente battaglia di Williamsburg nei dintorni di Fort Magruder, ad 1,5 km ad Est della vecchia capitale coloniale.
Alla fine di maggio le forze unioniste erano riuscite con successo a giungere a diverse miglia da Richmond, seppur i progressi continuassero ad essere esasperatamente lenti. McClellan aveva pianificato massicce operazioni d'assedio e portato enormi scorte d’equipaggiamento e mortai, ma il cattivo tempo e le strade decisamente inadeguate contribuirono a rallentarne fortemente l'avanzata.
Egli per sua natura era un generale estremamente cauto; apprensivo nell'attaccare una forza che secondo lui doveva avere almeno il doppio dei propri effettivi. Nei fatti la sua accesa immaginazione e le missioni di spionaggio fatte intraprendere fallirono gli scopi prefissati: le reali proporzioni sul campo erano in verità grosso modo il contrario.

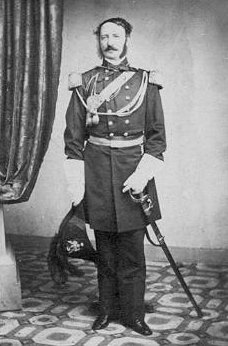
Foto di John Bankhead Magruder prima del 1861.

Nel corso della lenta ritirata di Johnston sulla penisola le sue forze praticarono tutta una sere di operazioni ingannevoli; in particolare la divisione di John Bankhead Magruder, che era stato un discreto attore dilettante prima della guerra, fu in grado di mistificare la situazione presente sul campo tanto da far passare per uno "stupido sempliciotto" McClellan: fece ostentatamente marciare un ridotto numero di truppe oltre la stessa posizione per più volte di seguito, dando così l'abbaglio che si trattasse di un contingente assai più cospicuo.

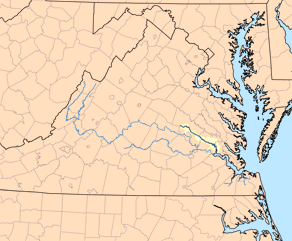
Il corso del Chickahominy.

Mentre l'esercito dell'Unione si approssimava sempre più alle difese esterne di Richmond rimase improvvisamente diviso dal Chickahominy, indebolendo così di molto la capacità di spostare le truppe avanti e indietro lungo il fronte.
McClellan tenne la gran parte dell'Armata a Nord del corso d'acqua, attendendosi che McDowell a sua volta prendesse a marciare dal Nord della Virginia; solamente il III Corpo e il IV Corpo si trovarono così isolati a Sud del fiume.
Pressato dal presidente secessionista Jefferson Davis e dal suo consigliere Robert E. Lee, Johnston si decise quindi ad aggredire la forza minore posizionata a Sud, sempre sperando che il Chickahominy gonfiato dalle forti piogge recenti e a rischio d'esondazione avrebbe facilmente impedito a McClellan di trasferirsi sulla riva meridionale.
La battaglia di Seven Pines (conosciuta anche come "battaglia di Fair Oaks") combattuta dal 31 maggio al 1° di giugno non riuscì a far funzionare il piano orchestrato da Johnston, per lo più a causa di mappe difettose ed imprecise, degli attacchi confederati privi della benché minima coordinazione ed alla fine anche per colpa dei rinforzi federali i quali furono in grado di attraversare il fiume nonostante l'inondazione che appariva imminente.

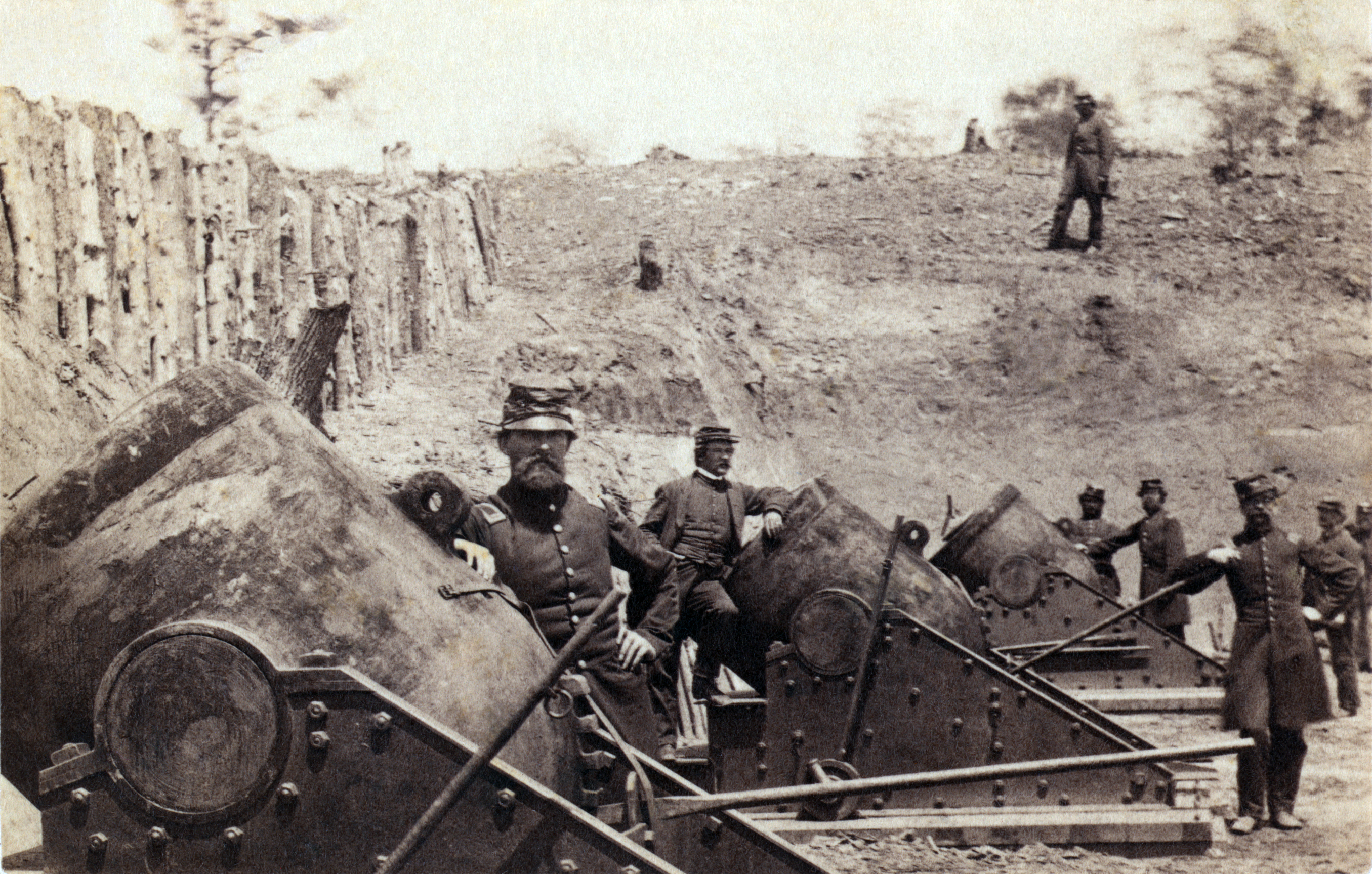
I mortai unionisti posizionati di fronte alla città durante l'assedio di Yorktown.

Anche questo scontro risultò tatticamente inconcludente, ma vi si realizzarono due effetti strategici; in primo luogo il comandante Sudista rimase ferito nel corso della battaglia e venne pertanto sostituito dal più aggressivo Lee (che avrebbe di lì a poco condotto l'Armata Confederata della Virginia Settentrionale a molte vittorie durante il prosieguo del conflitto); in secondo luogo McClellan scelse di abbandonare le operazioni offensive per porre l'assedio e quindi di attendere i rinforzi che aveva richiesto insistentemente al presidente.
Come diretta conseguenza l'intera Campagna non riacquistò più il suo slancio strategico iniziale. Lee utilizzò proficuamente la pausa durata un mese nell'avanzata di McClellan per fortificare le difese di Richmond ed estenderne le opere a Sud del fiume James fino a un punto appena sotto Petersburg: la lunghezza totale della nuova linea difensiva arrivava in tal modo a più di 50 km.
Per guadagnare ulteriore tempo prezioso volto al completamento della difesa e prepararsi ad un'offensiva Lee ripeté la tattica già adottata di far sembrare un numero ridotto di truppe molto più numeroso di quanto poi non fosse in realtà; inviò inoltre la brigata dei cavalleggeri di James Ewell Brown Stuart ad aggirare completamente l'esercito unionista (13 - 15 giugno) per accertare se il fianco destro risultasse libero o meno. Infine ordinò a Jackson di portarsi immediatamente sulla penisola in qualità di rinforzo.
Nel frattempo McClellan era riuscito a trasferire la maggior parte delle sue forze a Sud del Chickahominy, lasciando solamente il V Corpo di Fitz John Porter nella retroguardia a settentrione.

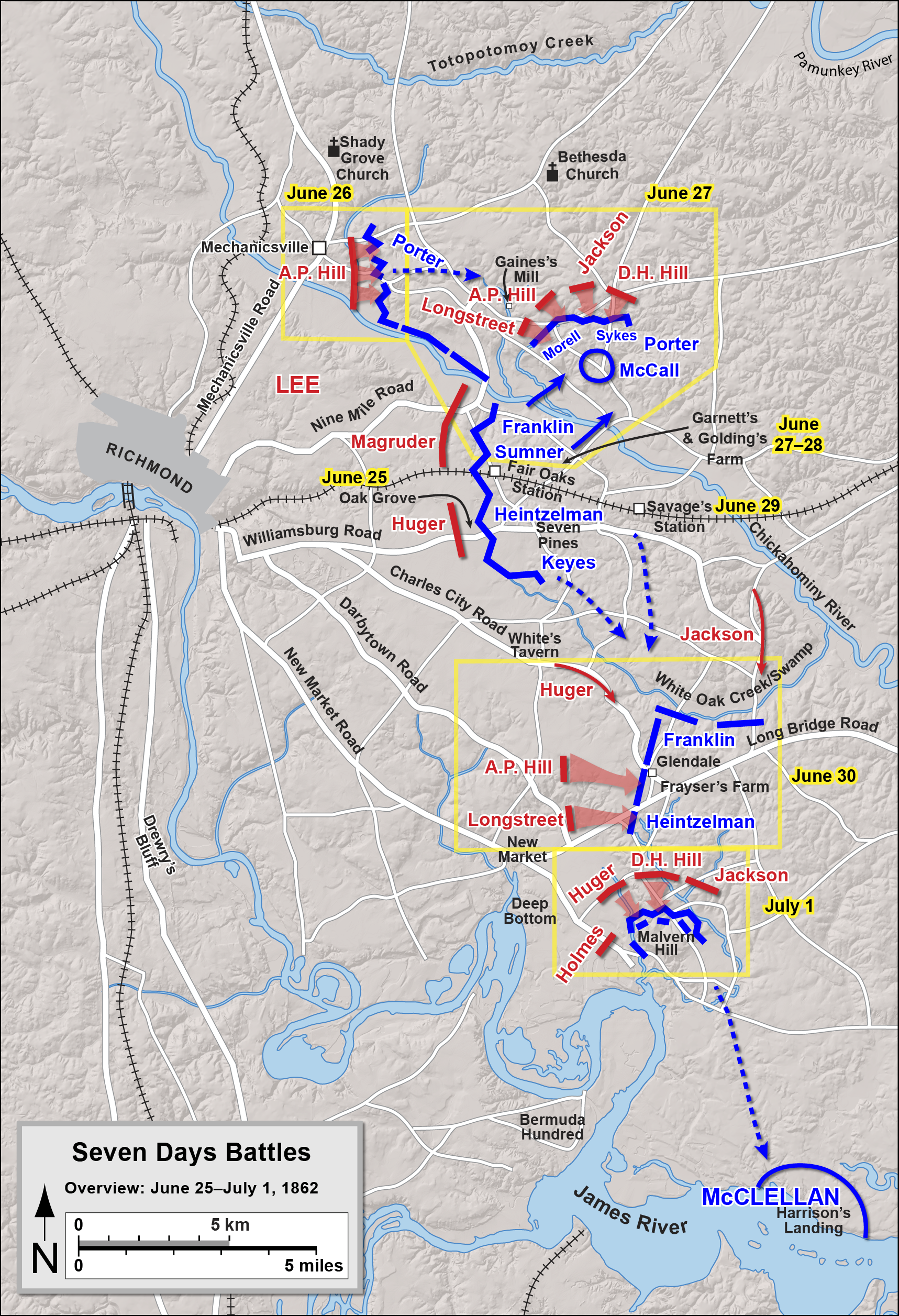
Schema delle Battaglie dei Sette Giorni.

### Sette Giorni
Lee passò quindi all'offensiva conducendo una serie di scontri i quali durarono quasi ininterrottamente per una settimana (dal 25 giugno al 1° di luglio, denominati collettivamente battaglie dei Sette Giorni) e giunse a spingere nuovamente indietro McClellan, in una posizione sicura per lui ma non più minacciosa all'altezza del fiume James.
Quest'ultimo in realtà aveva colpito per primo nella battaglia di Oak Grove, durante la quale due divisioni unioniste tentarono d'impadronirsi del terreno su cui si era pianificato di costruire delle batterie d'assedio.

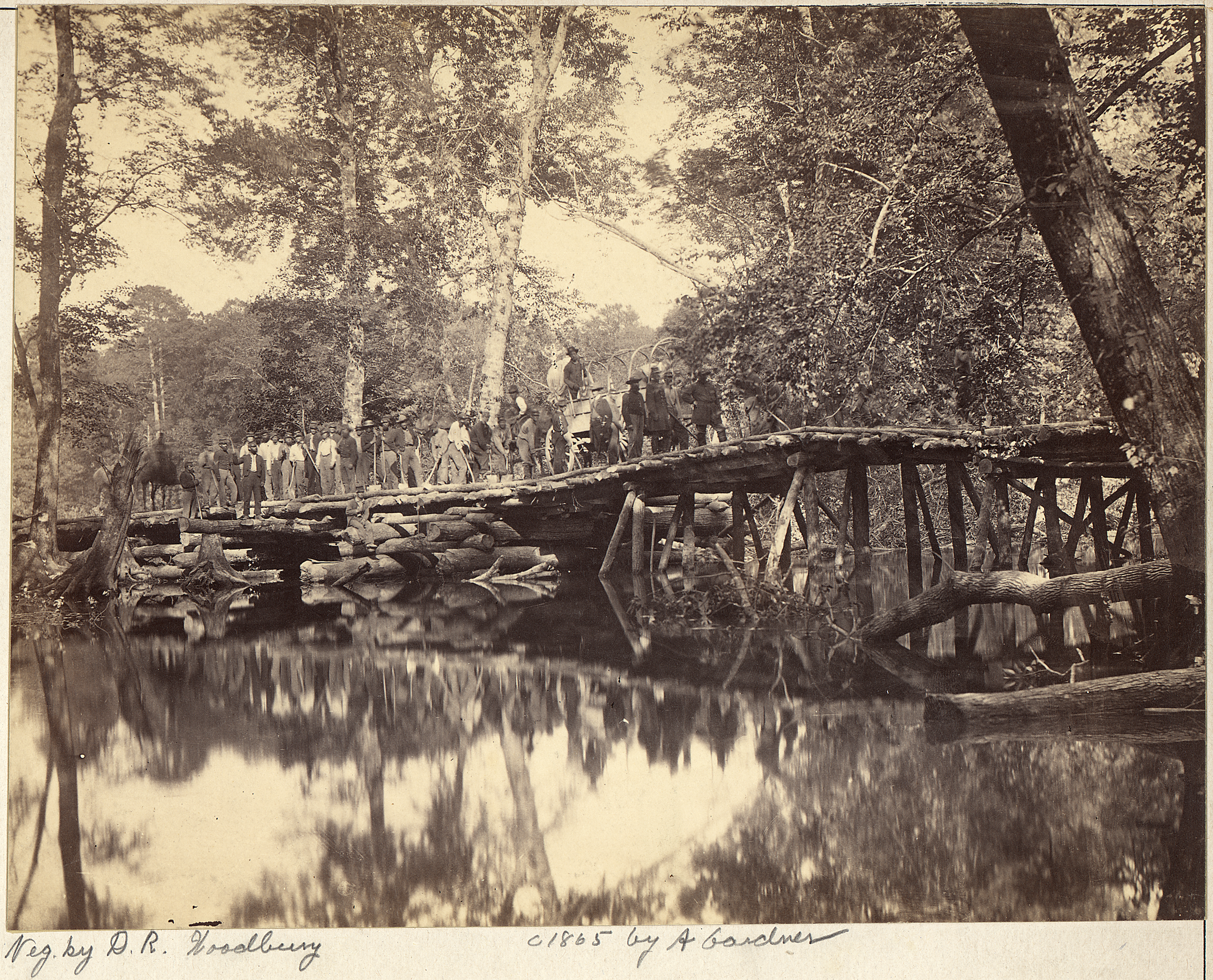
Retroguardia unionista su uno dei ponti di legno del Chickahominy River nel 1862.

McClellan riprogrammò l'attacco nuovamente per il giorno successivo, ma rimase distratto dall'assalto confederato portato con la battaglia di Beaver Dam Creek; gli avversari poterono in tal modo notare che le forze dell'Union Army, posizionate a cavallo sulle sponde fluviali del Chickahominy, avrebbero potuto essere sconfitte agevolmente se prese separatamente.
La divisione di Ambrose Powell Hill venne quindi mossa a fronteggiare direttamente F. J. Porter, mentre Jackson marciò dietro le posizioni di McClellan attaccandone così la retroguardia colta di sorpresa.

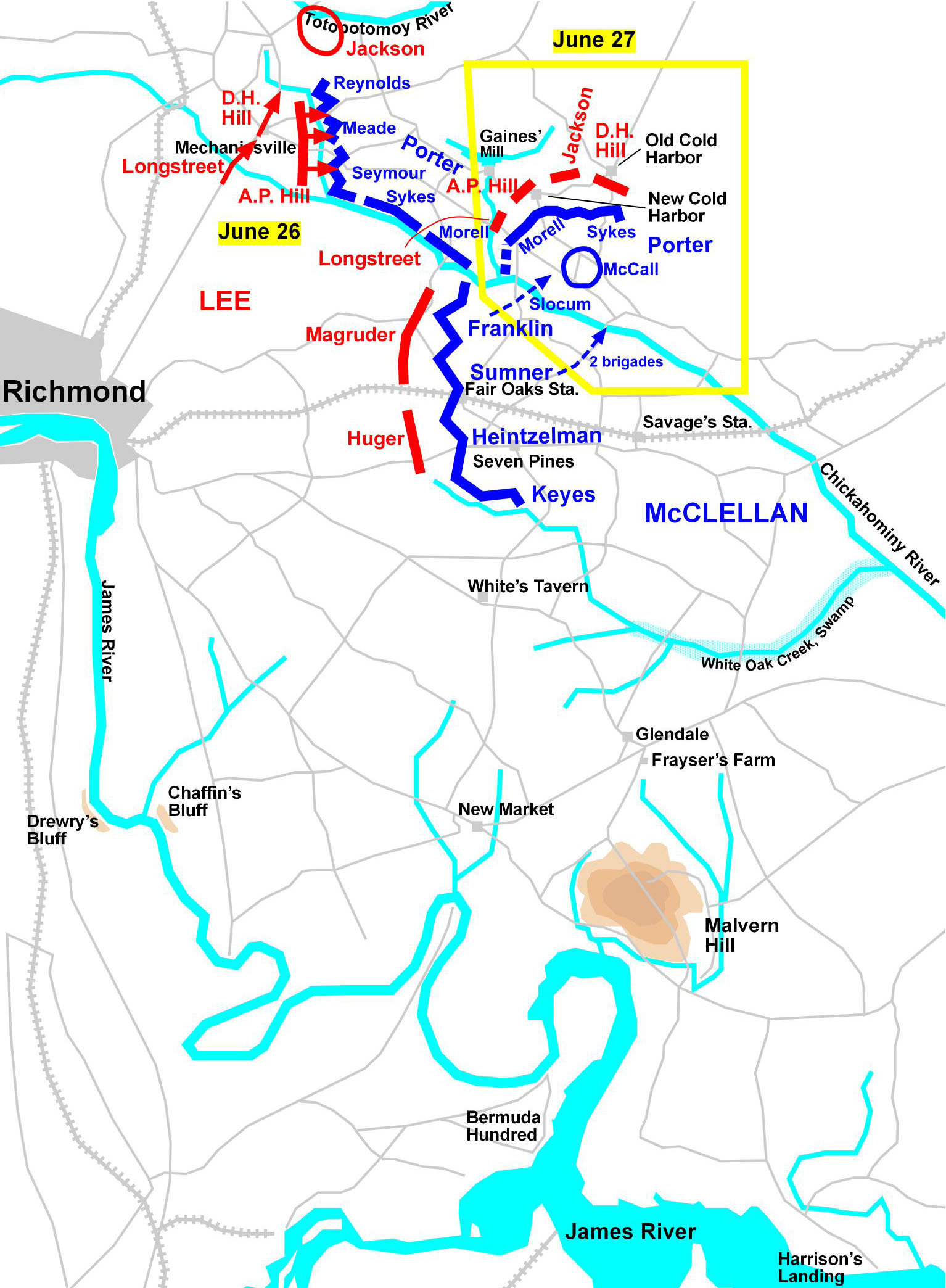
Mappa dei movimenti del 26-27 giugno.

Tuttavia Jackson giunse in ritardo alla posizione assegnatagli, quando Hill aveva già iniziato la propria avanzata senza attenderlo; il risultato fu che venne respinto con pesanti perdite.
Nonostante si fosse rivelata una vittoria tattica per lui, McClellan ordinò a Porter di retrocedere ancor più in direzione Sud verso il resto dell'esercito schierato; questo nel timore che si sarebbe trovato circondato da forze nemiche decisamente superiori entro la mattinata.
Porter fece quindi installare le proprie linee difensive nei presi del "Mulino di Gaines", coprendo in tal maniera tutti i ponti sopra il Chickahominy. Lee continuò nel frattempo l'offensiva guidando i suoi alla battaglia di Gaines' Mill del 27 giugno, lanciando il più vasto attacco confederato fino a quel momento esattamente contro la linea di Porter (esso si verificò quasi nella stessa posizione della battaglia di Cold Harbor del 1864 ed ebbe un numero analogo di perdite).
L'assalto risultò però assai mal coordinato e le linee unioniste mantennero saldamente la posizione per gran parte della giornata, tanto che alla fine Lee non poté ottenere i risultati sperati; fallì difatti completamente nei suoi propositi anche grazie all'idea di McClellan che retrocesse ancora una volta dirigendosi verso una base maggiormente sicura nelle immediate vicinanze di "Harrison's Landing" (nella Contea di Charles City sul James.

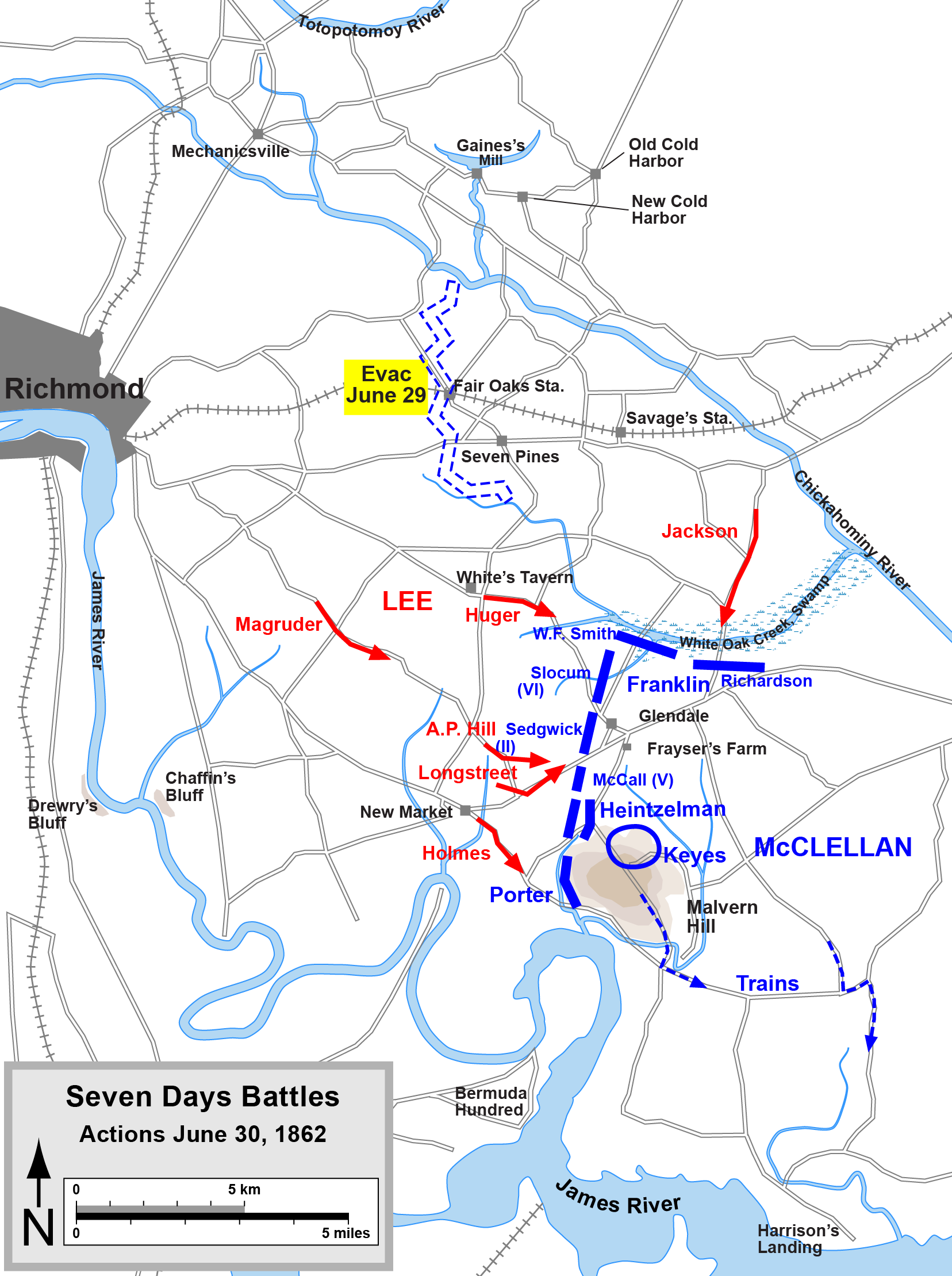
Mappa dei movimenti del 30 giugno.

Nei due giorni seguenti si poté assistere a scontri minori nella battaglia di Garnett's & Golding's Farm prima e nella battaglia di Savage's Station poi, mentre gli unionisti continuavano ad arretrare e con Lee che provava a tagliar loro la strada.
La battaglia di Glendale del 30 giugno si rivelò uno scontro sanguinoso in cui tre divisioni confederate si trovarono a convergere sulle forze in ritirata di McClellan subito dopo la battaglia di White Oak Swamp, vicino a "Frayser's Farm" (nella Contea di Henrico).
A causa di una prestazione ben poco brillante realizzata da "Stonewall" Jackson l'armata sudista fallì clamorosamente nel suo ultimo tentativo di tagliare in più punti la via ai federali prima che questi potessero raggiungere sani e salvi il James.

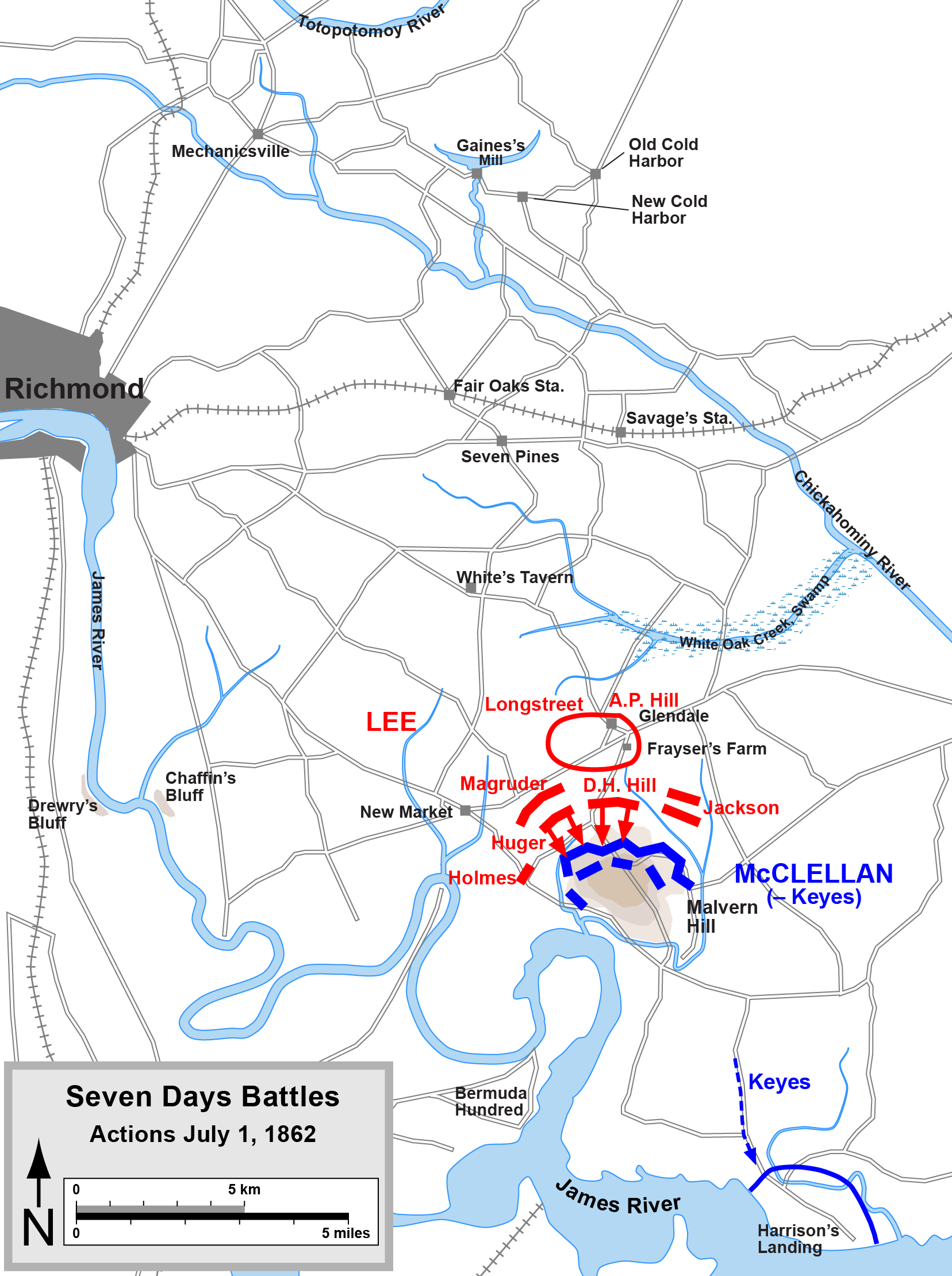
Mappa dei movimenti del 1º luglio.

Lo scontro finale dei "Sette Giorni" fu la battaglia di Malvern Hill svoltasi il 1° di luglio che consistette per lo più in attacchi confederati non coordinati contro le difese approntate dagli unionisti, fatte rinforzare massicciamente da piazzamenti d'artiglieria e cannoni navali del "James River Squadron" guidato da Sydney Smith Lee.
McClellan fu assente dal campo di battaglia per tutta la durata delle operazioni di quel giorno preferendo invece rimanersene a bordo della cannoniera USS Galena; i comandanti dei diversi Corpi d'Armata cooperarono nella selezione atta ad assegnare le posizioni alle proprie truppe, ma nessuno di loro poté assumere né tanto meno esercitare il comando generale sul campo.
I sudisti subirono infine oltre 5.600 vittime in questo sforzo d'aggressione, contro le 3.000 dei difensori. Sebbene i comandanti di Corpo sentissero di poter tenere le posizioni acquisite quasi con facilità contro ulteriori attacchi messi in atto dai confederati McClellan preferì ordinare per l'ennesima volta di indietreggiare fino alla postazione iniziale di Harrison's Landing.
Malvern Hill segnò la fine sia delle battaglie dei Sette Giorni che della Campagna peninsulare. L'Armata del Potomac si ritirò in sicurezza all'altezza del James protetto dal fuoco sferrato dalle cannoniere alleate e qui vi rimase fino ad agosto inoltrato, quando venne fatta ripiegare su ordine diretto del presidente nel periodo immediatamente antecedente alla seconda battaglia di Bull Run.
Seppur McClellan mantenne formalmente il comando del Potomac Lincoln dimostrò tutto il malcontento nei confronti del proprio generale scalzandolo e nominando al suo posto Henry Halleck in qualità di comandante generale a partire dall'11 luglio.
Il costo in termini di vite umane fu alto per entrambe le parti; l'Armata Confederata della Virginia Settentrionale subì quasi 20.000 perdite su un totale di poco più di 90.000 soldati nel corso dei "Sette Giorni", mentre McClellan quasi 16.000 caduti su 105.445. Dopo una partenza di successo sulla Virginia Peninsula che parve a molti una predizione della fine imminente del conflitto, il morale di tutto il Nord rimase schiacciato dalle ripetute ed incomprensibili ritirate.
Nonostante il pesante numero di vittime e la maldestra prestazione tattica offerta da Lee sul campo il morale del Sud salì invero alle stelle, tanto che il generale confederato venne incoraggiato a continuare la propria strategia decisamente aggressiva anche nella campagna della Virginia settentrionale prima e nella campagna del Maryland poi.

## 1862: Virginia settentrionale e Maryland
A seguito del successo ottenuto sulla penisola Lee avviò in un breve lasso di tempo l'una dall'altra due campagne militari le quali possono venire considerate come un'operazione quasi continua improntata all'offensiva; obiettivi primari furono quelli di sconfiggere il secondo esercito unionista che proseguiva a minacciare direttamente Richmond (Virginia), per poi avanzare verso Nord in una vera e propria invasione del Maryland.

I movimenti durante la Campagna della Virginia settentrionale.
Stati Confederati d'America
Unione

     Stati Confederati d'America
     Unione

### Armata della Virginia
Nel frattempo il presidente reagì alla manifesta incapacità dimostrata da McClellan scegliendo John Pope quale comandante della neonata Armata della Virginia; questi era riuscito già ad ottenere qualche successo nel Teatro Occidentale e Lincoln quindi cercò un generale maggiormente aggressivo. L'Armata era composta da 50.000 uomini suddivisi in tre Corpi; altri tre sottratti alla Potomac vennero aggiunti in seguito per affiancare le operazioni di combattimento.
Due brigate di cavalleria furono aggregate ad altrettanti corpi di fanteria; ciò presentò però rapidamente una mancanza di controllo centralizzato che ebbe affetti negativi nel prosieguo delle operazioni preventivate. La missione affidata a Pope ebbe lo scopo di raggiungere due obiettivi; prima di tutto proteggere Washington e la Valle dello Shenandoah, quindi far allontanare le forze confederate da McClellan muovendosi nella direzione di Gordonsville.
Il generale unionista cominciò da quest'ultimo punto inviando i cavalleggeri per interrompere il tratto della rete ferroviaria che collega Gordonsville, Charlottesville e Lynchburg; essa iniziò la propria opera, ma rimase presto impedita nell'azione dopo aver constatato con estremo disappunto che Jackson si era già premunito di occupare Gordonsville con oltre 14.000 uomini.
Lee comprese velocemente che McClennan non costituiva più una minaccia per una sua eventuale avanzata nella penisola, non senti quindi di avere alcun obbligo di continuare a tenere la maggior parte delle proprie forze asserragliate in una formazione difensiva diretta alla salvaguardia della capitale confederata. Questa consapevolezza gli permise di far spostare Jackson a Gordonsville con l'intento di bloccare Pope e proteggere la ferrovia.
Lee aveva però in mente anche dei piani molto più ampi. Dato che l'esercito unionista si trovava diviso tra McClellan e Pope e dato che risultavano essere ampiamente separati l'uno dall'altro il generale sudista intravide la possibilità di distruggere Pope prima di riportare tutta la sua attenzione sull'altro comandante unionista.
Credendo che le truppe di Ambrose Burnside fossero state inviate dalla Carolina del Nord con l'intenzione di rafforzare i quadri di Pope - e volendo agire immediatamente prima che quei rinforzi potessero schierarsi in posizione - Lee impegnò A. P. Hill ad unirsi a Jackson con 12.000 uomini freschi, mentre distraeva McClellan per tenerlo immobilizzato e quindi non in grado d'impensierirlo eccessivamente.
Il 29 luglio 1862 Pope trasferì una certa parte delle forze a sua disposizione in una posizione rialzata nei pressi di Cedar Mountain, da dove avrebbe potuto lanciare tutta una serie di incursioni contro Gordonsville. Jackson avanzò su Culpeper il 7 agosto, sperando in tal maniera di riuscire ad attaccare almeno uno dei Corpi di Pope prima che il rimanente dell'Armata a cui apparteneva potesse venire concentrata.

Il luogo della battaglia di Cedar Mountain in una foto di Mathew B. Brady.

Il 9 agosto il Corpo di Nathaniel Banks sferrò l'assalto nella battaglia di Cedar Mountain ottenendo un certo vantaggio iniziale; ma il contrattacco confederato guidato da A. P. Hill raggiunse l'intento di respingere indietro Banks attraverso Cedar Creek. Jackson però venne così sufficientemente a conoscenza del fatto che i Corpi che gli si contrapponevano si erano oramai unificati, sventando quindi il suo proposito di sconfiggerli uno ad uno in diverse azioni separate.
Il 12 agosto vi fu l'ordine di ripiegamento e i sudisti se ne ritornarono nelle retrovie di Gordonsville. La mattina seguente Lee inviò James Longstreet a rinforzare Jackson e il dì seguente gli mandò tutte le proprie forze rimanenti - tranne due brigate - dopo essersi accertato che McClellan stesse effettivamente lasciando la Virginia Peninsula. Lee stesso arrivò a Gordonsville il 15 agosto per assumere il comando.
Il suo piano era ancora quello di infliggere una sconfitta decisiva a Pope prima che McClellan potesse giungere in suo soccorso, inizialmente con la prospettiva di tagliare i ponti della retrovia avversaria e successivamente attaccando il fianco sinistro e posteriore; ma Pope mandò all'aria tale progetto retrocedendo fino alla linea del Rappahannock. Venne a conoscenza del proposito di Lee poiché un'incursione effettuata dai cavalleggeri riuscì ad impossessarsi di una copia dell'ordine scritto.
Una serie di schermaglie avvennero tra il 22 e il 25 agosto, mantenendo tutta l'attenzione dell'esercito di Pope lungo la sponda fluviale nella prima delle due battaglie di Rappahannock Station. Entro il 25 almeno tre Corpi dell'Armata del Potomac erano arrivati dalla penisola per rafforzare Pope.

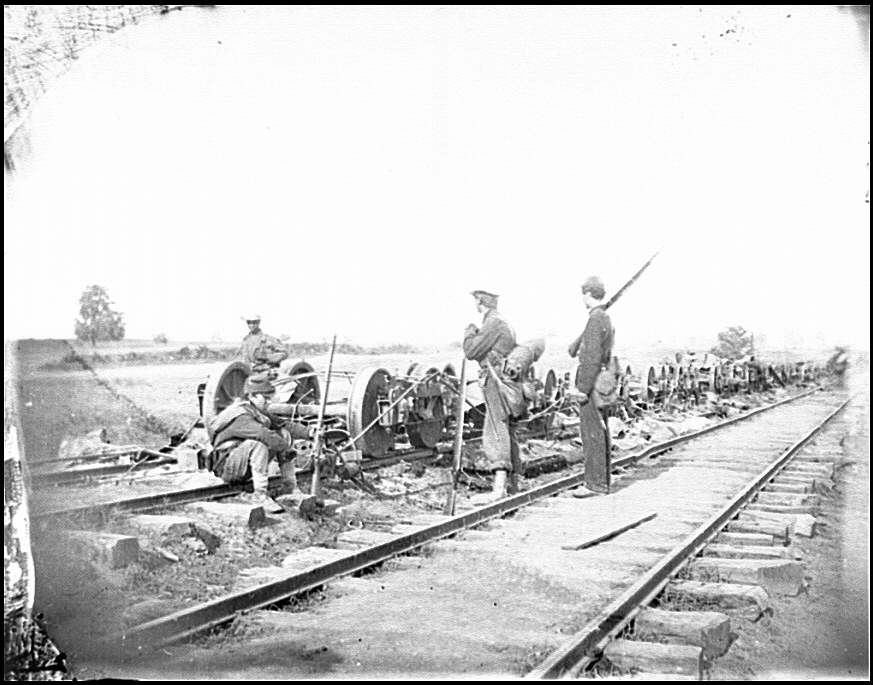
Soldati unionisti sulla "Orange & Alexandria Railroad" nell'estate del 1862.

Il nuovo piano di Lee - di fronte a tutte queste forze addizionali che lo superavano di gran lunga - fu quello di mandare Jackson e James Ewell Brown Stuart con metà dell'esercito a compiere una marcia fiancheggiatrice volta a tagliare la linea di comunicazione costituita dall'"Orange & Alexandria Railroad". Pope in tal maniera si sarebbe ritrovato costretto a ritirarsi e avrebbe anche potuto essere sconfitto mentre si muoveva in quanto resosi di fatto vulnerabile. 

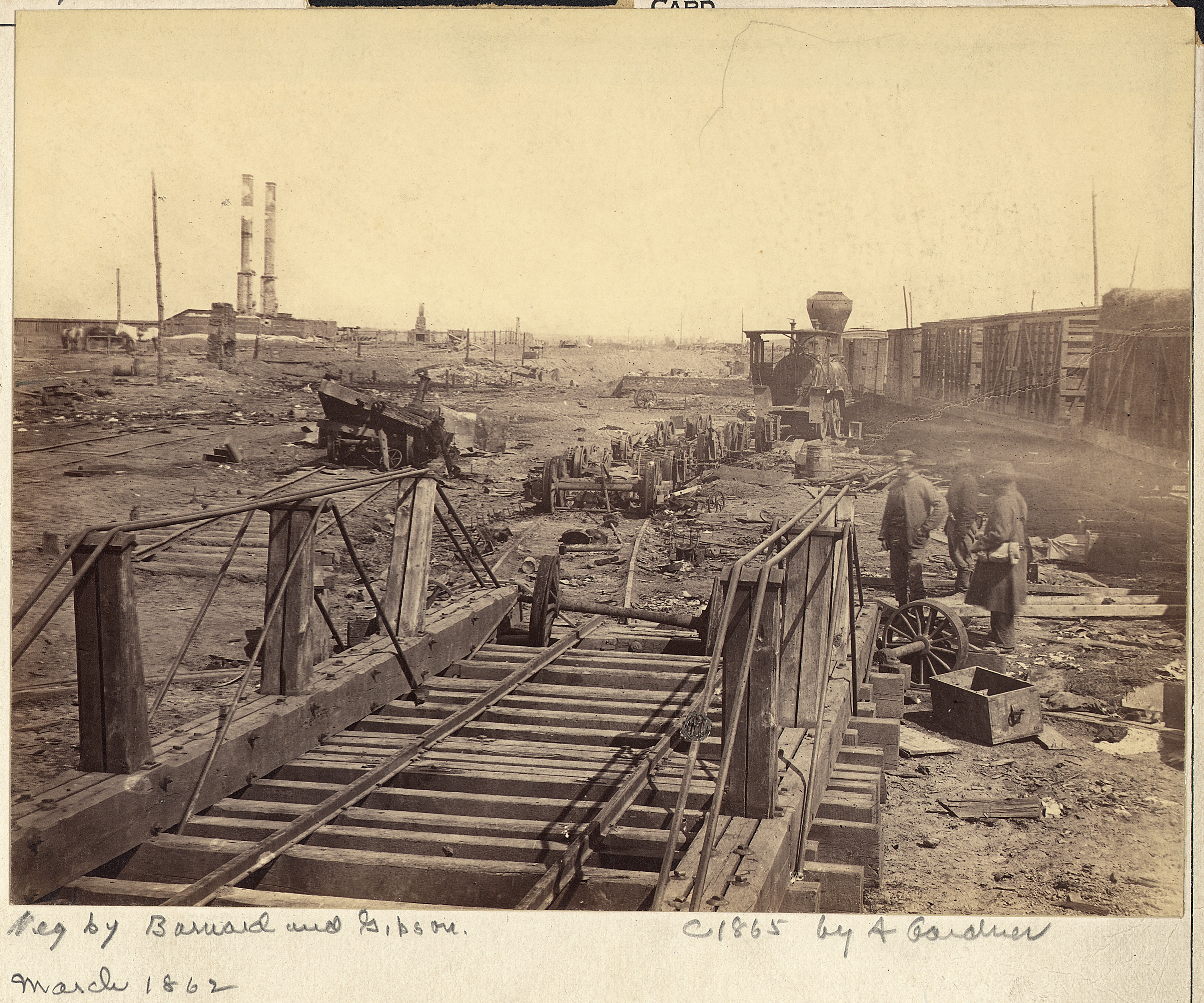
Manassas Junction in una foto del marzo 1862.

La sera del 26 agosto, dopo aver oltrepassato il fianco destro di Pope, l'Ala dell'esercito di Jackson colpì la ferrovia alla stazione di Bristow (Virginia) e prima dell'alba seguente marciò per catturare e distruggere il massiccio deposito di rifornimenti unionisti a Manassas Junction: erano le operazioni di Manassas Station.
Questa mossa a sorpresa costrinse Pope ad abbandonare la propria linea difensiva lungo il Rappahannock per spostarsi verso Manassas nella speranza di schiacciare l'Ala nemica prima che il resto dell'Armata sudista potesse riunirsi ad essa.
Durante la notte tra il 27 e il 28 agosto Jackson portò le sue Divisioni in direzione Nord verso quello stesso campo che era già stato spettatore della prima battaglia di Bull Run, prendendo qui posizione dietro ad una giunzione ferroviaria rimasto incompiuta. L'Ala dell'esercito di Longstreet marciò a ritmo serrato attraverso Thoroughfare Gap per riunirsi con Jackson, unendo così infine le due Ali dell'Armata di Lee.

### Seconda Bull Run
Per attirare Pope in battaglia Jackson ordinò un attacco contro una colonna federale che stava attraversando il suo fronte il 28 agosto, dando pertanto inizio alla seconda battaglia di Bull Run, lo scontro che si rivelò quello decisivo dell'intera campagna della Virginia settentrionale. I combattimenti proseguirono per diverse ore portando ad una situazione di stallo.

Il campo della seconda battaglia di Bull Run in una foto di Mathew B. Brady.

Pope si convinse di aver messo in trappola Jackson e concentrò quindi la maggior parte del proprio esercito contro di lui; il 29 agosto ordinò una serie di assalti contro la posizione confederata. Gli attacchi furono respinti a costo di pesanti perdite da entrambe le parti. Verso mezzogiorno Longstreet giunse sul campo prendendo posizione sul fianco destro di Jackson. Il 30 agosto Pope rinnovò gli assalti, apparentemente inconsapevole del fatto che sul fronte si fosse aggiunto anche Longstreet.

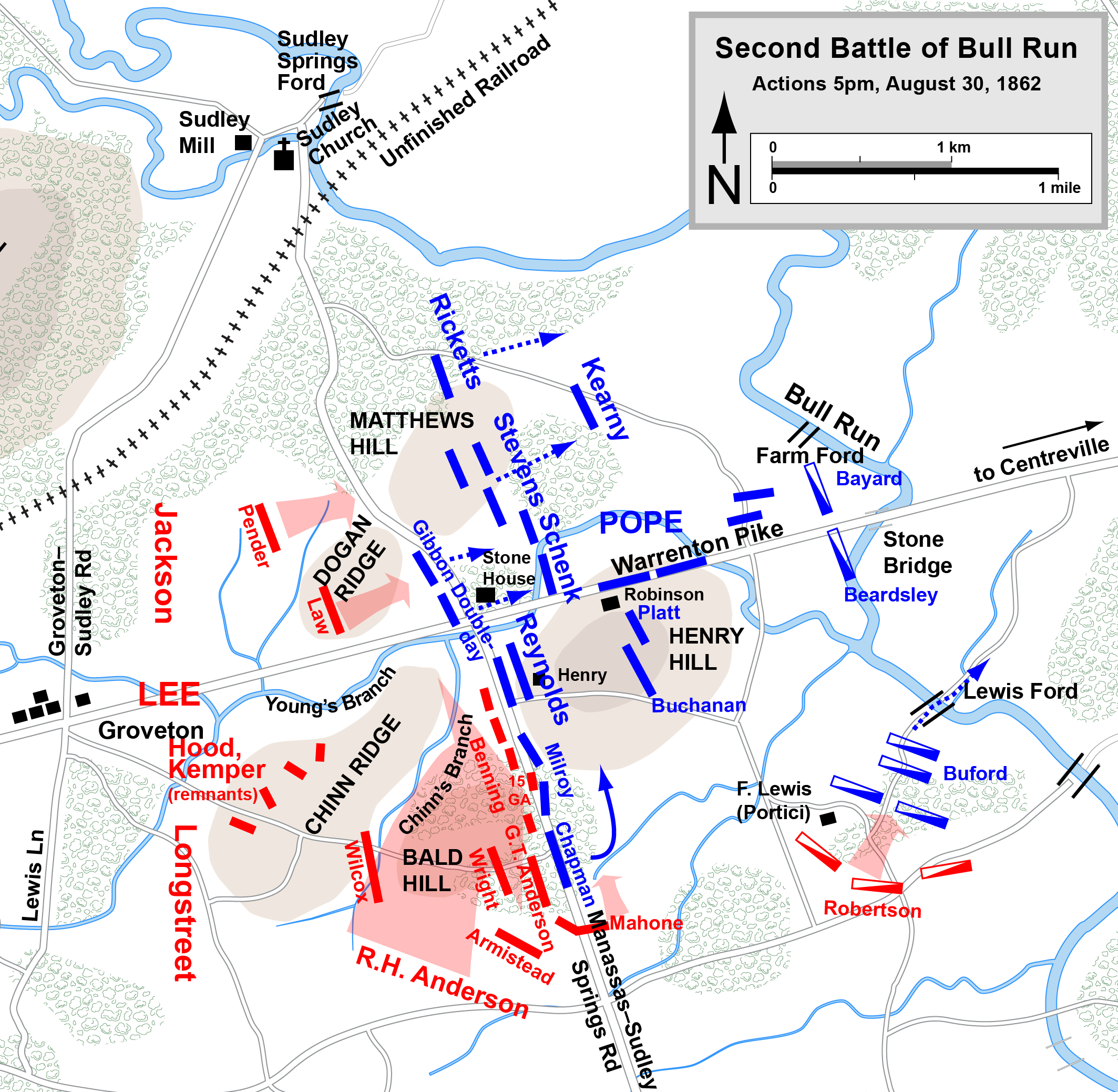
Attacco finale confederato e inizio della ritirata unionista alla seconda battaglia di Bull Run.

Quando l'artiglieria sudista, concentratasi appositamente, distrusse una carica unionista, l'ala di Longstreet composta da 28.000 uomini contrattaccò in quello che sarebbe stato il più grande assalto simultaneo di massa dell'intera guerra.
Il fianco sinistro dell'Union Army rimase letteralmente schiacciato, costringendo ad un ripiegamento sul Bull Run; solamente un'efficace azione di retroguardia impedì la ripetizione del disastro precedente.
La ritirata a Centreville si rivelò tuttavia assai precipitosa: il giorno seguente Lee ordinò l'inseguimento. Compiendo una lunga marcia di fiancheggiamento Jackson sperò di riuscire a tagliare la ritirata dei nordisti; il 1º settembre inviò le sue divisioni contro le due unioniste nella battaglia di Chantilly. Gli attacchi confederati furono arrestati a costo di feroci combattimenti nel corso di un violento temporale.

Entrambi i comandanti di divisione delle "giubbe blu", Isaac Stevens e Philip Kearny rimasero sul campo colpiti a morte. Riconoscendo il fatto che il proprio esercito continuava a trovarsi in una costante situazione di pericolo Pope diede l'ordine di proseguire la ritirata fino alle porte di Washington.

### Invasione del Maryland

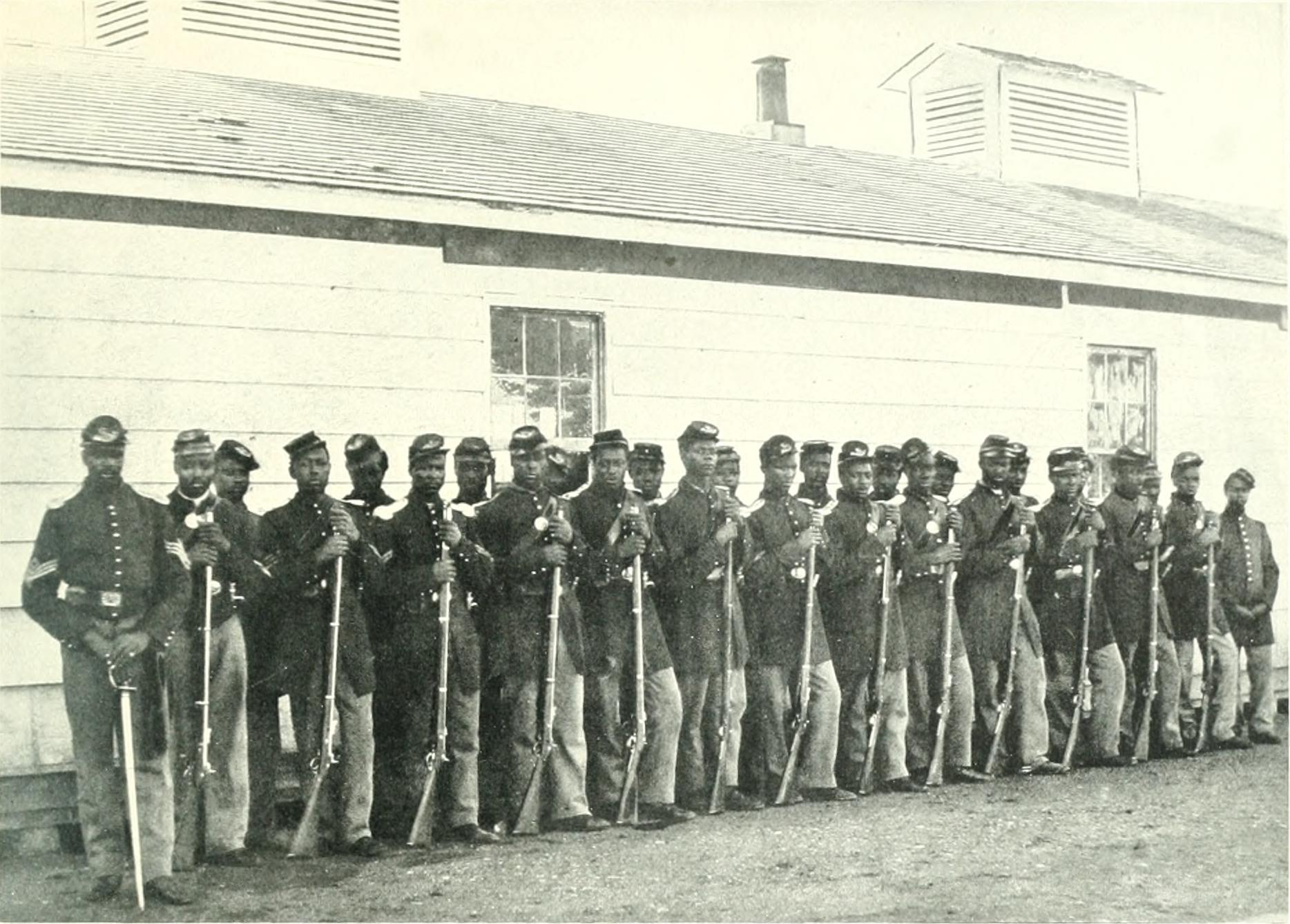
Le United States Colored Troops schierate nel Maryland (foto risalente al 1862).

A questo punto Lee decise che la sua Armata, nonostante avesse continuato a subire forti perdite durante tutta la primavera e l'estate, fosse oramai pronta per una grande sfida: un'invasione del Nord. Il suo obiettivo sarebbe stato quello di penetrare principalmente negli Stati del Maryland prima e della Pennsylvania poi, venendo in tal maniera a tagliare la linea della "Baltimore & Ohio Railroad" che riforniva la capitale dell'Unione.
Aveva però anche bisogno di mantenere i rifornimenti del suo esercito e ben sapeva che le fattorie del Nord non erano ancora state toccate dal conflitto, a differenza di quelle della Virginia; desiderò infine abbattere il morale dell'opinione pubblica nordista, credendo che un esercito invasore che scatenava il caos nelle terre del Nord avrebbe potuto portare ad una conclusione favorevole: costringere Abraham Lincoln a negoziare i termini per porre fine alla guerra.
In special modo pensò di ottenere questo risultato se solo fosse stato in grado di incitare ad una rivolta generale nel Maryland, rimasto ufficialmente schiavista e divenuto l'anello debole degli Stati cuscinetto. 

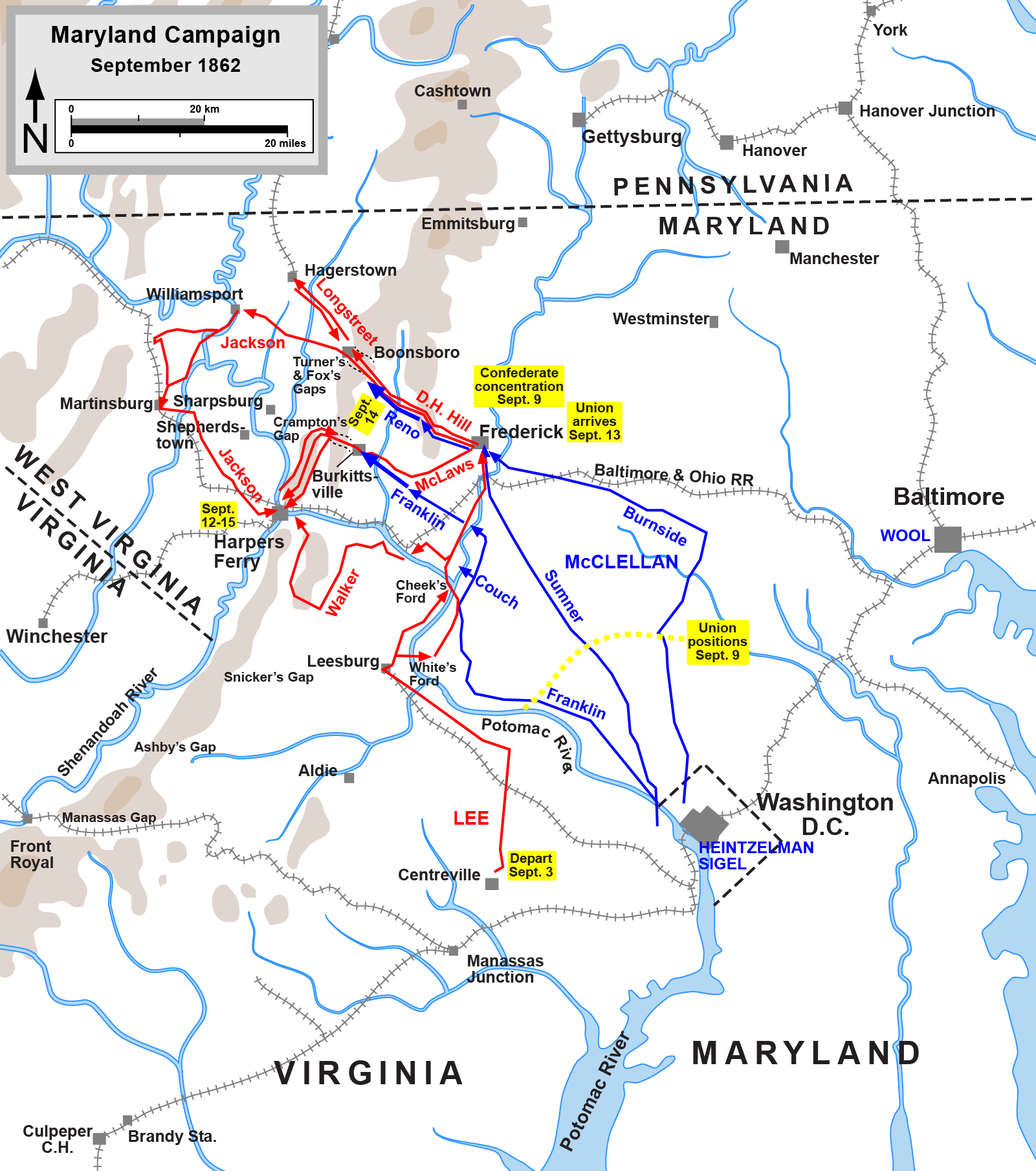
Schema operativo della Campagna del Maryland tra il 3 e il 15 settembre.

L'Armata Confederata della Virginia Settentrionale attraversò il fiume Potomac e raggiunse Frederick (Maryland) il 6 settembre 1862. Gli obiettivi specifici di Lee vennero pensati per essere un anticipo del movimento in direzione di Harrisburg - tagliando i collegamenti ferroviari Est-Ovest con il Nordest - e seguiti da operazioni rivolte contro una delle principali città Orientali, come ad esempio Filadelfia.
La notizia dell'invasione in corso scatenò il panico nel Nord ed il presidente si trovò costretto ad intervenire con rapidità e prontezza di riflessi; da quando era ritornato dalla sua inconcludente campagna peninsulare George McClellan si trovava in una specie di limbo militare, ma Lincoln lo restaurò al comando di tutte le forze accampare attorno a Washington e gli ordinò di occuparsi di Lee.
Il generale sudista nel frattempo suddivise il proprio esercito. Longstreet fu inviato a Hagerstown (Maryland), mentre a Jackson venne ordinato di conquistare l'arsenale federale situato ad Harper's Ferry che controllava le linee di rifornimento di Lee attraverso la valle dello Shenandoah; ma si trattava anche di un bersaglio allettante, praticamente indifendibile.
McClellan richiese il permesso al Governo federale di predisporre l'evacuazione della cittadina e di far aggregare la sua guarnigione al proprio esercito, ma la sua richiesta fu respinta. Nella battaglia di Harpers Ferry Jackson piazzò le batterie d'artiglieria sulle alture che dominano il centro urbano, costringendo presto alla resa la guarnigione composta da oltre 12.000 uomini il 15 settembre. 

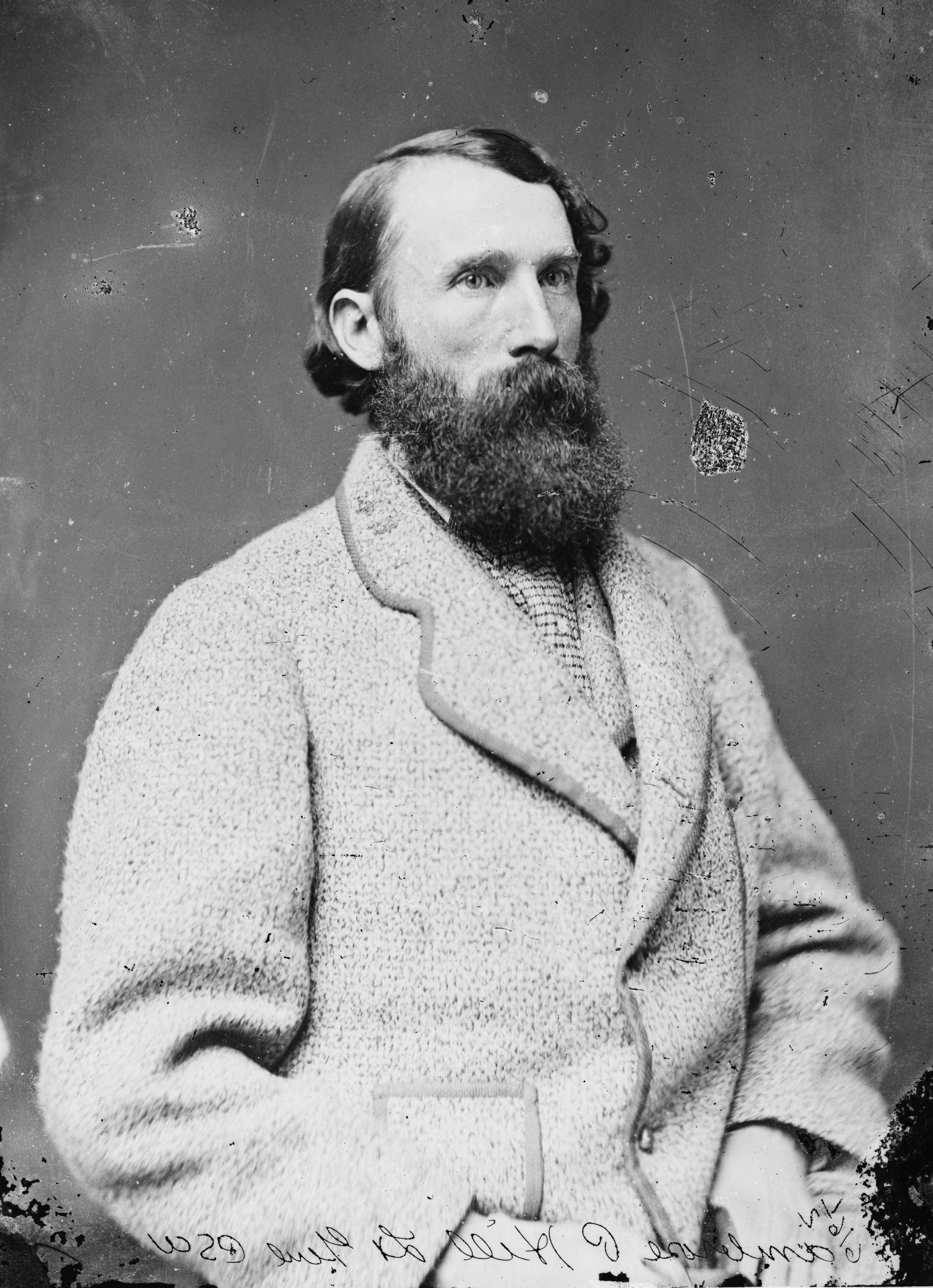
Ambrose Powell Hill in una foto di Mathew B. Brady e Levin Corbin Handy.

Jackson condusse quindi la maggior parte dei suoi soldati ad unirsi al resto dell'esercito di Lee, lasciando la divisione di A. P Hill in loco per completare l'occupazione della città.
McClellan si mosse intanto da Washington con il suo esercito di 87.000 uomini in un lento ed esasperante inseguimento, raggiungendo Frederick il 13 settembre; qui, due ricognitori unionisti rinvennero casualmente una copia perduta dei piani dettagliati della campagna sudista - l'Ordine generale n. 191 - avvolti attorno a tre sigari.
L'Ordine indicava che Lee aveva diviso le proprie forze in parti disperse geograficamente, rendendole così soggette all'isolamento e ad una potenziale sconfitta. Il generale nordista attese però 18 ore prima di decidersi di approfittare di questa informazione venuta così provvidenzialmente in suo possesso, un ritardo che sprecò quasi del tutto l'opportunità di agire con un qualche vantaggio.

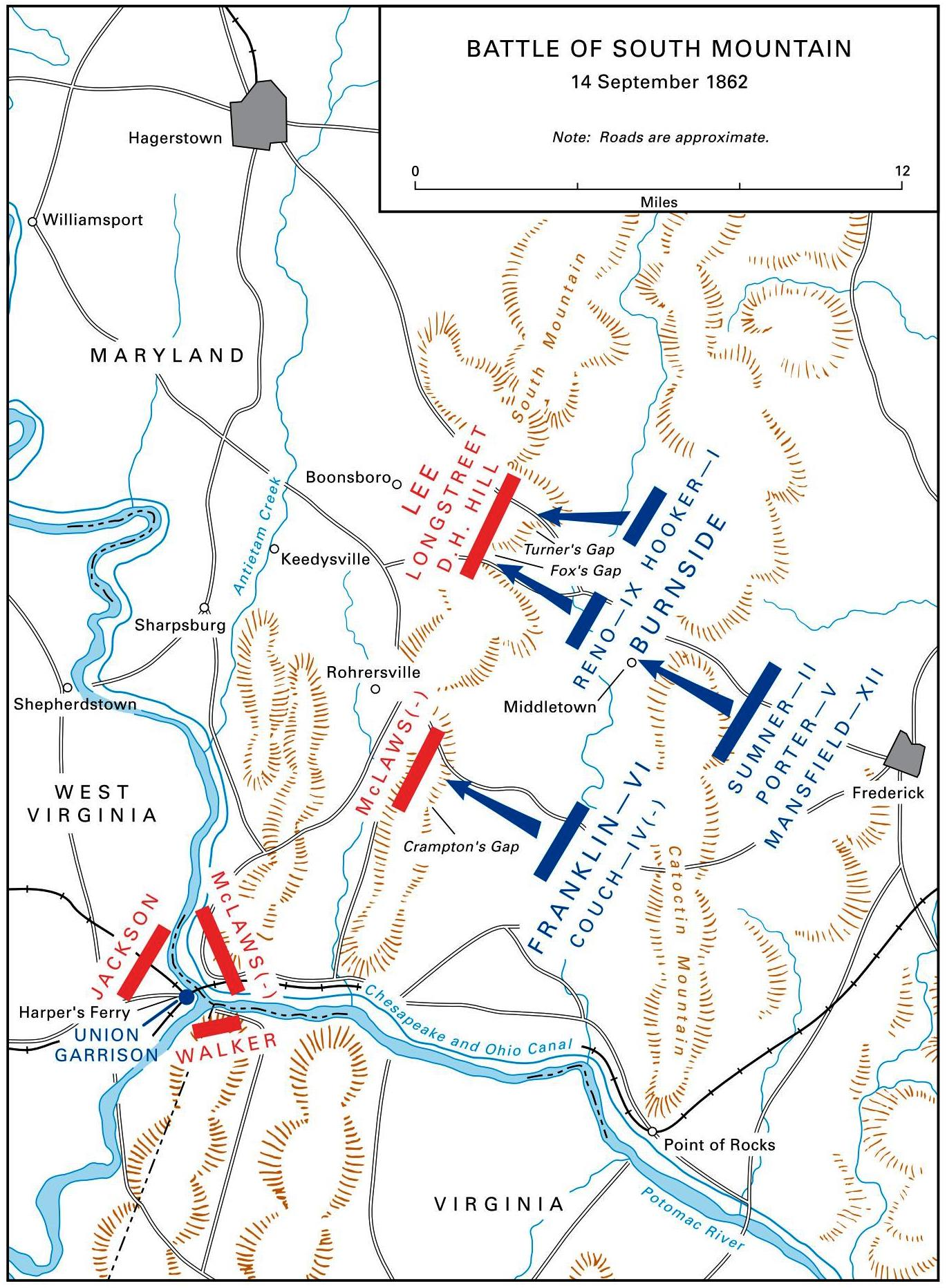
Schema della battaglia di South Mountain.

Quella notte l'Armata del Potomac si spostò verso South Mountain, là ove alcuni distaccamenti dell'Armata della Virginia Settentrionale avversaria si trovavano in attesa alla difesa dei passi montuosi.
Alla battaglia di South Mountain del 14 settembre i confederati vennero infine respinti dalle truppe numericamente superiori a loro contrapposte; McClellan fu così in grado di distruggere l'esercito di Lee prima che questo potesse concentrarsi.
Il comandante sudista, osservando l'insolita aggressività dell'avversario e dopo essere venuto a conoscenza grazie ad un simpatizzante confederato che il suo ordine era stato compromesso, si mosse freneticamente con l'intenzione di riunificare la propria Armata. Scelse però nonostante tutto di non abbandonare l'idea d'invasione per tornarsene al di là dei confini virginiani in quanto Jackson non aveva ancora realizzato la completa conquista di Harper's Ferry.
Temette inoltre anche l'effetto sul morale delle truppe se avesse così d'improvviso rinunciato alla campagna preordinata; scelse invece di prendere posizione a Sharpsburg (Maryland).

### Antietam
Il 16 settembre McClellan affrontò Lee nei pressi della cittadina, difendendo una linea posta ad Ovest dell'Antietam Creek. 

Schema della battaglia di Antietam.

All'alba del giorno seguente ebbe inizio la battaglia di Antietam, con il Corpo d'armata di Joseph Hooker che allestiva un assalto potente sul fianco sinistro di Lee; attacchi e contrattacchi attraversarono il "Miller Cornfield" e il boschetto nelle immediate vicinanze della chiesetta di Dunker.
Gli assalti unionisti diretti contro la "Sunken Road" (definita più tardi col nome di "Bloody Lane") alla fine riuscirono a trafiggere il contro confederato, ma il vantaggio così ottenuto con gravi perdite non venne sfruttato e la pressione si arrestò; in ogni caso i rinforzi sudisti sopraggiunti dal fianco destro impedirono un deciso sfondamento, con l'aggravante che il comandante nordista rifiutò di dare il via libera alle riserve per poter completare un qualsiasi decisivo consolidamento del fronte a proprio favore.

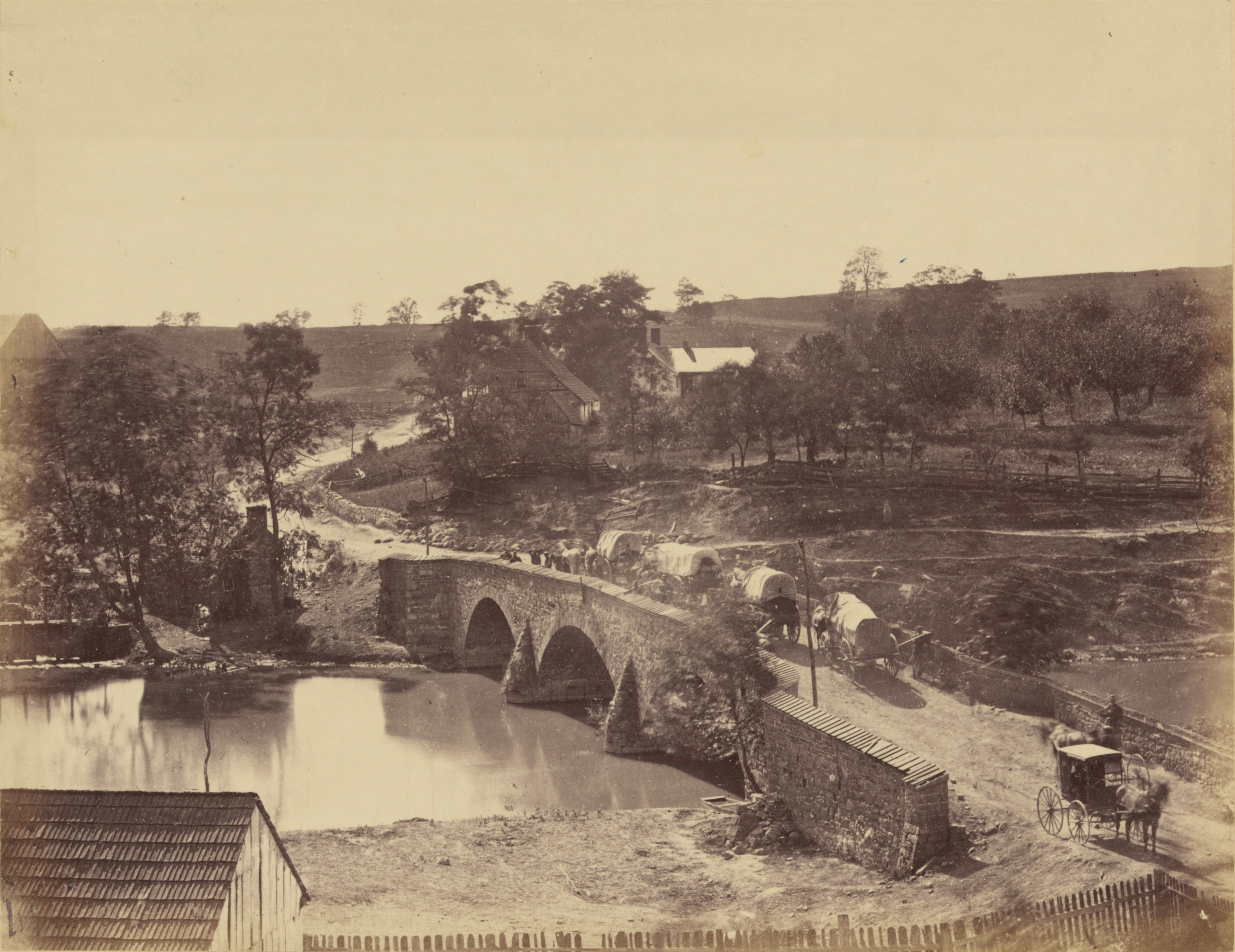
Il ponte mediano su Antietam Creek, nella periferia di Sharpsburg (Maryland), fotografato nel settembre del 1862 da Alexander Gardner.

Nel primo pomeriggio il Corpo affidato a Burnside si ritrovò ad attraversare un ponte di pietra (il ponte di Burnside) posto sopra il Creek, colpendo in profondità l'Ala destra confederata.
In un momento resosi cruciale per gli esiti dell'intero scontro la divisione di Ambrose Powell Hill arrivò celermente da Harper's Ferry ed impostò un contrattacco, con il risultato di respingere Burnside e salvando l'intero esercito di Lee da una disfatta certa.

Le truppe del Nord erano in netta superiorità numerica (di almeno 2 a 1), ma, mentre Lee impegnò tutta la sua forza disponibile, McClellan inviò meno di tre quarti del suo esercito. Ciò permise al comando sudista di spostare le brigate e concentrarsi su ogni singolo assalto unionista. Con oltre 23.000 vittime in totale rimane il giorno più sanguinoso dell'intera storia americana.

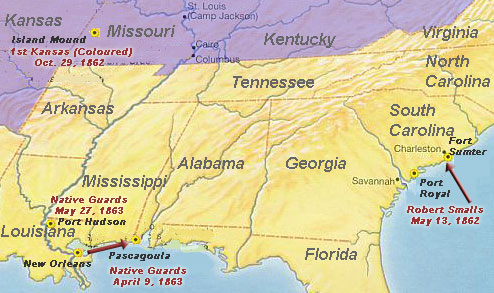
Le prime operazioni a cui parteciparono afroamericani nella guerra di secessione nel biennio 1862 - 1863.

Lee ordinò allora all'esercito malconcio di ripiegare velocemente attraverso il Potomac fino alla vallata dello Shenandoah. Nonostante fosse stata in conclusione tatticamente quasi del tutto inconcludente la battaglia viene considerata essere come una vittoria strategica per l'Unione. L'iniziativa presa da Lee e la sua strategia militare volta ad invadere il territorio di confine del Maryland rimase sconfitta sul campo.
Ma, cosa questa forse ancora più importante, il presidente colse l'opportunità per annunziare il proclama di emancipazione da lui stesso stilato: dopo essere stato emanato la prospettiva basata su un possibile intervento delle potenze europee a fianco dei ribelli si ridusse praticamente a zero. Nessuna nazione estera fu quindi più minimamente disponibile a schierarsi per conto degli Stati Confederati d'America a favore del mantenimento della schiavitù.

## 1862 - 1863: Fredericksburg e Chancellorsville
Il 7 novembre 1862 il presidente sollevò finalmente McClellan dal comando, a causa della sua manifesta incapacità di perseguire ed inseguire l'esercito di Lee in piena ritirata da Sharpsburg. A. Burnside, nonostante la mediocre prestazione espressa come comandante di Corpo ad Antietam, venne scelto per dirigere l'Armata del Potomac; ed ancora una volta Lincoln fece pressione sul suo generale per fargli lanciare un'offensiva il più presto possibile.
Burnside raggiunse l'obiettivo e progettò di dirigersi direttamente a Sud verso Richmond; sperò in tal maniera di riuscire a realizzare l'aggiramento di Lee attraversando rapidamente il Rappahannock all'altezza di Fredericksburg e pertanto di mettersi di traverso tra il Confederate States Army e la loro capitale. Difficoltà amministrative e burocratiche impedirono però di far risalire in tempo le imbarcazioni che avrebbero dovuto assumere il ruolo di ponte provvisorio.

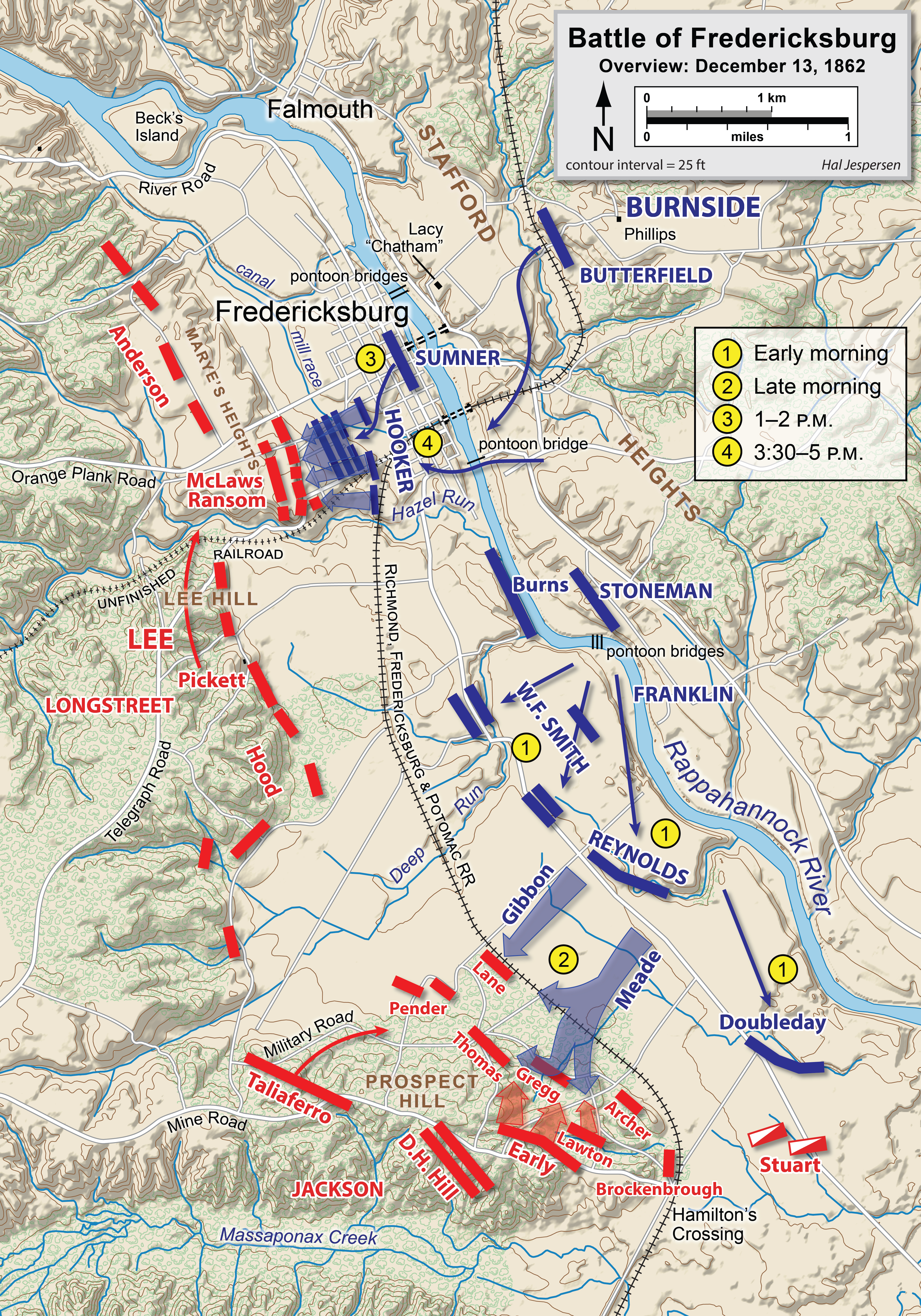
Posizioni e rispettivi movimenti fino al 13 dicembre, preludio alla prima battaglia di Fredericksburg.

L'esercito nordista si ritrovò pertanto ad aspettare l'attraversamento del fiume posizionandosi proprio davanti a Fredericksburg; mentre da par suo Lee colse al volo l'occasione per rinforzare la linea difensiva tutt'attorno alle alture dietro la città.
Piuttosto che recedere nel proposito o cercare di trovare una maniera alternativa per proseguire l'azione di avanzamento Burnside attese fino al 13 dicembre per superare l'ostacolo fluviale, lanciando subito dopo una serie di massicci assalti frontali contro le "Marye's Heights" sul fianco sinistro nemico: era la prima battaglia di Fredericksburg.
Gli attacchi ebbero però notevolmente più successo alla destra, arrivando a sfondare per un breve lasso di tempo la linea di Jackson; ma grazie ad un grave malinteso continuò ad ostinarsi nel battere le alture fortificate con ondate successive di attacchi, credendo che questo avrebbe permesso alle truppe posizionate esattamente di fronte a Jackson di sfruttare il loro vantaggio.
In tutti questi controproducenti assalti gli unionisti persero oltre 12.000 uomini in una sola giornata, a fronte delle circa 4.500 vittime tra i confederati; nonostante la sconfitta e lo sgomento avvertiti palpabilmente a Washington, Burnside rimase al proprio posto..

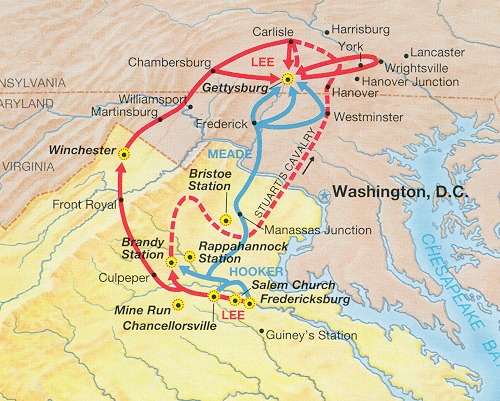
Mappa delle operazioni militari intraprese nel 1863.

Progettò quindi di riprendere la propria offensiva a Nord di Fredericksburg, ma anch'essa si risolse in un nulla di fatto entro il gennaio del 1863 nell'umiliante marcia nel fango.
In seguito un intrigo messo in atto dai suoi generali subordinati chiarì definitivamente alla presidenza di Abraham Lincoln che Burnside non era in alcun modo in grado di dirigere adeguatamente l'esercito.
Uno dei protagonisti di questa cosiddetta cospirazione fu il generale Joseph Hooker, che venne scelto per guidare l'Armata del Potomac a partire dal 26 gennaio; egli, che poteva vantare di eccellenti precedenti in qualità di comandante di Corpo nelle campagne fino a quel momento intraprese, trascorse il resto dell'inverno nell'opera di riorganizzazione e rifornimento dell'esercito prestando una particolare attenzione ai problemi inerenti sia la salute che il morale delle truppe.

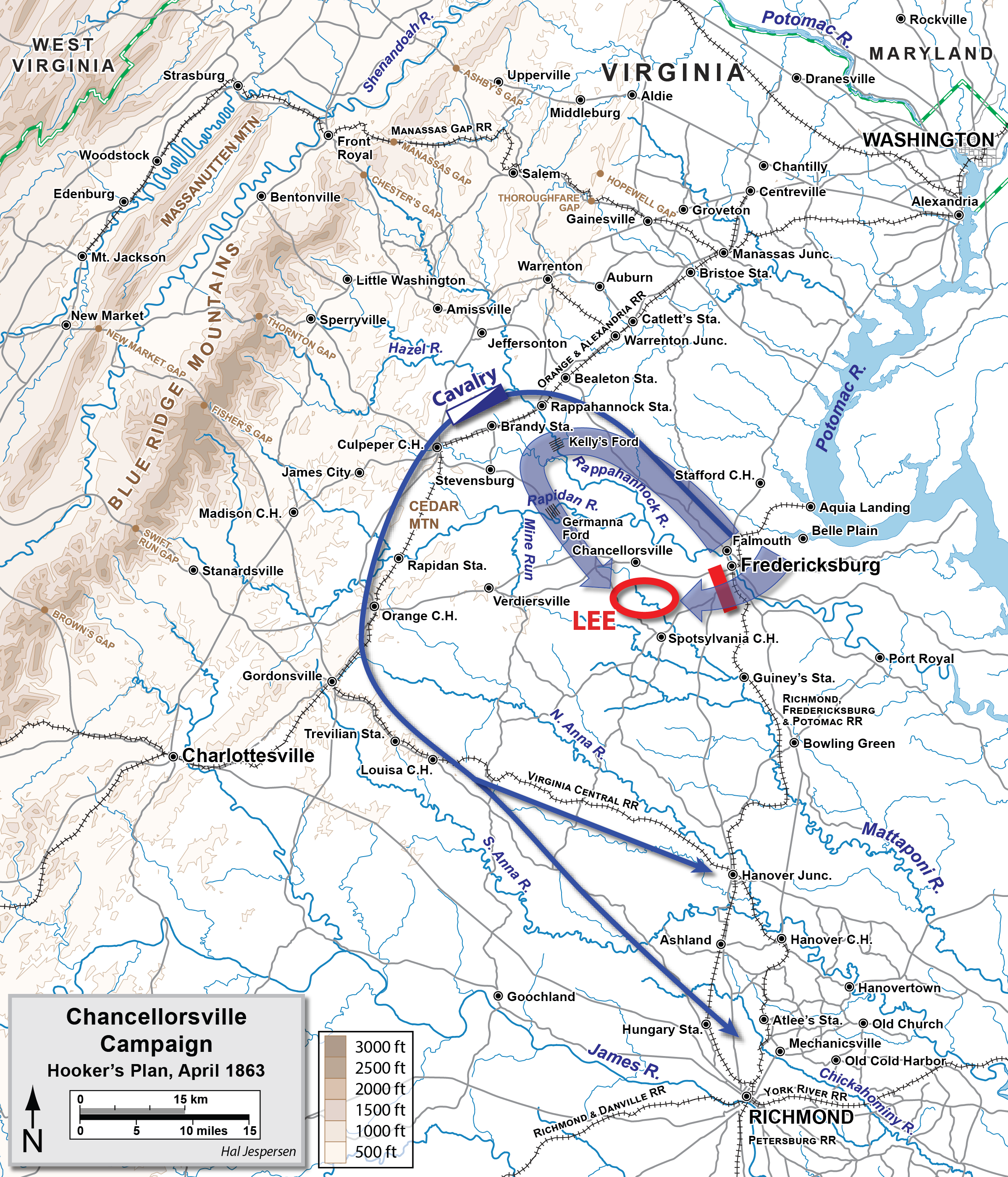
Il piano iniziale di Joseph Hooker dell'aprile del 1863, preludio alla battaglia di Chancellorsville.

Essendo ben noto per la sua natura aggressiva, progettò una complessa campagna primaverile contro Lee. Entrambi gli schieramenti rimasero nelle loro posizioni, quelle assunte prima di Fredericksburg. Hooker progettò d'inviare la cavalleria diretta da George Stoneman all'avanscoperta, in profondità nella retroguardia confederata per interromperne le vie di rifornimento.
Mentre un Corpo rimaneva a concentrare l'attenzione di Lee su di sé di fronte alla città gli altri avrebbero dovuto scivolar via senza essere scorti per intraprendere una marcia fiancheggiatrice con l'obiettivo di mettere la maggior parte dell'Armata unionista alle spalle del nemico, finendo così per coglierlo in una morsa accerchiante.
Lee da par suo, che aveva inviato il Corpo sotto la diretta dipendenza di James Longstreet a cercare bottino e viveri nella Virginia meridionale - avvalendosi anche della caccia - si ritrovò pertanto in forte inferiorità numerica: 57.000 effettivi a fronte dei 97.000 che gli si pararono davanti.
Il piano iniziò così ad essere messo in pratica e sembrò ottenere fin da subito le miglior prospettive di successo; la maggior parte dell'esercito delle "giubbe blu" guadò il Rapidan e fu in posizione per il 1º maggio 1863.

Dopo un primo contatto iniziale tra le due avanguardie tuttavia Hooker parve perdere quasi tutta la sua fiducia iniziale e invece di colpire la parte posteriore dell'Armata di Lee, così com'era previsto, retrocesse entro un perimetro difensivo tutt'attorno al sito della prossima battaglia di Chancellorsville.
| - Battaglia di Chancellorsville - Hooker perde la spinta propulsiva, 1º maggio |

Il giorno seguente il comandante sudista eseguì una delle più audaci manovre miliari dell'intero conflitto; avendo già separato le proprie truppe per poter affrontare entrambe le Ali dell'attacco unionista divise nuovamente l'esercito, mandando altri 20.000 uomini guidati da Thomas Jonathan Jackson in una lunga e dispendiosa marcia avvolgente per riuscire in tal modo ad aggredire il fianco destro non protetto di Hooker.
| - Battaglia di Chancellorsville - Attacco al fianco di Jackson, 2 maggio |

Raggiunto l'obiettivo della sorpresa quasi completa Jackson sbaragliò l'XI Corpo comandato da Oliver O. Howard ed infliggendogli gravi predite; in seguito a questo successo il generale "Stonewall" rimase per errore ferito mortalmente dal fuoco amico mentre esplorava le prime linee della sua truppa avanzata.
| - Battaglia di Chancellorsville - Gli assalti di Lee contro il villaggio di Chancellorsville, 3 maggio |

Mentre Lee batteva la linea difensiva predisposta a Chancellorsville con ripetuti e assai costosi assalti per tutta la giornata del 3 maggio il VI Corpo unionista di John Sedgwick riuscì finalmente a realizzare ciò che Ambrose Burnside poco prima di lui non aveva mai avuto la capacità di ottenere, ovvero la conquista di "Marye's Heights" dopo aver caricato con esiti pienamente positivi il drappello sudista ivi asserragliatosi.
| - Battaglia di Chancellorsville - Dalla Seconda battaglia di Fredericksburg alla Battaglia di Salem Church, 3 e 4 maggio |

La via di Fredericksburg a questo punto parve essere nuovamente percorribile a portata di mano. Il Corpo iniziò quindi a muovere in direzione Ovest, minacciando ancora una volta seriamente la retrovia rimasta scoperta di Lee; questi fu però in grado di fronteggiare entrambe le Ali paratesi contro di lui, mantenendo uno sbalordito Hooker in una posizione estremamente difensiva ed inviando inoltre una Divisione ad affrontare l'approccio quantomai incerto messo in atto da Sedgwick.
| - Battaglia di Chancellorsville - Rinuncia dell'Unione, 4-6 maggio |

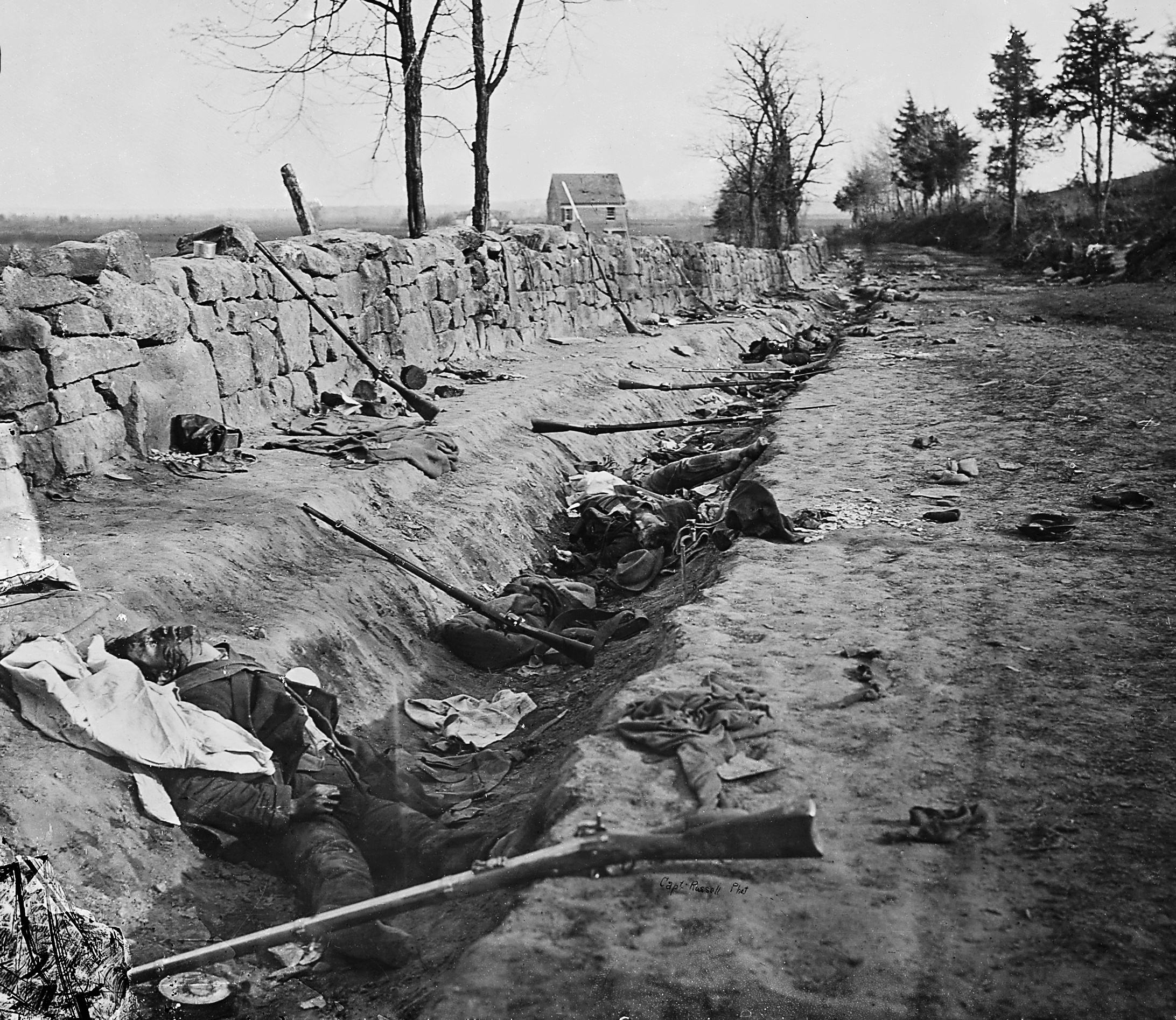
Vittime confederate nelle trincee della battaglia di Chancellorsville fotografate da Mathew B. Brady il 3 maggio.

Il 7 maggio Hooker si vide costretto a far ritirare tutte le sue forze a Nord del Rappahannock. Questa si rivelò una vittoria decisamente costosa per Lee che perse oltre 13.000 uomini, vedendo quindi la propria Armata ridotta di un buon 25%; sulla sponda opposta si persero 17.000 uomini, ma il tasso di vittime fu inferiore rispetto a quello che dovette affrontare la parte avversa.

## 1863: Gettysburg e manovre correlate
A giugno Robert Edward Lee decise di capitalizzare la sudata vittoria ripetendo la strategia militare messa in campo l'anno precedente, ripetendo cioè il tentativo d'invasione del Nord; lo fece innanzi tutto per dare la possibilità di rifornire il proprio esercito utilizzando le risorse trovate sul suolo dell'Unione, ma anche per consentire ai contadini virginiani una tregua dalle devastazioni della guerra ed infine anche per minare il morale dei civili settentrionali.
Il tutto conquistando possibilmente una grande città come Harrisburg o quantomeno Baltimora. La presidenza di Jefferson Davis accettò però una tale tattica solo a malincuore in quanto il governo secessionista era oltremodo preoccupato per il destino prossimo venturo di Vicksburg (Mississippi), la città-fortezza fluviale minacciata direttamente dalla campagna di Vicksburg e dal successivo assedio di Vicksburg condotto da Ulysses S. Grant nel Teatro Occidentale.
Dopo la morte di Jackson, Lee riorganizzò l'Armata Confederata della Virginia Settentrionale in tre grandi Corpi, comandati rispettivamente da J. Longstreet, Richard Stoddert Ewell e A. P. Hill. Il generale sudista iniziò quindi a trasferire il proprio esercito a Nord-ovest partendo da Fredericksburg fin nella valle dello Shenandoah, là dove i Monti Blue Ridge si proiettano verso settentrione.
In risposta a tali movimenti Hooker mandò in un primo momento i cavalleggeri a contrastare le mire espansioniste di Lee, con l'intenzione di rendergli sempre più difficoltosa l'avanzata. Il 9 giugno lo scontro della battaglia di Brandy Station si rivelò il più vasto combattimento con prevalenza di cavalleria dell'intero conflitto, pur terminando con un risultato completamente inconcludente.
Hooker quindi lanciò l'intera Armata all'inseguimento; nelle settimane immediatamente successive avrebbe litigato sia con Abraham Lincoln che con il comandante generale Henry Halleck sul ruolo da assegnare alla guarnigione insediata ad Harper's Ferry. Il 28 giugno il presidente, persa definitivamente la pazienza nei suoi riguardi, lo sollevò dal comando, sostituendolo con George G. Meade del VI Corpo.
Dopo aver approfonditamente esaminato le diverse posizioni assunte dall'Armata del Potomac il nuovo comandante unionista ordinò di dirigersi con decisione verso la Pennsylvania meridionale, creando così un fronte molto ampio che spaziava da Washington fino a Baltimora da un lato e attraversando la gran parte della Pennsylvania dall'altro; intenzione dichiarata quella di proteggere i maggiori centri urbani posti sotto la minaccia dell'attacco confederato.

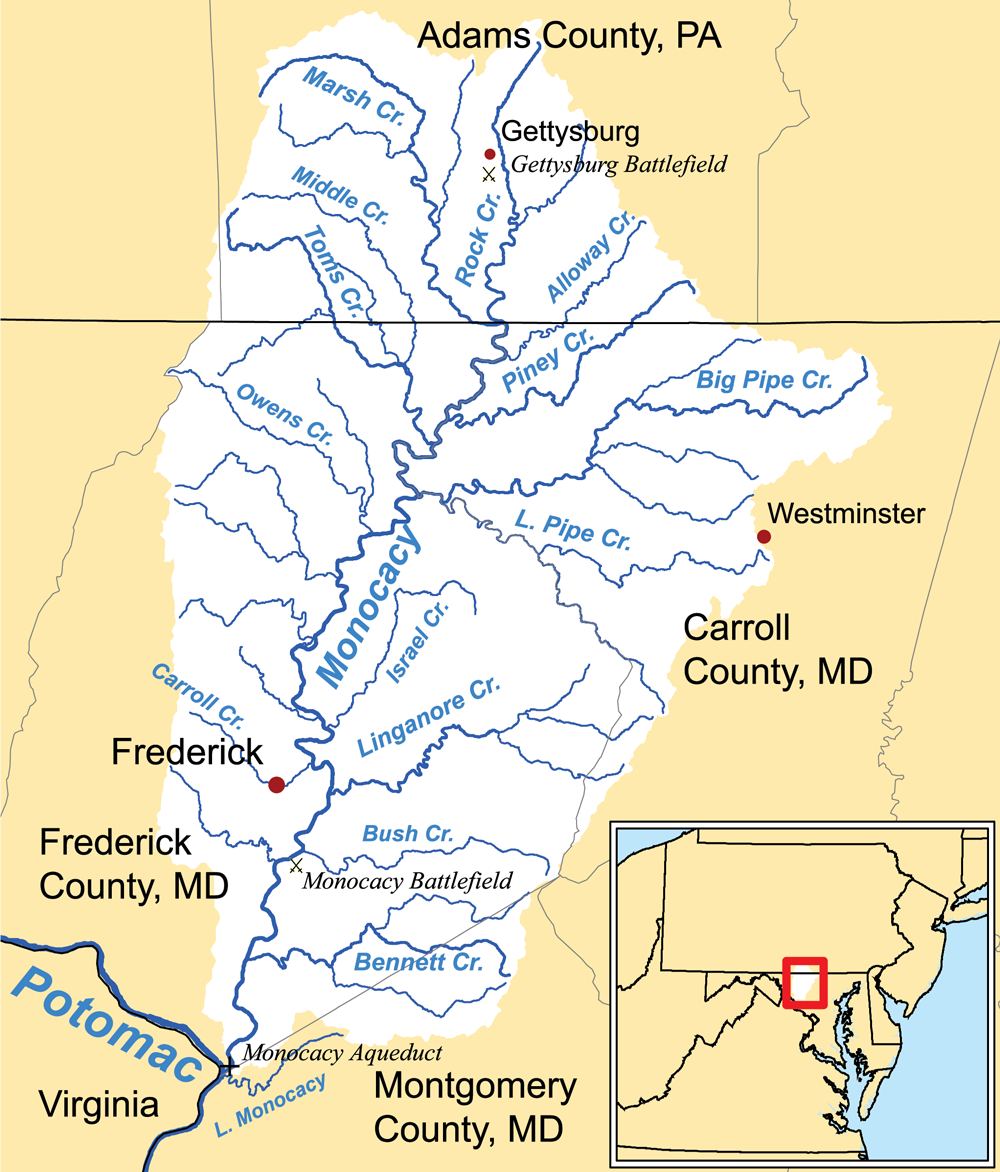
Mappa che mostra il Big Pipe, il Little Pipe e il Double Pipe Creek, il maggior tributario del Monocacy tra la Contea di Carroll (Maryland) e la Contea di Frederick (Maryland).

Occorreva però di necessità rintracciare Lee; Meade elaborò anche dei piani volti a difendere una linea posta subito alle spalle del "Double Pipe Creek" nel Maryland, nell'eventualità in cui non fosse riuscito a rintracciare un terreno adatto in Pennsylvania per intraprendere un combattimento campale a proprio vantaggio.
Lee rimase alquanto sorpreso nell'apprendere che l'esercito federale si stava muovendo rapidamente. Mentre attraversavano il Potomac (fiume) ed entravano a Frederick (Maryland) i confederati si trovavano sparpagliati su una considerevole distanza in Pennsylvania, con Richard Ewell attraverso il fiume Susquehanna da Harrisburg e J. Longstreet e A. P. Hill dietro le montagne di Chambersburg.

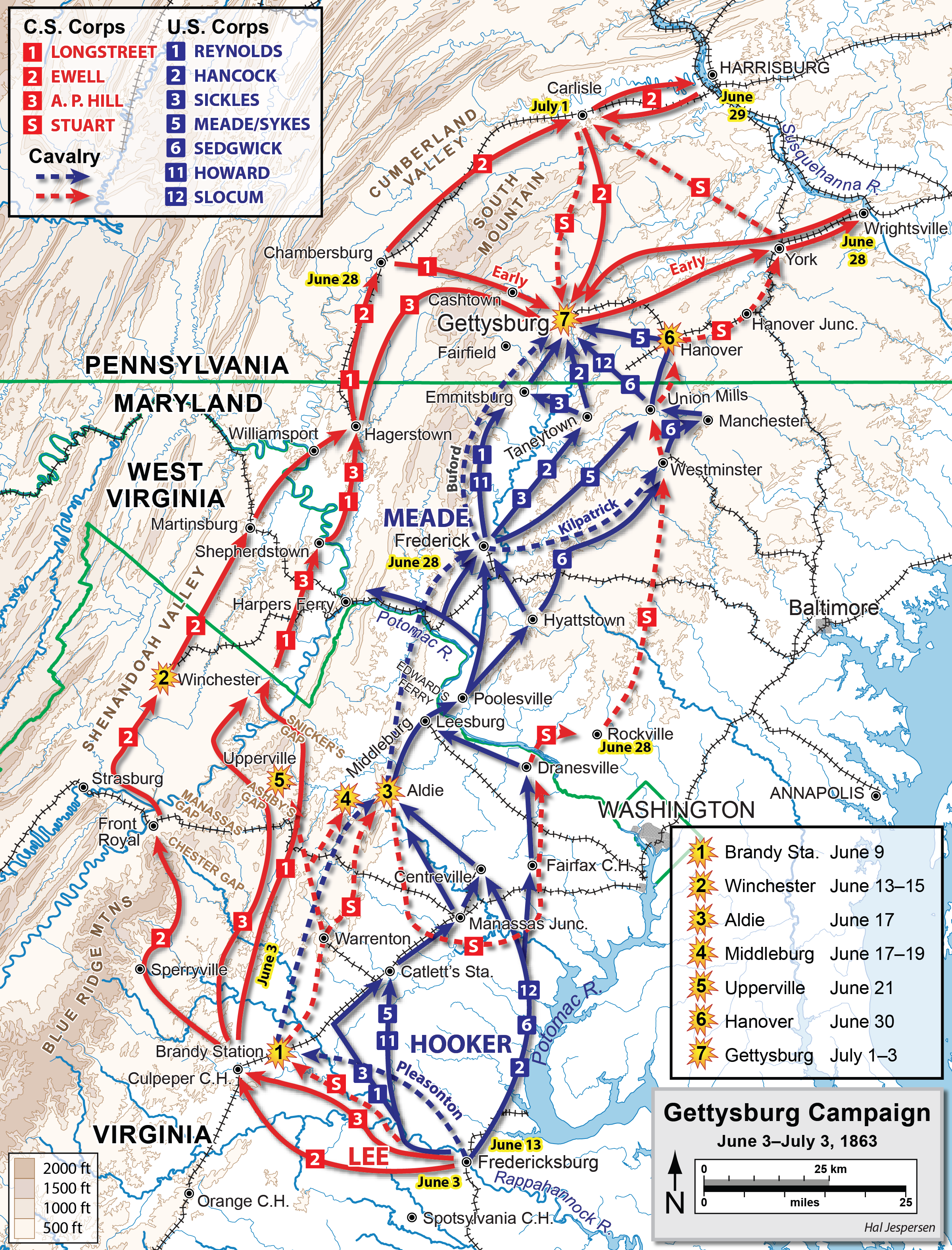
I movimenti iniziali della campagna fino al 3 luglio; le manovre effettuate dalle rispettive cavallerie vengono mostrati con delle linee tratteggiate.

I temibili cavalleggeri sudisti di James Ewell Brown Stuart si trovarono impegnati in una vasta opera d'incursioni a ripetizione contro e tutt'attorno al fianco orientale dell'esercito unionista; ma rimanendo insolitamente a di fuori del controllo del proprio quartier generale, tanto da lasciare Lee completamente cieco sulla posizione e soprattutto sulle reali intenzioni del nemico.
Allora comprese che - esattamente come era già accaduto nel corso della Campagna del Maryland - avrebbe dovuto primariamente concentrare le sue forze in un unico blocco avanzante prima che potessero venire sconfitte separatamente. Ordinò quindi a tutte le unità militari terrestri di trasferirsi il più velocemente possibile nelle vicinanze di Gettysburg (Pennsylvania).
La battaglia di Gettysburg viene spesso considerata da gran parte degli storici come il punto di svolta della guerra di secessione americana. Meade giunse a sconfiggere Lee in uno scontro proseguito per tre giorni consecutivi, combattuto da 160.000 soldati: rimasero sul campo morti o feriti gravemente in 51.000 (un terzo del totale).

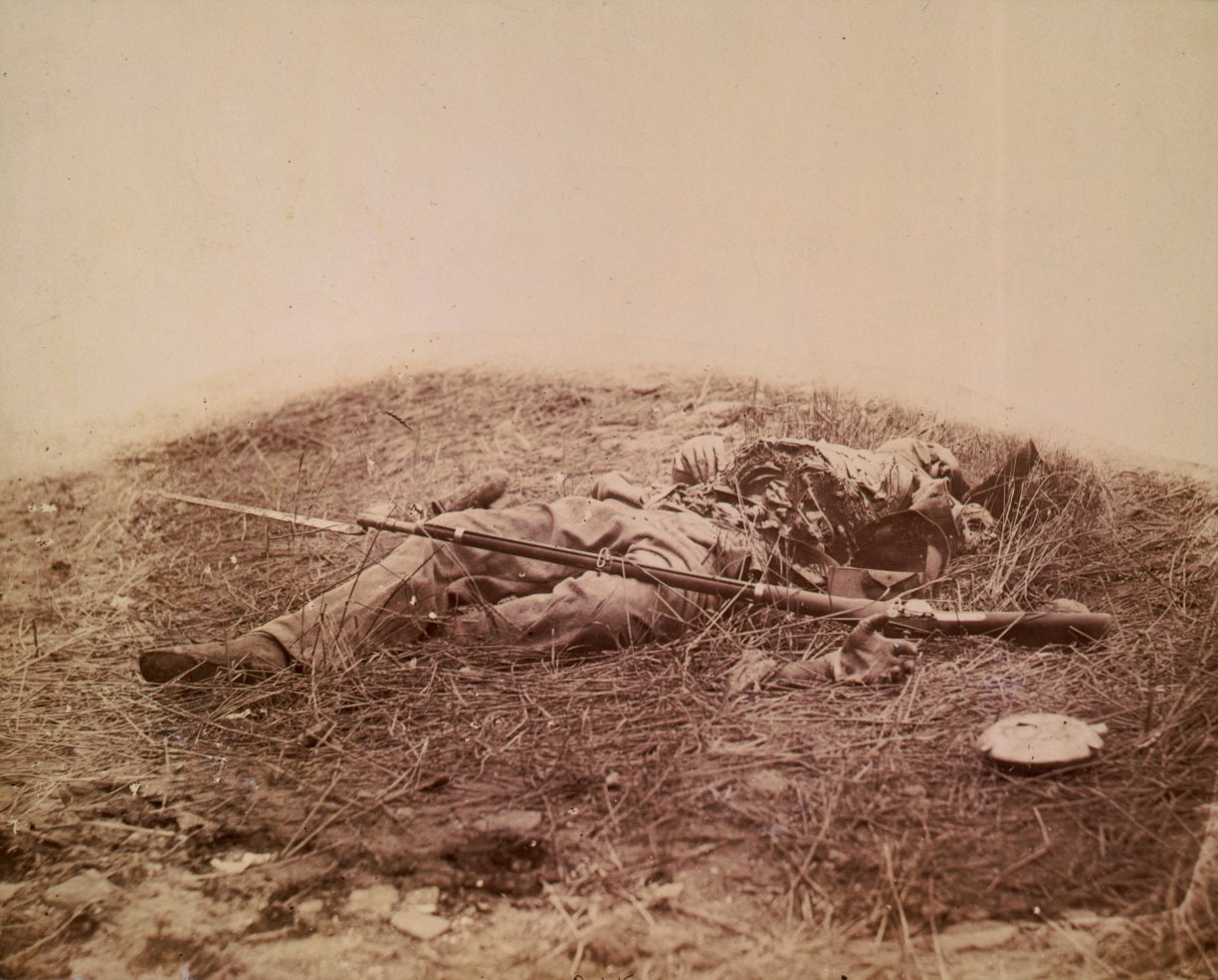
Un fante dell'Union Army caduto nella battaglia di Gettysburg.

Tutto ebbe inizio con un contatto ravvicinato non preventivato la mattina del 1° di luglio, quando le brigate della Divisione di Henry Heth si scontrarono con la cavalleria di John Buford prima e subito dopo anche con il I Corpo di John Fulton Reynolds venuto a dar man forte.
Al sopraggiungere anche dell'XI Corpo unionista le due formazioni furono fatte letteralmente a pezzi da Ewell e Hill che arrivavano di gran carriera da Nord, costringendo quindi a tornare in una precipitosa ritirata di gran carriera dentro la città e a occupare immediatamente delle posizioni difensive strategiche su un'altura a Sud del centro urbano.
Il giorno seguente Lee lanciò un assalto massiccio contemporaneamente contro l'Ala sinistra e destra di Meade; la battaglia infuriò a Little Round Top, Devil's Den, Wheatfield, Peach Orchard, East Cemetery Hill e Culp's Hill. Correttamente il comandante unionista mosse i suoi difensori lungo le linee interne le quali furono così in grado di respingere le ricorrenti avanzate confederate.
Il 3 luglio Lee lanciò la carica di Pickett proprio contro il centro avversario che gli si trovava davanti; quasi tre intere divisioni vennero in tal maniera massacrate. A questo punto del corso degli eventi Stuart si rifece vivo, mettendosi a combattere un inconcludente duello di cavalleria ad Est del campo di battaglia principale; questo nel tentativo di penetrare nella zona delle retrovie unioniste e colpire alle spalle.
| - Campagna di Gettysburg - La Prima giornata della battaglia di Gettysburg, 1º luglio 1863 - La Seconda giornata della battaglia di Gettysburg, 2 luglio - La Terza giornata della battaglia di Gettysburg, 3 luglio |

I due eserciti continuarono a rimanere nelle rispettive posizioni per tutto il 4 luglio - anniversario del Giorno dell'Indipendenza - e alla fine Lee ordinò un ritiro il quanto più ordinato possibile attraverso il Potomac. L'Union Army aveva strappato un doppio successo, che si rivelò decisivo nel prosieguo delle campagne sia del Teatro Orientale che di quello Occidentale..

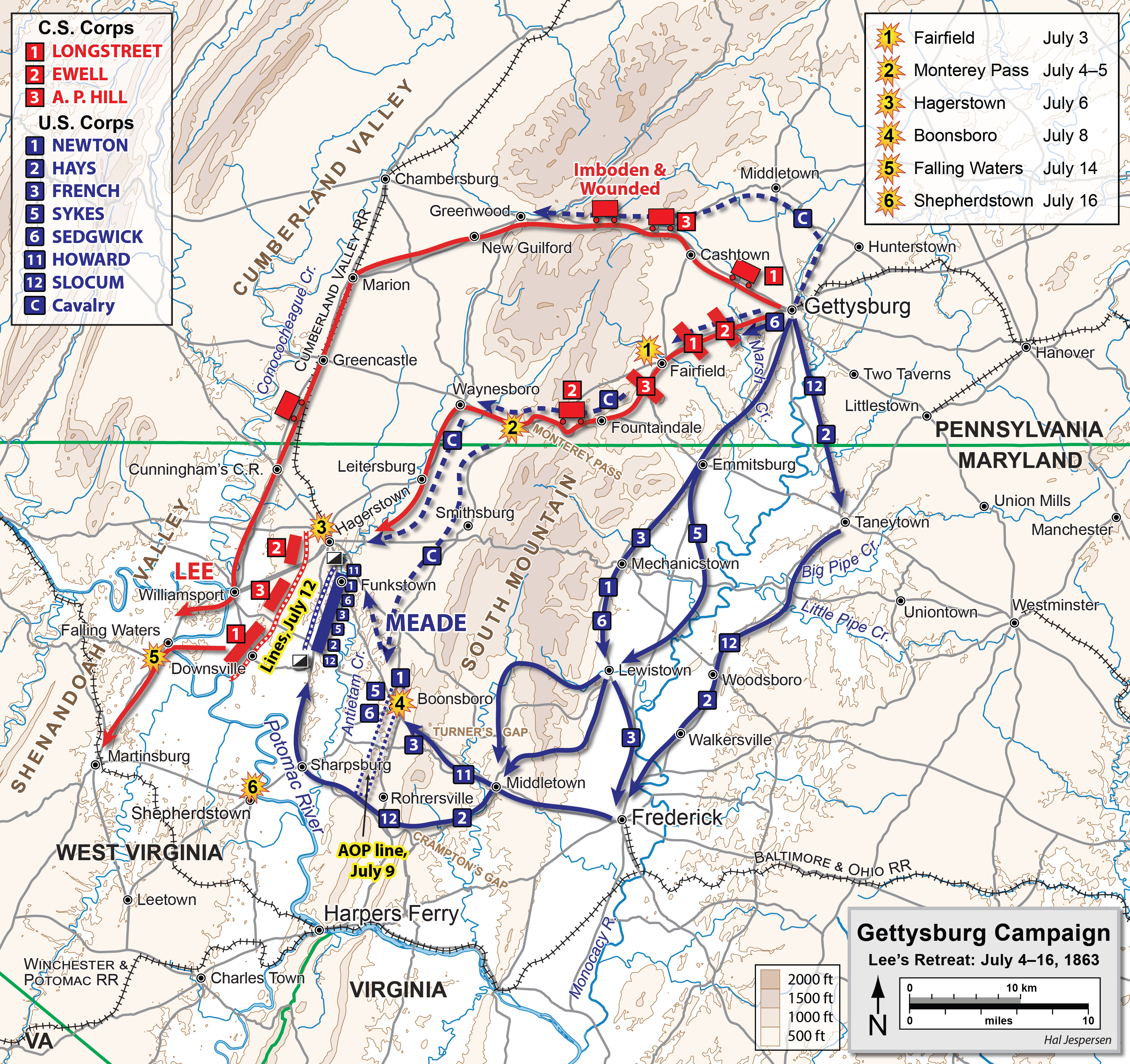
La Ritirata da Gettysburg, svoltasi dal 5 ai 14 luglio.

Vi fu un incerto tentativo d'inseguimento che si dimostrò però un quasi completo fallimento. Meade a questo proposito ricevette notevoli critiche dal Governo federale e dall'opinione pubblica i quali credettero seriamente di poter porre fine alla guerra subito all'indomani di Gettysburg.
Ad ottobre una parte dell'Armata del Potomac venne distaccata per inviarla a soccorso della campagna di Chattanooga; Lee intravide questo fatto come un'opportunità presentatasi innanzi a lui di sconfiggere l'esercito così frammentato in scontri separati l'uno dall'altro; ma anche di minacciare direttamente Washington di modo che non venissero più inviati ulteriori rinforzi all'Ovest.
Ne risultò la Campagna di Bristoe che si concluse con il brusco ripiegamento sudista oltre il Rapidan, tutte le intenzioni di Lee pertanto fallirono miseramente; d'altra parte Meade non riuscì ad annientare le forze avversarie. Il comandante unionista venne allora convinto da Lincoln ad intraprendere una campagna offensiva finale entro l'autunno: la Campagna di Mine Run.
Lee tuttavia dimostrò tutta la propria abilità strategica essendo in grado di interrompere l'avanzata nordista e farla desistere; questo risultato venne ottenuto costruendo una lunga serie di trincee ove appostarsi in vedetta e trovare un sicuro rifugio oltre che un valido blocco di sbarramento.
Meade considerò le difese approntate dai confederati troppo forti per arrischiarsi ad un attacco frontale: si ritirò quindi dietro le proprie posizioni per tutto l'inverno a seguire.

## 1864 - 1865: Grant contro Lee

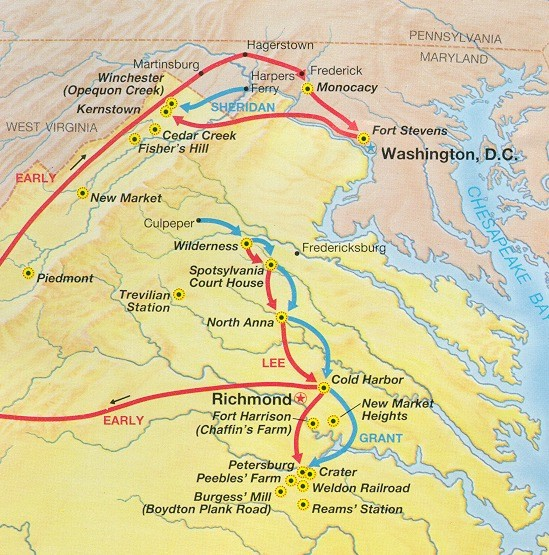
Il fronte Orientale nel 1864.

Nel marzo del 1864 Ulysses S. Grant fu promosso a tenente generale e gli venne assegnato il comando di tutti gli eserciti dell'Unione. Nella sua nuova qualifica di comandante generale dell'esercito statunitense ideò una strategia militare coordinata dall'alto per esercitare delle forti pressioni sul Confederate States Army da attuare partendo da molte posizioni diverse contemporaneamente.

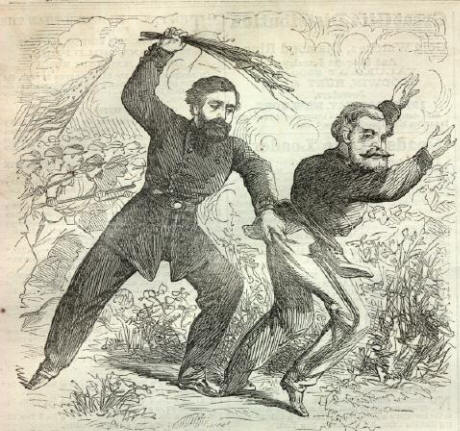
Fustigazione sul sedere di Robert Edward Lee da parte di Ulysses S. Grant: vignetta satirica del 1864.

Qualcosa di molto simile il presidente Abraham Lincoln aveva già esortato i generali a mettere in atto fin dai primi giorni del conflitto. Grant installò il maggior generale William Tecumseh Sherman alla guida immediata di tutte le forze operanti nel Teatro Occidentale e trasferì il proprio quartier generale ad Est, per trovarsi più vicino agli schieramenti dell'Armata del Potomac (rimasta nel frattempo sotto la direzione di George G. Meade).
Da qui intendeva manovrare l'esercito di Lee per costringerlo ad intraprendere una battaglia decisiva; obiettivo secondario sarebbe invece stato la presa di Richmond (Virginia); ma egli ben comprese che quest'ultimo progetto si sarebbe compiuto automaticamente una volta che il primo fosse stato realizzato. La sua strategia militare previde pertanto che Grant e Mead attaccassero Lee partendo dal Nord in perfetta sincronia e coordinazione con gli altri comandanti: 
1. mentre Benjamin Butler avrebbe dovuto risalire verso la capitale nemica provenendo da Sud;
2. Franz Sigel si sarebbe invece occupato di porre sotto il più stretto controllo la Valle dello Shenandoah;
3. a Sherman fu affidato il compito d'invadere la Georgia da Ovest, sconfiggere Joseph Eggleston Johnston e conquistare Atlanta per poi ricongiungersi alle forze del Teatro Orientale e tagliare irrimediabilmente quel che rimaneva degli Stati Confederati d'America;
4. George Crook e William W. Averell si sarebbero occupati di operare contro le linee ferroviarie dei rifornimenti sudisti rimaste operative nella Virginia Occidentale;
5. infine a Nathaniel Banks vennero riservate le operazioni volte alla cattura di Mobile (Alabama).

La maggior parte di queste iniziative non si verificò puntualmente nei modi e termini in cui erano state predisposte, molto spesso a causa dell'assegnazione dei generali per ragioni politiche molto più che militari. 
L'esercito di Butler s'impantanò e venne messo alle strette dalla rete avvolta attorno ad esso ad opera delle forze numericamente inferiori guidate da Pierre Gustave Toutant de Beauregard ben prima di giungere alla vista di Richmond: la campagna di Bermuda Hundred.
Sigel fu vergognosamente sconfitto nella battaglia di New Market (parte della campagna della Valle dello Shenandoah) a maggio e dovette essere sostituito da David Hunter. Banks rimase pesantemente occupato a causa dell'inconcludente Campagna del Red River e non riuscì mai a trasferire la propria attenzione su Mobile.
Crook e Averell furono tuttavia in grado di tagliare l'ultima linea ferroviaria che ancora collegava la Virginia con il Tennessee oramai completamente liberato dagli unionisti a seguito della campagna di Chattanooga; la campagna di Atlanta guidata con polso di ferro da Sherman si rivelò il più vasto successo tra tutti i propositi messi inizialmente in campo, sebbene si dovesse trascinare fino all'inizio dell'autunno.

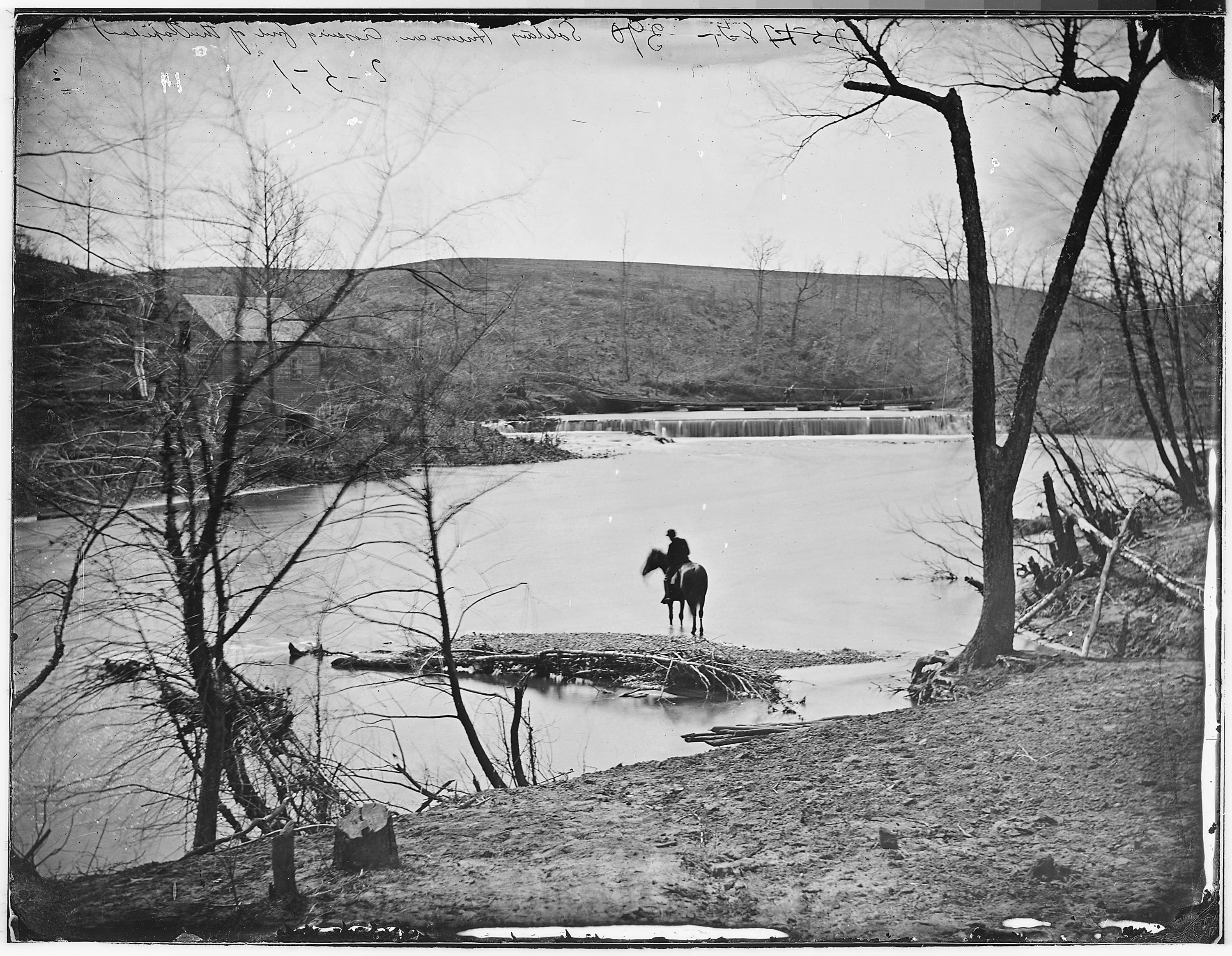
Le rive del Rapidan in una foto di Mathew B. Brady.

### Campagna terrestre
Ai primi di maggio l'esercito del Potomac attraversò il Rapidan ed entrò nell'area conosciuta con la denominazione di "Wilderness of Spotsylvania". Qui, immersi in una fitta foresta che annullò tutti i vantaggi posseduti dall'artiglieria unionista Lee ebbe l'abilità di sorprendere sia Grant che Mead con tutta una serie di assalti aggressivi.

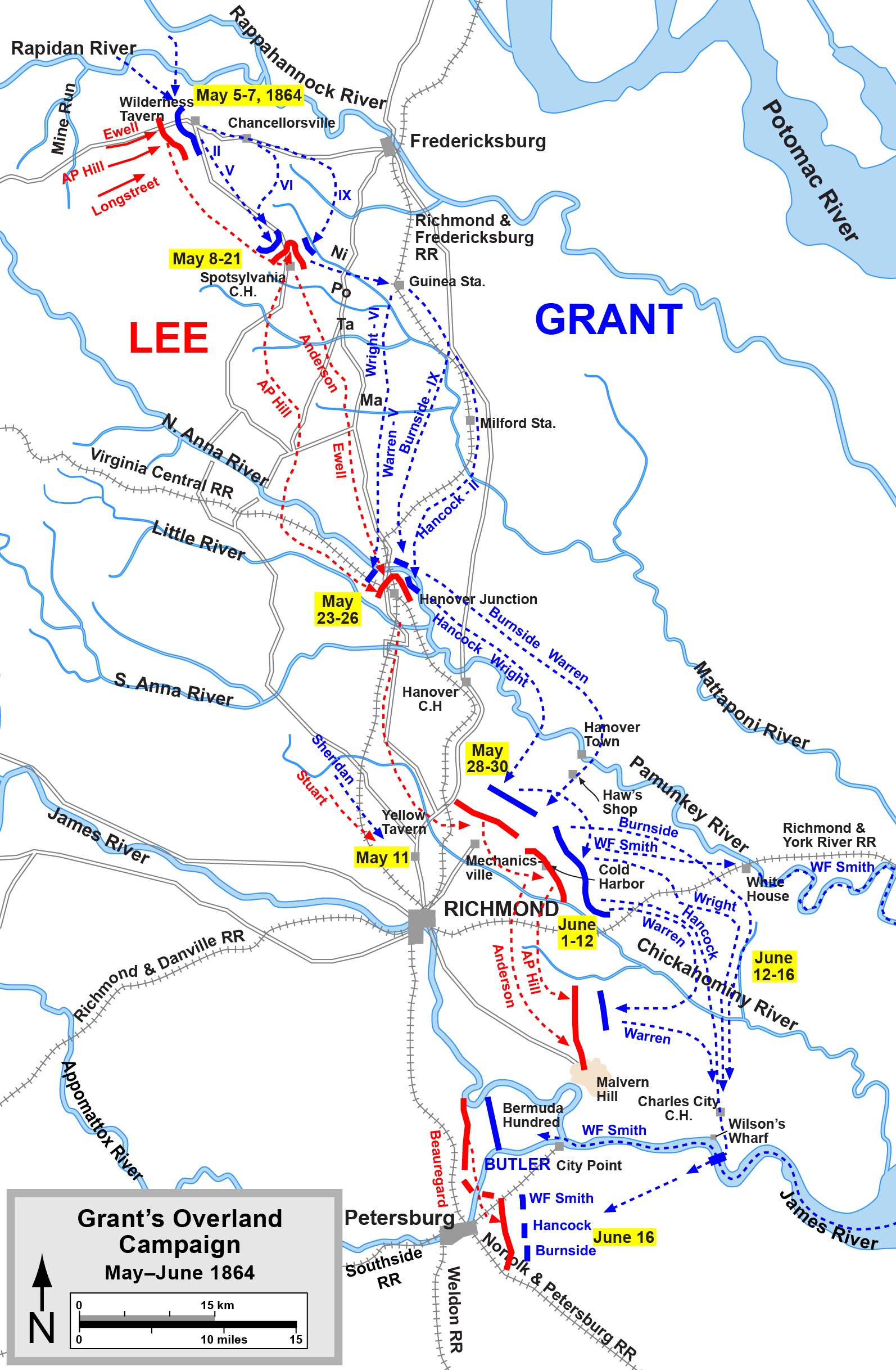
La Campagna terrestre con il suo progressivo avvicinamento a Richmond, dalla battaglia del Wilderness fino alla traversata del fiume James.

La battaglia del Wilderness - proseguita per due intere giornate - fu tatticamente inconcludente, seppur molto dannosa per entrambe le parti le quali subirono perdite assai elevate.
A differenza dei suoi predecessori tuttavia Grant non tornò sui propri passi al termine dello scontro; mosse anzi in direzione Sudest col chiaro intento di proseguire nell'avanzata e dando il via così ad una campagna di manovre che contribuì a mantenere Lee costantemente sulla difensiva.

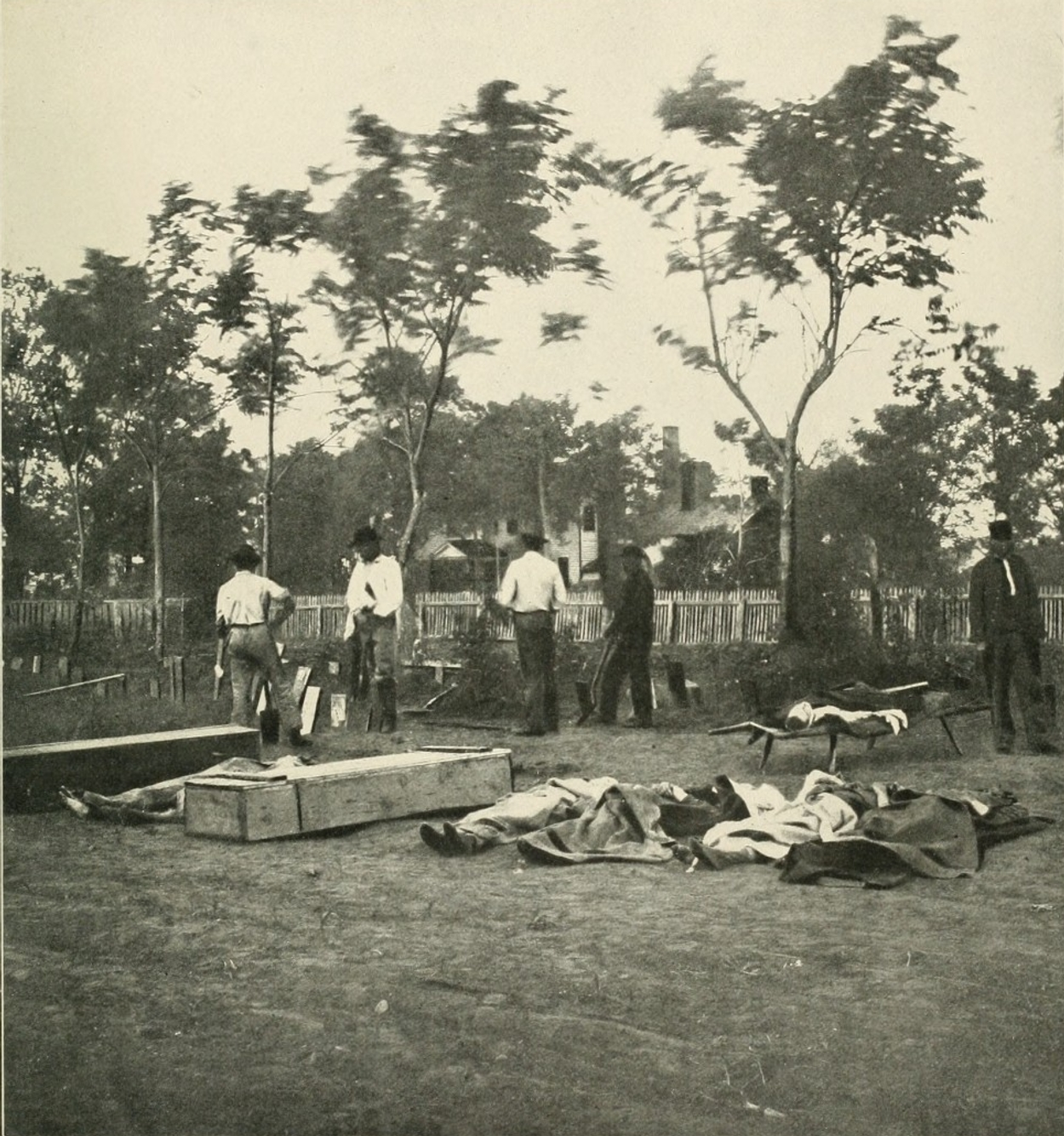
Le bare di legno dei soldati unionisti predisposte dopo la battaglia del Wilderness.

Grazie ad una serie di sanguinose battaglie poté quindi avvicinarsi sempre più a Richmond; Grant sapeva bene che le proprie truppe - maggiori sia in termini di mezzi che di uomini - potevano continuare ad essere fortemente sostenute dalla base costituita dalla manodopera della forza lavoro del Nord; potendo conseguentemente mettere in pratica una guerra di logoramento decisamente migliore di quella che avrebbe potuto essere disponibile al nemico.
Nonostante il fatto che Grant abbia subito delle perdite elevate - circa 55.000 vittime in pochi mesi - Lee da par suo perse percentuali ancora maggiori dei suoi uomini: perdite che non riuscivano più ad essere sostituite agevolmente.
La netta inferiorità tecnologica, ma anche solo numerica, del Sud rispetto al Nord venne alla luce in tutta la sua drammaticità e si rivelò alla fine decisiva. Anche il vantaggio dato dalla mobilissima cavalleria secessionista nella pratica effettiva sul campo si annullò.

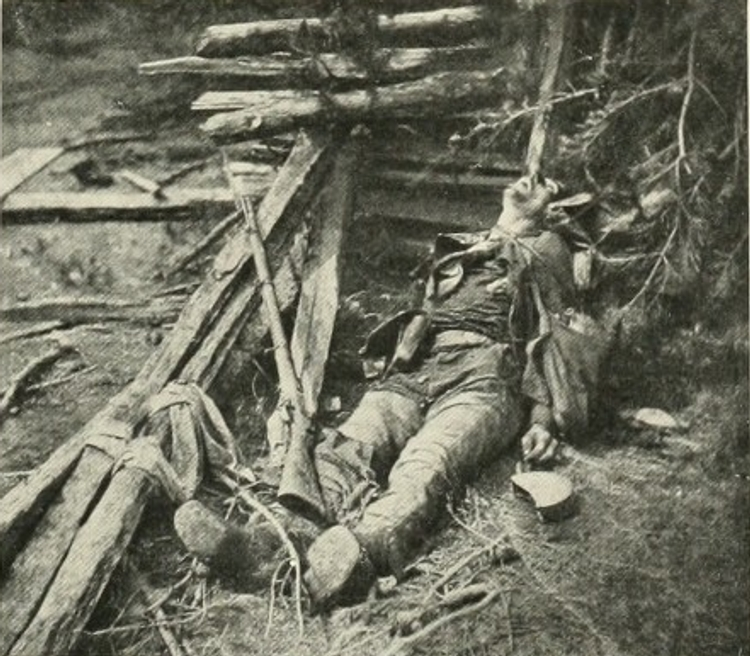
Questo soldato confederato non identificato appartenente al Corpo di Richard Stoddert Ewell rimase ucciso durante il loro attacco sferrato contro la fattoria di Allsop durante la battaglia di Spotsylvania Court House. Il suo ginocchio destro era andato in frantumi e l'aveva fasciato, ma una successiva ferita che gli lacerò la spalla sinistra lo fece morire dissanguato.

Nella battaglia di Spotsylvania Court House il comandante sudista fu ancora una volta in grado di arrestare provvisoriamente Grant bloccando le sue truppe nei crocevia cittadini e stabilendo una forte posizione difensiva; in due settimane di attacchi concentrici a ripetizione Grant decimò le linee confederate, per lo più quelle centrali su un saliente noto come "Mule Shoe".
L'assalto in massa portato avanti dal II Corpo di Winfield Scott Hancock sulla zona "Bloody Angle" di questa linea del centro avversario il 12 maggio prefigurò le tattiche rivoluzionarie impiegate contro le trincee verso la fine della prima guerra mondiale. Ma Grant fu tanto abile da disimpegnarsi e scivolare imperterrito in direzione Sudest.
Essendo riuscito ad intercettarne i movimenti Lee posizionò le sue forze appena dietro il fiume North Anna in un saliente nel tentativo di costringere Grant a suddividere la sua Armata per attaccarlo. Nella battaglia di North Anna il generale sudista ebbe la possibilità di sconfiggere l'avversario, ma non riuscì ad attaccare nella maniera necessaria a far scattare la trappola che aveva organizzato; con molta probabilità a causa di un grave malore (un Infarto miocardico acuto) che l'aveva colpito.
Dopo aver rigettato il programma comprendente una carica frontale alle posizioni di Lee in quanto troppo costosa e dopo aver inizialmente fatto approvare un piano che l'avrebbe visto muoversi attorno all'Ala sinistra di Lee, Grant mutò di opinione proseguendo invece la marcia di avvicinamento al cuore strategico confederato verso Sudest.
Il 31 maggio i cavalleggeri unionisti conquistarono il vitale crocevia di "Old Cold Harbor", nel mentre che i secessionisti arrivavano direttamente da Richmond e dalle linee del "Totopotomoy Creek". Alla sera del 1° di giugno due Corpi di "giubbe blu" raggiunsero la stessa località e assalirono con un certo successo gli stabilimenti industriali e gli opifici confederati.

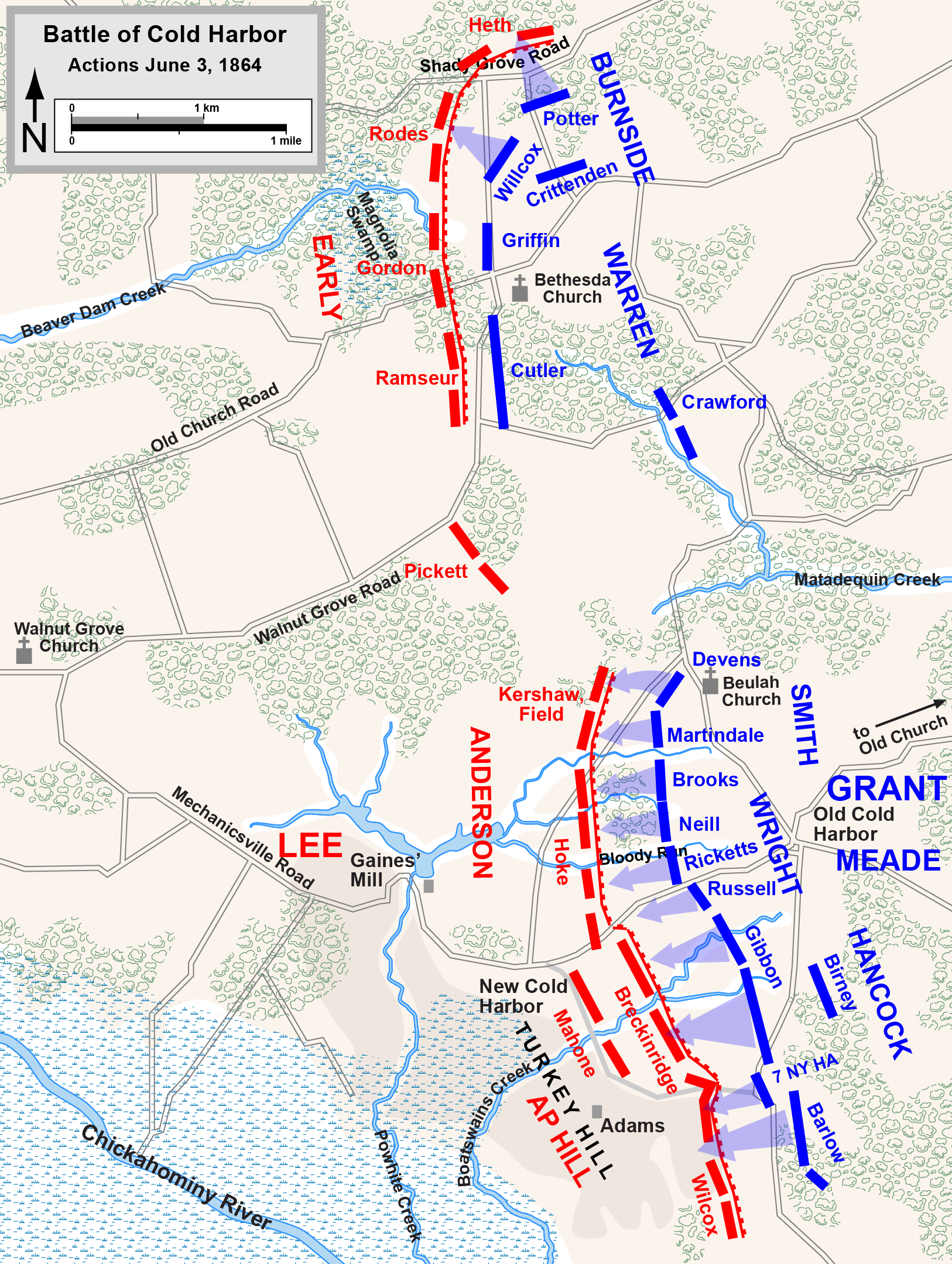
Gli attacchi di Grant nella battaglia di Cold Harbor, situazione del 3 giugno.

Entro il dì seguente entrambi gli eserciti si trovarono a fronteggiarsi apertamente sul campo, formando un fronte ininterrotto lungo più di 11 km. All'alba del 3 giugno il II e il XVIII Corpo, a cui si aggiunse in seguito il IX Corpo d'assalto, aggredirono tutta la linea con un dispendio enorme di forze; in più punti furono massacrati nella battaglia di Cold Harbor.
Grant perse oltre 12.000 uomini in un colpo solo, uno scontro questo che ebbe modo - col "senno di poi" - di rimpiangere più di qualsiasi altro; vari giornali nordisti lo chiamarono spesso "il macellaio" (butcher).
La notte del 12 giugno vi fu una nuova avanzata sul fianco sinistro e l'Union Army marciò fino al fiume James. Qui Grant fu in grado di mantenere celate le sue vere intenzioni a Lee; l'esercito attraversò rapidamente il corso d'acqua su un pontone di barche che si estendeva per 640 m. Quello che Lee aveva sempre temuto più di ogni altra cosa era ora pronto a verificarsi: Grant parve pronto a costringerlo ad un assedio della capitale. 

### Petersburg
Grant aveva deciso tuttavia che esisteva una maniera molto più efficace di arrivare a Richmond e a Lee. Solo poche miglia a Sud difatti la città di Petersburg conteneva importanti collegamenti ferroviari che rifornivano la capitale confederata; se solo l'Union Army avesse potuto prenderla, automaticamente anche Richmond sarebbe caduta nelle proprie mani.
L'inevitabilità della sua cattura rimaneva però ancora alquanto dubbia; già Butler a suo tempo non vi era riuscito; in aggiunta a ciò vi fu anche la grave indecisione dimostrata dai subordinati del comandante unionista. I progressi furono a rilento e i vari generali presenti sul fronte non riuscirono a superare neppure le sottili linee gestite con perizia dagli uomini di Beauregard.

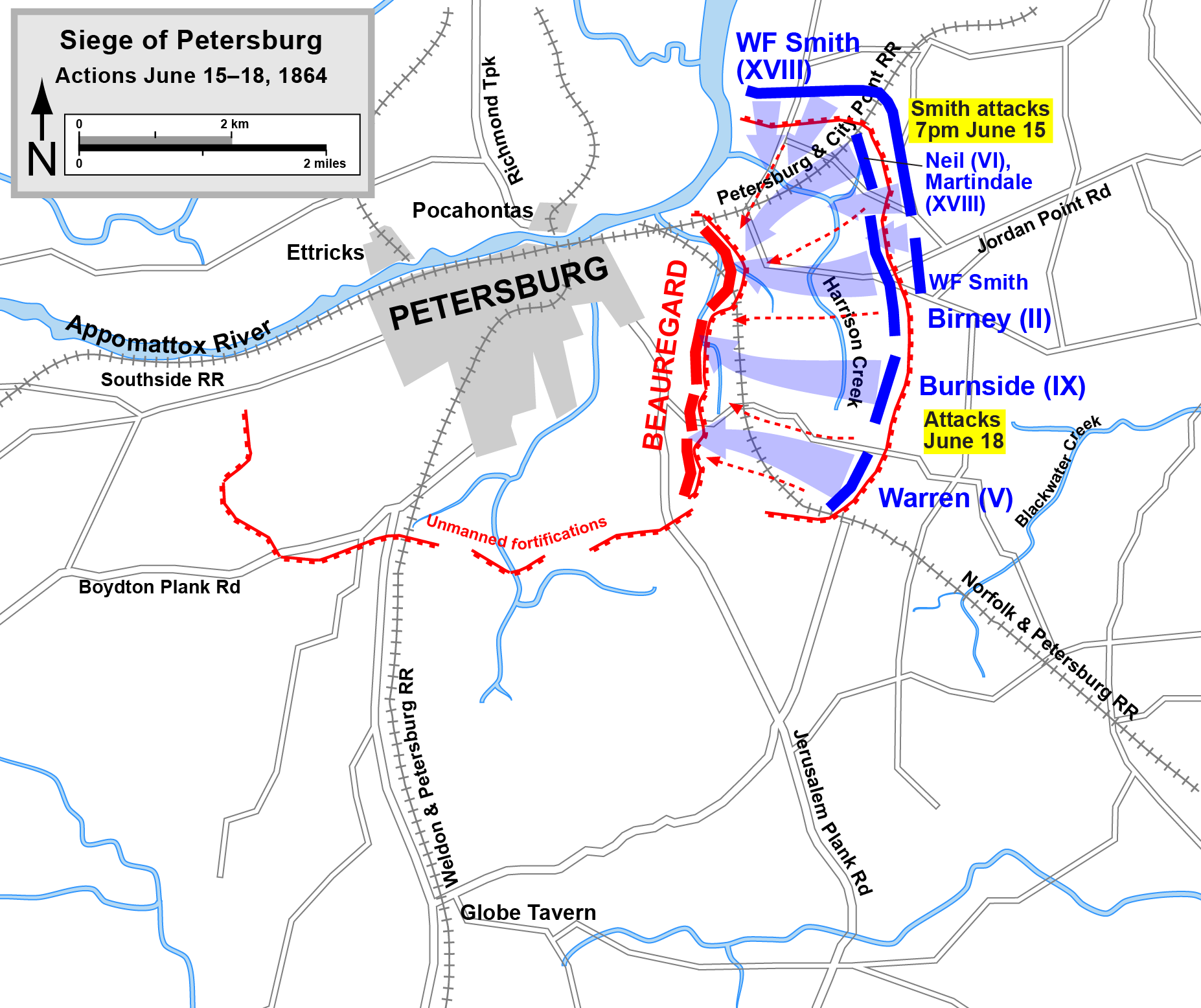
Schema della seconda battaglia di Petersburg, dal 15 al 18 giugno 1864.

Un tale ritardo permise all'Armata di Lee di giungere in tempo e di erigere più sostanziose difese: entrambe le parti si insediarono quindi con la prospettiva di un'indefinita situazione di assedianti-assediati. Era l'assedio di Petersburg. Nel tentativo di romperlo il Corpo di Ambrose Burnside si apprestò a scavare un tunnel che avrebbe dovuto passare proprio sotto le linee difensive.

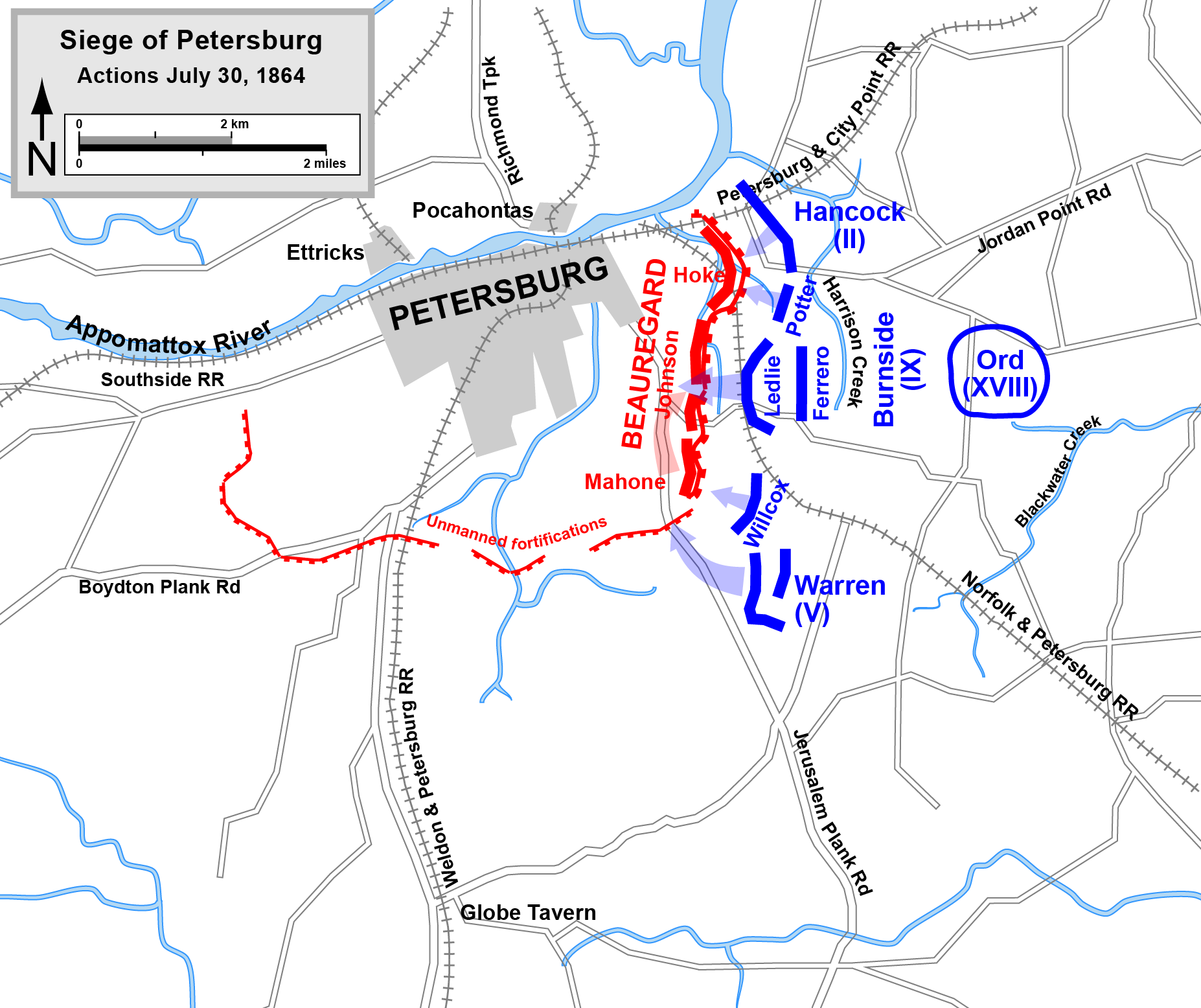
Le rispettive posizioni il 30 luglio, giorno della battaglia del cratere.

Il 30 luglio fecero detonare gli esplosivi, creando in tal modo un cratere del diametro di 41 m e che rimane visibile ancora ai giorni nostri. Quasi 350 soldati sudisti rimasero uccisi all'istante nell'esplosione.
Nonostante la relativa ingenuità del piano la lunga e sanguinosa battaglia del cratere (come venne battezzata) rimase segnata da una scarsa pianificazione tattica e si concluse con una sostanziale vittoria confederata.

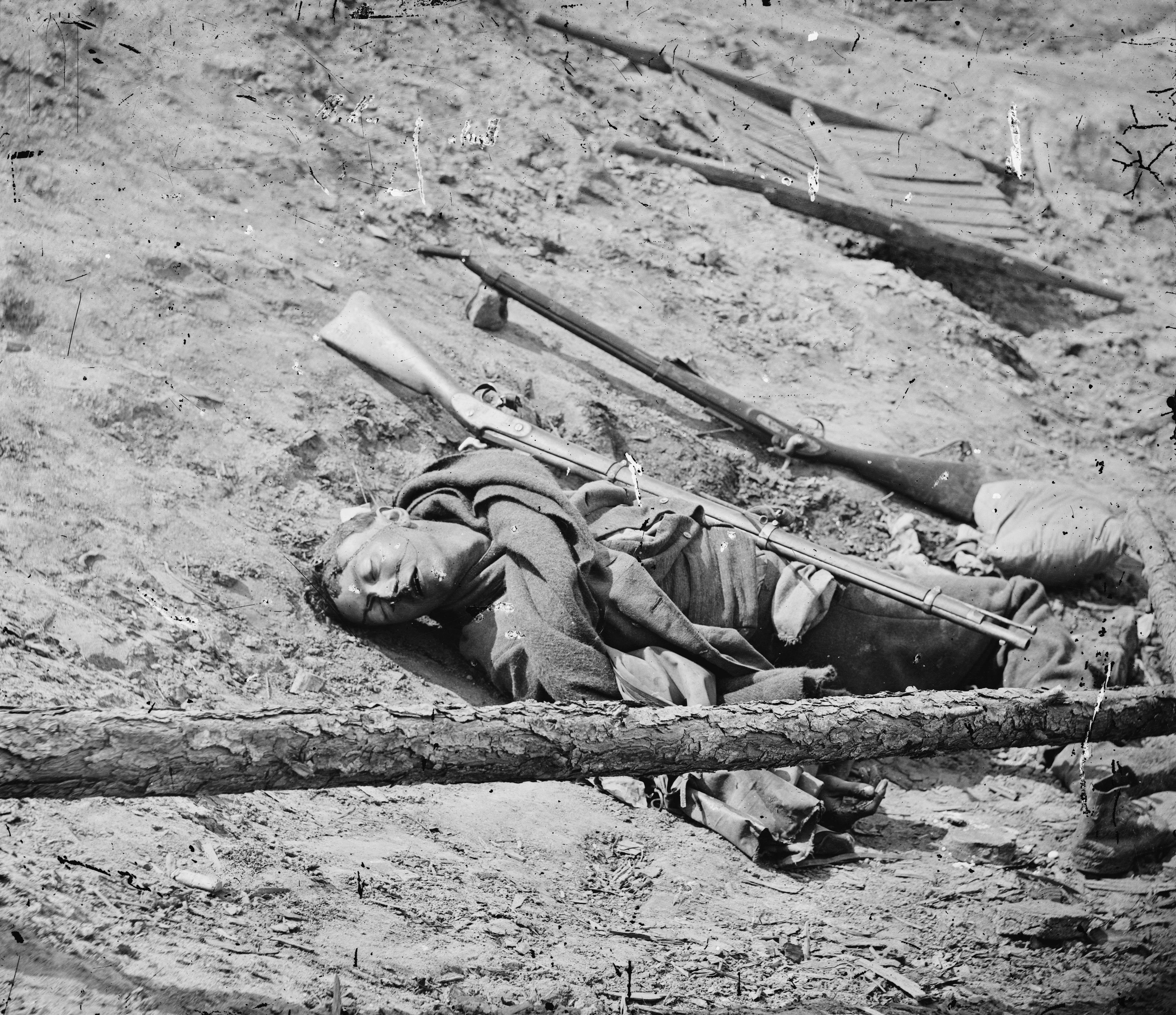
Il cadavere di un soldato sudista nel corso dell'assedio di Petersburg (dopo la terza battaglia di Petersburg).

Per tutto il corso dell'autunno e dell'inverno seguente entrambi gli schieramenti si misero al lavoro per costruire una serie elaborata di trincee a più livelli, le quali finirono con l'estendersi per più di 50 km; questo mentre l'Armata del Potomac provava ripetutamente di aggirare il fianco destro (occidentale) dell'Armata Confederata della Virginia Settentrionale con l'intenzione di distruggere le sue linee di rifornimento.
Sebbene l'opinione pubblica nordista fosse piuttosto scoraggiata dall'apparente mancanza di progressi a Petersburg, la vittoriosa Campagna di Atlanta portata a termine dal generale Sherman - la presa di Atlanta e il suo successivo drammatico incendio che portò all'evacuazione totale della popolazione ivi residente - contribuì fattivamente a garantire la rielezione di Abraham Lincoln alle elezioni presidenziali del 1864.
Il presidente assicurò la continuità dell'azione, contro le pretese pacifiste dei Copperheads e le titubanze in tal senso dimostrate dalla candidatura di George McClellan nel ruolo di sfidante scelto dal Partito Democratico; Lincoln (presentatosi sotto la bandiera del "National Union Party") garantì personalmente che la guerra sarebbe stata combattuta fino alla sua naturale conclusione, la resa del Confederate States Army, la preservazione dell'Unione e il ripristino dell'integrità nazionale ferita dalla battaglia di Fort Sumter di tre anni e mezzo prima. 

## 1864 - 1865: Valle dello Shenandoah

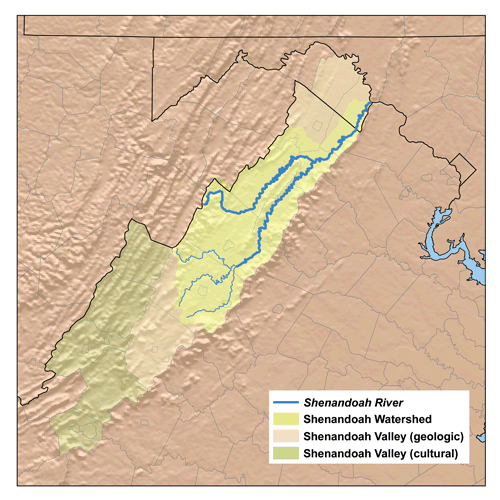
Localizzazione della Valle dello Shenandoah nel Panhandle orientale della Virginia Occidentale attraversata dal fiume Shenandoah.

La Valle dello Shenandoah rimase sempre una regione cruciale per gli Stati Confederati d'America, una delle zone agricole maggiormente importanti della Virginia oltre che ad essere la via principale per ogni eventuale progettata invasione contro il Nord.
Grant sperò quindi che l'Armata del "Dipartimento della Virginia Occidentale" di Franz Sigel potesse riuscire ad assumerne finalmente il pieno controllo, per poter muoversi poi a Sudovest verso le cime più alte con 10.000 uomini per mettere fuori uso ed occupare il centro ferroviario di Lynchburg.

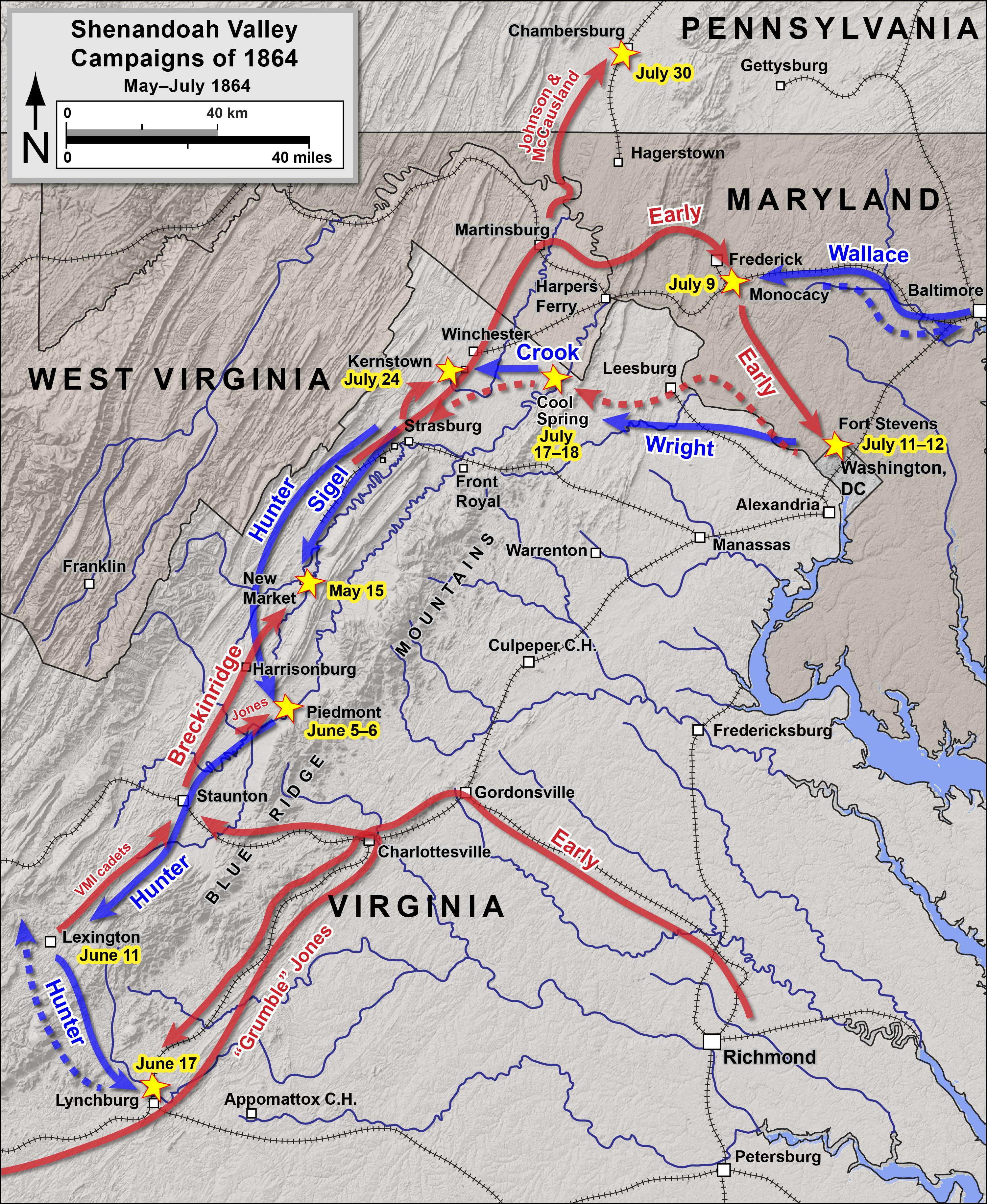
Operazioni della campagna della Valle dello Shenandoah tra maggio e luglio.

Le forze unioniste subirono però una prima seria sconfitta nella battaglia di New Market svoltasi il 15 maggio 1864, tanto che al comando vi fu un'immediata sostituzione a favore di David Hunter che ottenne un buon successo nella vittoria conseguita alla battaglia di Piedmont il 5 giugno.
Il comandante dell'Union Army cominciò a questo punto a dare alle fiamme le risorse agricole sudiste e finanche le abitazioni di alcuni importanti sostenitori della secessione, giungendo così a guadagnarsi il soprannome di "Black Dave": arrivato a Lexington incendiò completamente anche il Virginia Military Institute.
Nel frattempo Robert Edward Lee, oramai stretto nell'assedio di Petersburg, cominciò a preoccuparsi seriamente delle azioni intraprese da Hunter e pertanto inviò il Corpo di Jubal Anderson Early nella Valle con l'ordine di "spazzare via" le truppe dell'Unione e, se ancora fosse stato possibile, minacciare per via diretta Washington; sperando con tale mossa di costringere Grant ad allentare la presa dalla città assediata attenuando le sue forze tutt'attorno ai trinceramenti.
L'operazione assegnata ad Early parve iniziare positivamente, obbligando Hunter ad impegnarsi nella battaglia di Lynchburg. Si diresse quindi lungo la Valle senza incontrare alcuna opposizione tale da impensierirlo più di tanto, oltrepassò Harper's Ferry, riattraversò per l'ennesima volta il fiume Potomac e avanzò addentrandosi nel territorio del Maryland.
Grant inviò presto i soccorsi necessari costituiti dal Corpo di Horatio Gouverneur Wright, più altri distaccamenti guidati da George Crook per rafforzare le incerte difese della capitale e dare la caccia ad Earlyy. Nella battaglia di Monocacy del 9 luglio - nei pressi di Frederick (Maryland) - il comandante sudista ebbe la meglio su un reparto ridotto al comando del quale vi era Lew Wallace, ma questo scontro fece in modo di ritardare la sua avanzata tanto da permettere all'apparato difensivo di Washington di rafforzarsi appena in tempo.
Un piroscafo venne messo in stato di allerta e pronto a prendere il largo nell'eventualità di dover porre in salvo l'intero Governo federale della presidenza di Abraham Lincoln; nonostante la battuta d'arresto Early attaccò una fortezza approntata sul perimetro Nordovest della capitale, Fort Stevens, tra l'11 e il 12 luglio. 

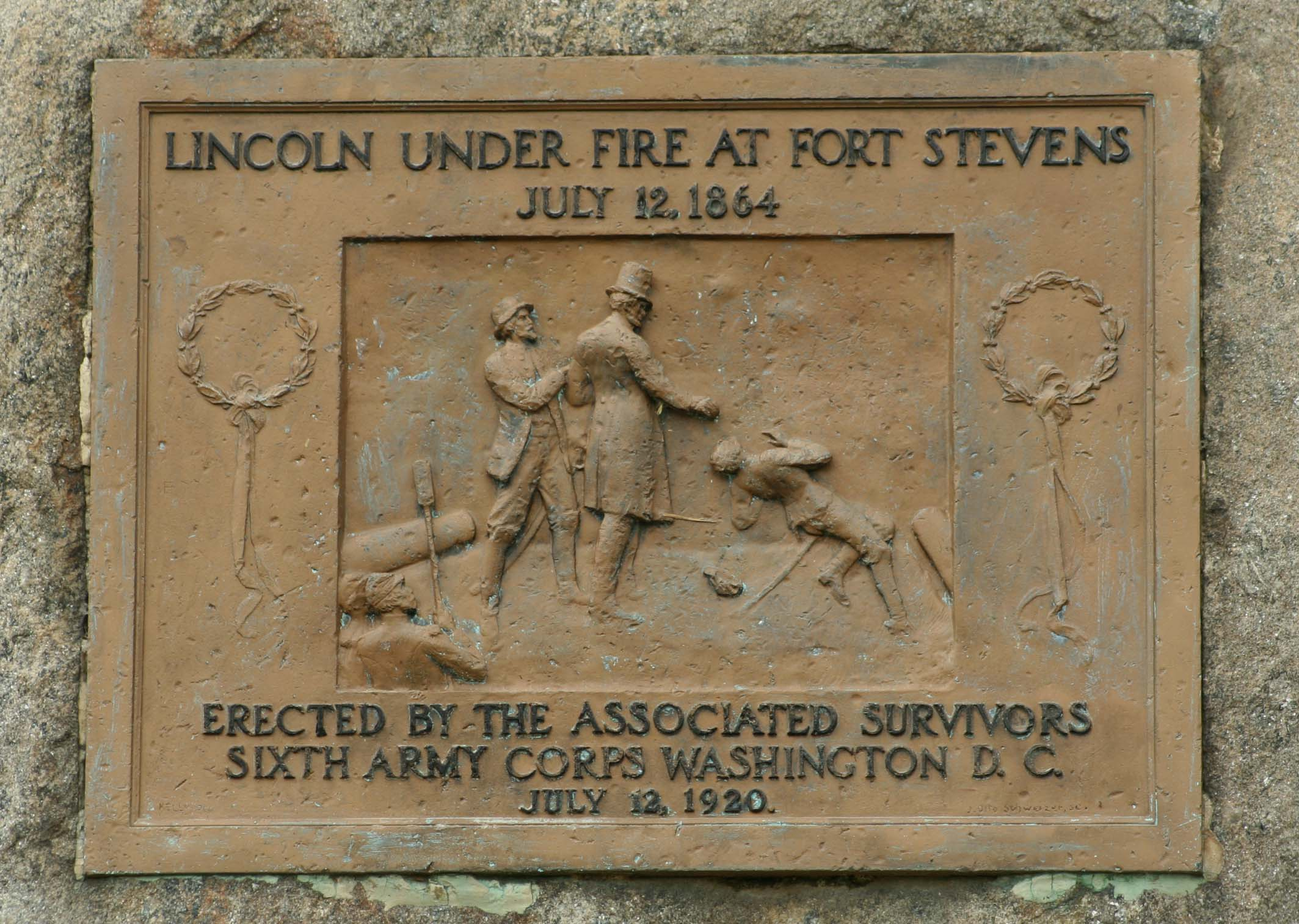
Targa commemorativa che ricorda la presenza del presidente Abraham Lincoln alla battaglia di Fort Stevens.

Il presidente non se ne diede per inteso tanto da affrontare con stoica imperturbabilità i proiettili che gli fischiavano attorno rimanendo fermo in un punto d'osservazione sulla prima linea per tutta la durata della battaglia di Fort Stevens. Non riuscendo ad ottenere alcun apprezzabile risultato ripiegò nuovamente in territorio virginiano, combattendo con successo una serie di battaglia minori nella Valle fino ai primi di agosto ed impedendo in tal maniera al Corpo di Wright di ritornare da Grant a Petersburg. 

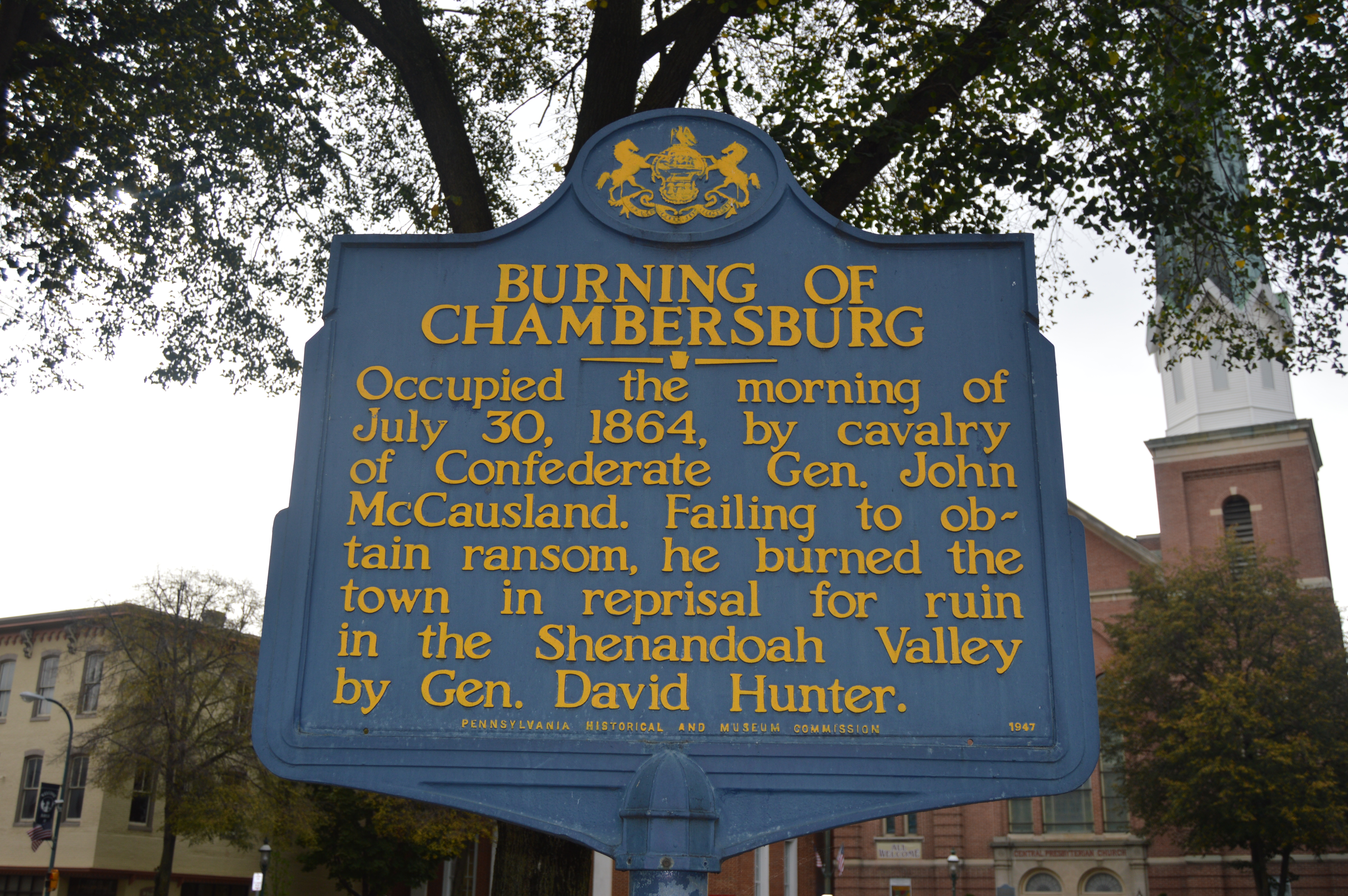
Cartello storico che rammenta la devastazione di Chambersburg ad opera delle truppe sudiste comandate da Jubal Anderson Early.

Intenzionati ad eseguire ance una feroce rappresaglia i ribelli secessionisti rasero al suolo l'intera cittadina di Chambersburg nella Pennsylvania, costringendo i cittadini ad evacuare abbandonando tutti i loro beni per poter aver salva la vita: Early dichiarò in seguito che si trattò di un atto di vendetta contro le di poco precedenti distruzioni operate da Hunter nella Valle.
Grant riconobbe chiaramente che Washington avrebbe continuato a rimanere vulnerabile fintanto che Early rimaneva a piede libero nelle sue vicinanze. Cercò quindi di trovare un nuovo generale abbastanza aggressivo da poterlo sconfiggere; lo trovò nella persona di Philip Henry Sheridan, comandante dei cavalleggeri dell'Armata del Potomac e proprio a lui venne affidata la direzione di tutte le forze operative presenti nell'area: la "Divisione militare centrale inclusa l'Armata dello Shenandoah di nuova costituzione.

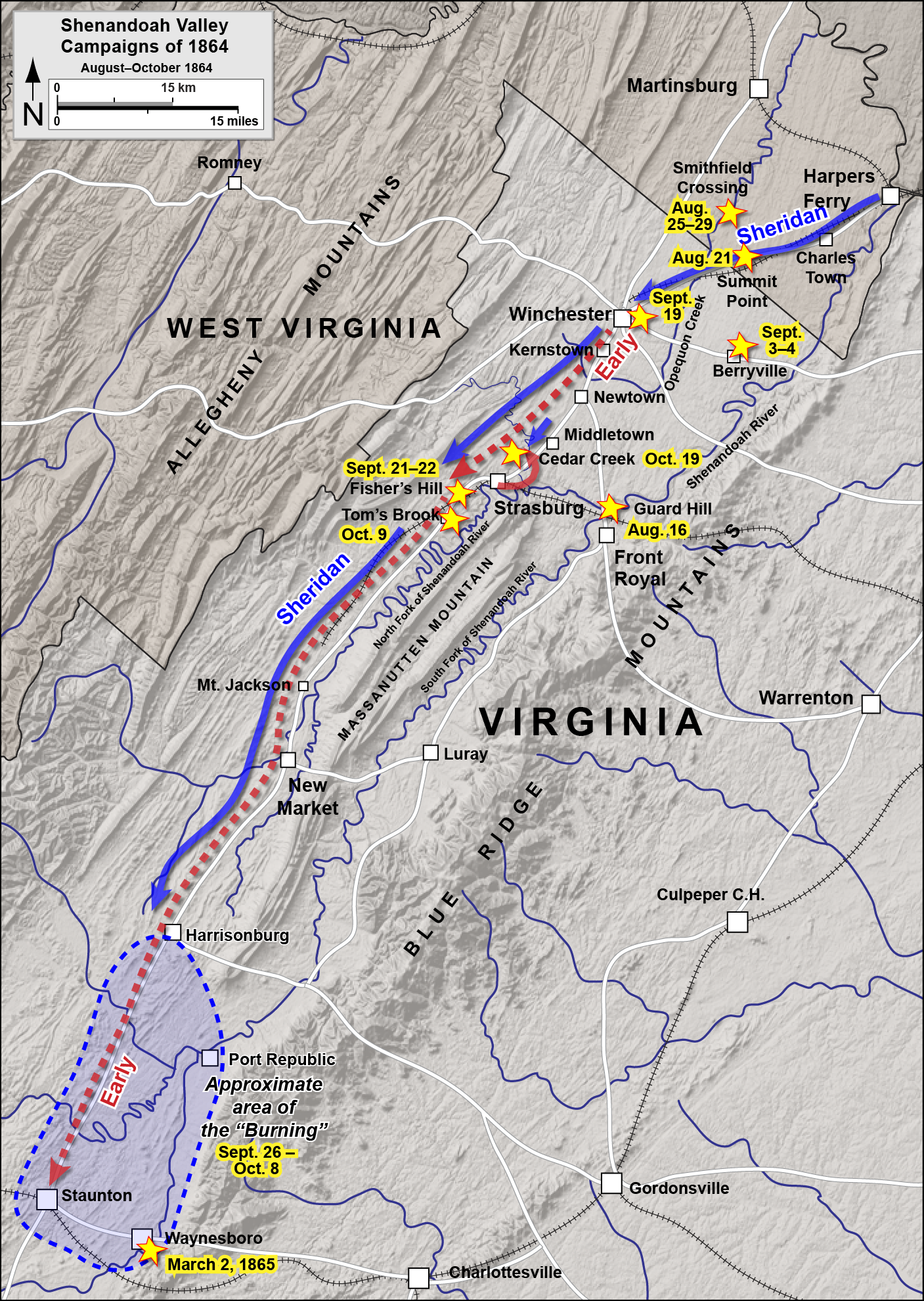
Operazioni della campagna della Valle dello Shenandoah (1864) tra agosto e ottobre.

Sheridan diede il via alle proprie manovre dapprima con una certa lentezza, principalmente per il motivo che le imminenti elezioni presidenziali del 1864 richiedevano politicamente un approccio quantomai cauto, evitando qualsiasi eventuale disastro militare che avrebbe potuto gravemente inficiare le possibilità di vittoria del presidente in carica.
Il pericolo di una sconfitta di Lincoln, alle prese con i Copperheads "pacifisti" e più che mai arrendevoli del Partito Democratico i quali avevano imposto come loro candidato l'ex generale in capo George McClellan, venne sentito come presente e minaccioso.
Sheridan iniziò però a muoversi in modo decisamente aggressivo a partire da settembre, dando il via ad una serie di manovre le quali condussero a battere Early prima nella terza battaglia di Winchester del 19 settembre e nella battaglia di Fisher's Hill il 21-22 settembre. Seriamente danneggiate e rimaste bloccate nella Valle le forze sudiste finirono con l'aprire il passaggio all'Union Army.
Questo risultato, accoppiato con la conquista di Atlanta da parte di William Tecumseh Sherman a conclusione della Campagna di Atlanta e dalla vittoria decisiva di David G. Farragut nella battaglia della baia di Mobile, la riconferma presidenziale di Lincoln sembrò essere una volta per tutte assicurata.
Sheridan si ritirò gradualmente lungo la Valle conducendo una tattica di "Terra bruciata" che presagiva l'imminente marcia verso il mare di Sherman che partì a novembre - dopo aver fatto incendiare l'intera capitale della Georgia e costretto all'evacuazione forzata tutti i suoi abitanti - alla volta della città costiera di Savannah.
L'obiettivo dichiarato fu quello di negare a quanto ancora rimaneva degli Stati Confederati d'America i mezzi di sostentamento per nutrire i suoi eserciti nel territorio virginiano: l'Armata di Sheridan si apprestò quindi a distruggere col fuoco tutti i raccolti, i fienili, i mulini, le fattorie e finanche le fabbriche che si trovò via via davanti.
Con Lee rimasto bloccato e tenuto sotto uno stretto stato d'assedio a Petersburg, la Georgia messa a ferro e fuoco, la Confederate States Navy in pratica impotente e quasi del tutto messa fuori uso dal sempre più ferreo blocco dell'Unione, le prospettive del Sud si avviarono con decisione verso la loro inevitabile nemesi. Il piano di Grant stava perfettamente funzionando dando i suoi frutti duraturi.

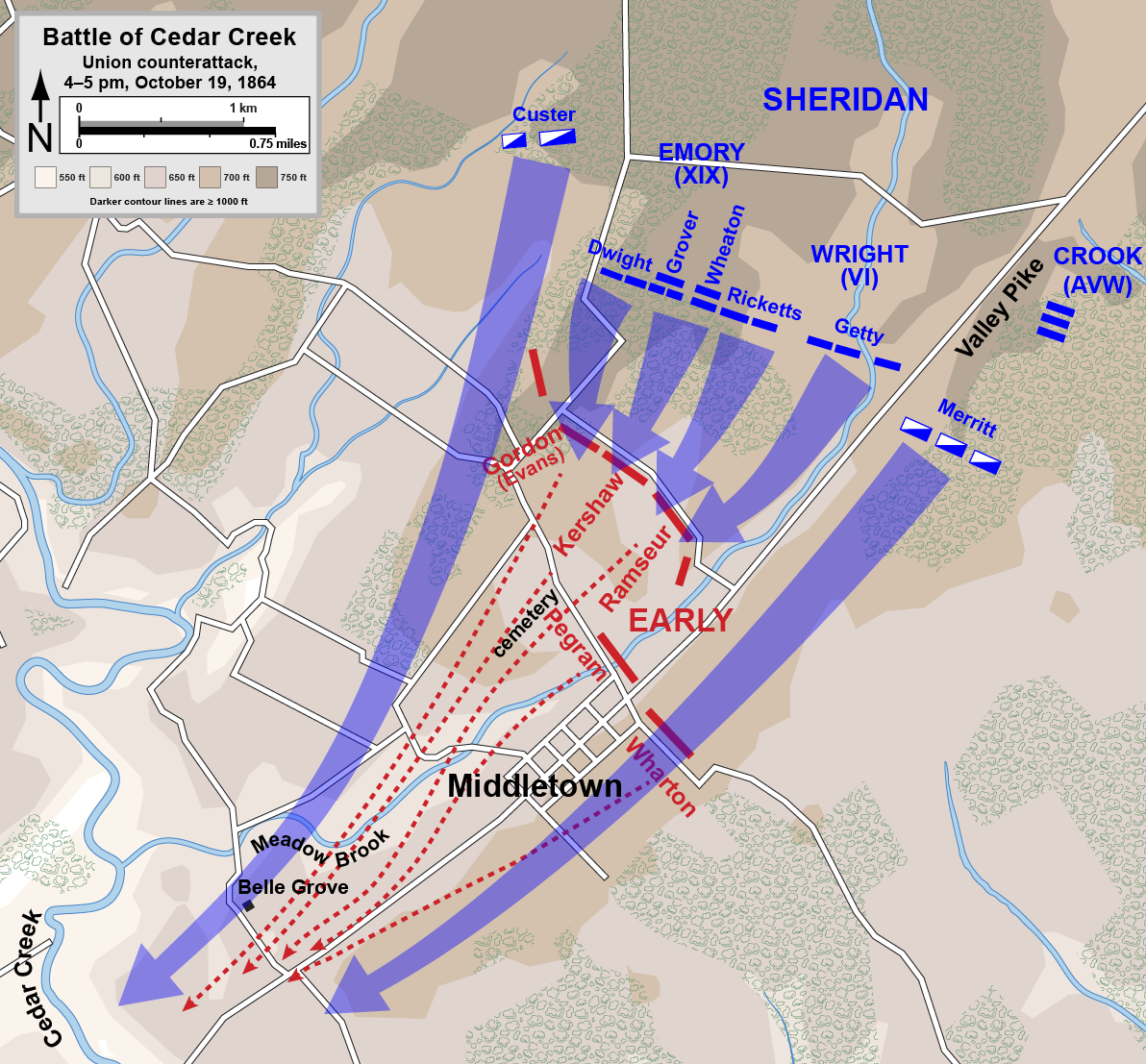
Contrattacco e vittoria finale dell'Union Army nella battaglia di Cedar Creek.

La campagna della Valle dello Shenandoah (1864) si concluse con la battaglia di Cedar Creek del 19 ottobre; in un brillante attacco a sorpresa scatenato alle primi luci del sole Early in un primo momento sbaragliò quasi i due terzi dell'esercito unionista. Ma le sue truppe, affamate ed esauste, cominciarono ad abbandonare i ranghi a loro assegnati per darsi al saccheggio dell'accampamento nordista.
Sfruttando l'occasione data dai soldati nemici che non serravano più le file, Sheridan riuscì a far radunare i propri uomini e ad infliggere una severa sconfitta - che risultò decisiva - ad Early. Nel tardo autunno poi rimandò la fanteria ad assistere Grant a Petersburg; la cavalleria giunse entro la settimana seguente.
La maggior parte degli uomini del Corpo di Early raggiunse invece Lee a dicembre, mentre lui stesso rimase alla testa di una piccola pattuglia posta a presidio; questo fino a quando non venne sollevato dal comando nel marzo del 1865 a seguito della sconfitta patita nella battaglia di Waynesboro,.

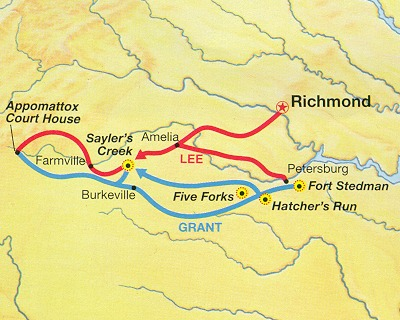
Il fonte Orientale nel 1865.

## 1865: Appomattox

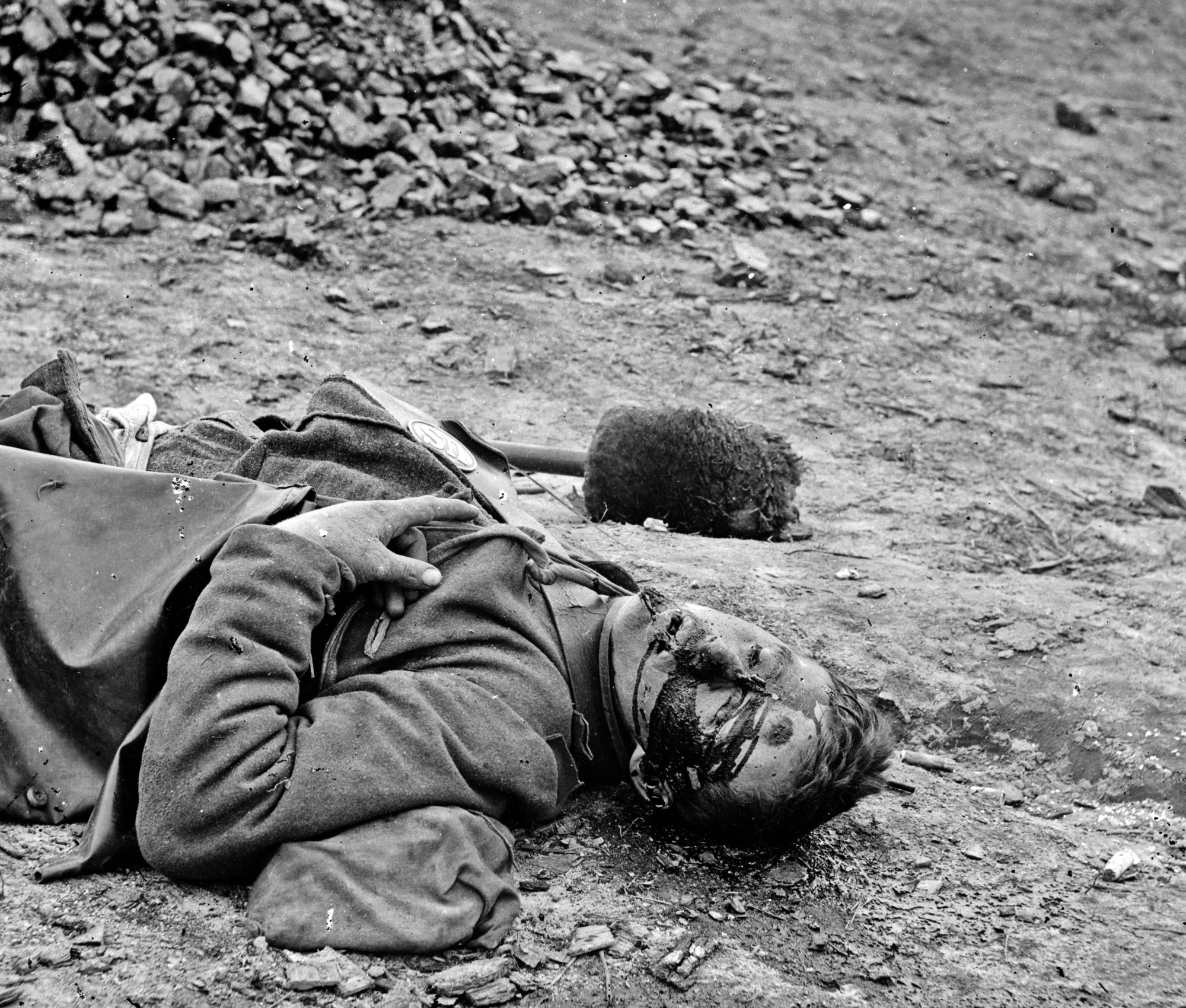
Petersburg (Virginia), 1º aprile 1865.

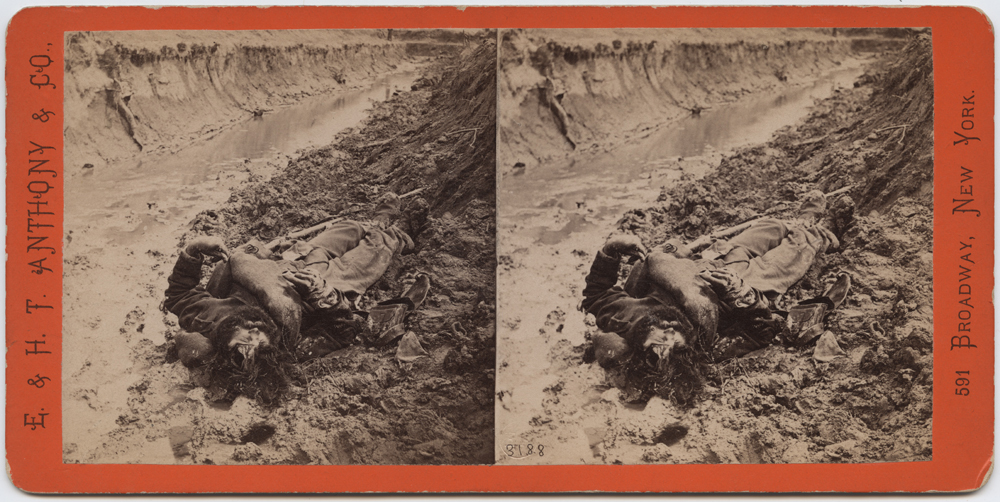
Una vittima sudista dopo la terza battaglia di Petersburg fotografata il 3 aprile 1865.

Nel gennaio del 1865, con Abraham Lincoln rieletto a stragrande maggioranza e la Georgia annientata da Sherman - il quale si proponeva di fare altrettanto nella campagna delle Caroline (atto finale del Teatro Occidentale) Lee venne nominato generale in capo delle armate confederate. Sarebbe stato l'ultimo sussulto d'orgoglio messo in atto dalla ribellione sudista.

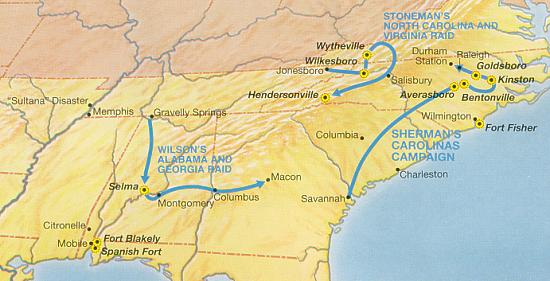
La conclusione della guerra di secessione americana con la decisiva Campagna di Atlanta prima e la Marcia verso il mare di Sherman e la Campagna delle Caroline nel Teatro Occidentale.

## Maggiori battaglie terrestri
Le battaglie di terra più costose in termini di vite umane nel Teatro Orientale, misurate secondo le vittime totali (tra uccisi, feriti, catturati e dispersi) furono - in ordine - le seguenti (tutti i dati vengono citati nelle voci corrispondenti):
| Battaglia                             | Stato        | Data                       | Stati Uniti (bandiera) |                | Unione                | Confederazione            | Stati Uniti (bandiera) |         | Totali  |
| Battaglia                             | Stato        | Data                       | Forze in campo         | Forze in campo | Comandante            | Comandante                | Vittime                | Vittime | Vittime |
| ------------------------------------- | ------------ | -------------------------- | ---------------------- | -------------- | --------------------- | ------------------------- | ---------------------- | ------- | ------- |
| Battaglia di Gettysburg               | Pennsylvania | 1° - 3 luglio 1863         | 104.000                | 75.000         | George G. Meade       | Robert Edward Lee         | 23.055                 | 23.231  | 46.286  |
| Battaglia di Spotsylvania Court House | Virginia     | 8 - 21 maggio 1864         | 100.000                | 52.000         | Ulysses S. Grant      | Robert E. Lee             | 18.399                 | 13.421  | 31.820  |
| Battaglia di Chancellorsville         | Virginia     | 1° - 4 maggio 1863         | 133.708                | 60.892         | Joseph Hooker         | Robert E. Lee             | 17.197                 | 13.303  | 30.500  |
| Battaglia del Wilderness              | Virginia     | 5 - 7 maggio 1864          | 124.232                | 61.025         | Ulysses S. Grant      | Robert E. Lee             | 17.666                 | 11.125  | 28.791  |
| Battaglia di Appomattox               | Virginia     | 9 aprile 1865              | 100.000                | 28.000         | Ulysses S. Grant      | Robert E. Lee             | 164                    | 28.305  | 28.469  |
| Battaglia di Antietam                 | Maryland     | 17 settembre 1862          | 75.500                 | 38.000         | George McClellan      | Robert E. Lee             | 12.401                 | 10.316  | 22.717  |
| Seconda battaglia di Bull Run         | Virginia     | 28 - 30 agosto 1862        | 62.000                 | 50.000         | John Pope             | Robert E. Lee             | 10.000                 | 8.300   | 18.300  |
| Battaglia di Fredericksburg           | Virginia     | 11 - 15 dicembre 1862      | 114.000                | 72.500         | Ambrose Burnside      | Robert E. Lee             | 12.653                 | 5.377   | 18.030  |
| Battaglia di Cold Harbor              | Virginia     | 31 maggio - 12 giugno 1864 | 108.000                | 59.000         | Ulysses S. Grant      | Robert E. Lee             | 12.737                 | 4.595   | 17.332  |
| Seconda battaglia di Petersburg       | Virginia     | 15 - 18 giugno 1864        | 62.000                 | 38.000         | Ulysses S. Grant      | Robert E. Lee             | 11.386                 | 4.000   | 15.386  |
| Battaglia di Gaines's Mill            | Virginia     | 27 giugno 1862             | 34.214                 | 57.018         | George B. McClellan   | Robert E. Lee             | 6.837                  | 7.993   | 14.830  |
| Battaglia di Seven Pines              | Virginia     | 31 maggio - 1º giugno 1862 | 34.000                 | 39.000         | George B. McClellan   | Joseph Eggleston Johnston | 5.031                  | 6.134   | 11.165  |
| Battaglia di Sailor's Creek           | Virginia     | 6 aprile 1865              | 26.000                 | 18.500         | Ulysses S. Grant      | Robert E. Lee             | 1.148                  | 7.700   | 8.848   |
| Battaglia di Cedar Creek              | Virginia     | 19 ottobre 1864            | 31.610                 | 21.102         | Philip Henry Sheridan | Jubal Anderson Early      | 5.764                  | 2.910   | 8.674   |
| Battaglia di Opequon                  | Virginia     | 19 settembre 1864          | 40.000                 | 12.000         | Philip H. Sheridan    | Jubal A. Early            | 5.020                  | 3.610   | 8.630   |
| Battaglia di Malvern Hill             | Virginia     | 1º luglio 1862             | 54.000                 | 55.000         | George B. McClellan   | Robert E. Lee             | 2.100                  | 5.650   | 7.750   |
| Terza battaglia di Petersburg         | Virginia     | 2 aprile 1865              | 76.113                 | 58.400         | Ulysses S. Grant      | Robert E. Lee             | 3.500                  | 4.250   | 7.750   |

Le cifre delle perdite della battaglia di Appomattox (28.469 vittime) includono percentuali molto alte di soldati confederati arresisi.

### Altre letture
- Beatie, Russel H. Army of the Potomac: Birth of Command, November 1860 – September 1861. New York: Da Capo Press, 2002. ISBN 0-306-81141-3.
- Beatie, Russel H. Army of the Potomac: McClellan Takes Command, September 1861 – February 1862. New York: Da Capo Press, 2004. ISBN 0-306-81252-5.
- Beatie, Russel H. Army of the Potomac: McClellan's First Campaign, March – May 1862. New York: Savas Beatie, 2007. ISBN 978-1-932714-25-8.
- Browning, Robert Jr. From Cape Charles to Cape Fear: The North Atlantic Blockading Squadron during the Civil War. Tuscaloosa: University of Alabama Press, 1993. ISBN 0-8173-5019-5.
- Burton, Brian K. Extraordinary Circumstances: The Seven Days Battles. Indianapolis: Indiana University Press, 2001. ISBN 0-253-33963-4.
- Catton, Bruce. Glory Road. Garden City, NY: Doubleday and Company, 1952. ISBN 0-385-04167-5.
- Catton, Bruce. Mr. Lincoln's Army. Garden City, NY: Doubleday and Company, 1951. ISBN 0-385-04310-4.
- Catton, Bruce. A Stillness at Appomattox. Garden City, NY: Doubleday and Company, 1953. ISBN 0-385-04451-8.
- Foote, Shelby. The Civil War: A Narrative. 3 vols. New York: Random House, 1974. ISBN 0-394-74913-8.
- Freeman, Douglas S. Lee's Lieutenants: A Study in Command. 3 vols. New York: Scribner, 1946. ISBN 0-684-85979-3.
- Freeman, Douglas S.  R. E. Lee, A Biography.. 4 vols. New York: Scribner, 1934.
- Glatthaar, Joseph T. General Lee's Army: From Victory to Collapse. New York: Free Press, 2008. ISBN 978-0-684-82787-2.
- Grant, Ulysses S.  Personal Memoirs of U. S. Grant.. 2 vols. Charles L. Webster & Company, 1885–86. ISBN 0-914427-67-9.
- McPherson, James M. Battle Cry of Freedom: The Civil War Era. Oxford History of the United States. New York: Oxford University Press, 1988. ISBN 0-19-503863-0.
- Murfin, James V. The Gleam of Bayonets: Battle of Antietam, September 17, 1862. Covington, GA: Mockingbird Press, 1965. ISBN 0-89176-007-5.
- Welcher, Frank J. The Union Army, 1861–1865 Organization and Operations. Vol. 1, The Eastern Theater. Bloomington: Indiana University Press, 1989. ISBN 0-253-36453-1.
- Wert, Jeffry D. The Sword of Lincoln: The Army of the Potomac. New York: Simon & Schuster, 2005. ISBN 0-7432-2506-6.
- Williams, T. Harry. Lincoln and His Generals. New York: Alfred A. Knopf, 1952. ISBN 0-9654382-6-0.